# Zugspitze
Muntele Zugspitze (/ˈzʊɡʃpɪtsə/ zuug-SHPIT-sə) este un munte din Germania, Europa Centrală, parte a lanțului montan Wetterstein, la granița dintre Germania și Austria, la sud de orașul Garmisch-Partenkirchen din Bavaria. Vârful muntelui Zugspitze (2.962 m) reprezintă punctul de maximă altitudine din Germania. 
La sud de munte se află Zugspitzplatt, un podiș carstic înalt, cu numeroase peșteri. Pe versanții Zugspitze se află doi dintre cei patru ghețari bavarezi, cei mai mari din Germania: Nördlicher Schneeferner, cu o suprafață de 30,7 hectare (în pericol din cauza încălzirii globale) și Höllentalferner, cu o suprafață de 24,7 hectare. Topirea Südlicher Schneeferner a dus la pierderea statutului de ghețar în 2022.
Prima ascensiune documentată a vârfului Zugspitze a fost realizată în 1820 de către locotenentul bavarez Josef Naus, ordonanța sa, Maier și ghidul montan Johann Georg Tauschl din Partenkirchen. În prezent există trei rute normale (cele mai frecventate) către vârf: dinspre nord-est de la Höllental, dinspre sud-est de la Reintal și dinspre vest prin „Österreichische Schneekar”. Traseul „Jubiläumsgrat”, unul dintre cele mai cunoscute trasee de creastă din Alpii Răsăriteni, urmează creasta omonimă până la vârful Zugspitze.
Accesul pe munte este asigurat prin intermediul a trei mijloace de transport principale, două telecabine, Tiroler Zugspitzbahn și Seilbahn Zugspitze, precum și un tren cu ecartament îngust și cremalieră numit Bayerische Zugspitzbahn, care străbate câteva tuneluri până la Zugspitzplatt, de unde o altă telecabină duce la vârful Zugspitze, câteva sute de metri mai sus. În timpul iernii, mai multe teleschiuri deservesc domeniul schiabil de pe Zugspitzplatt.

## Etimologie
Includerea numelor din munții Wetterstein în documente oficiale și hărți a debutat la începutul secolului al XIV-lea și s-a intensificat în secolul al XV-lea. În 1536, un tratat de frontieră care data din 1500 a fost actualizat, specificându-se că granița trece peste un „Schartten:163” (col). Ulterior, în secolul al XVII-lea, referirea la acest reper din tratat a fost reactualizată, fiind menționat marcajul „cunoscut acum sub numele de Zugspüz” („jetzt Zugspüz genant“). Reperul la care se face referire era un col pe vârful Zugspitze, iar numele a fost folosit în continuare și în alte surse. În Evul Mediu, „Scharte” a fost un nume comun pentru Zugspitze.
Numele Zugspitze a fost menționat pentru prima dată în 1590. O descriere a graniței dintre Comitatul Werdenfels (în prezent land în Bavaria) și Austria afirmă că aceasta trece „de la Zugspitz și peste Derle” („von dem Zugspitz und über den Derle:58”) până la un pod peste râul Loisach. Un alt tratat de graniță menționa în 1656: „Cel mai înalt Wetterstein sau Zugspitz” („Der höchste Wetterstain oder Zugspitz”). O hartă din a doua jumătate a secolului al XVIII-lea prezintă Reintal în comitatul Werdenfels, de la Reintaler Hof până la Zugspitzplatt și conține cote de nivel importante, detalii despre drumuri și poteci și despre folosirea pășunilor, inclusiv o rută peste ghețarul Schneeferner, mult mai mare pe atunci, către regiunea vârfului Zugspitze. Totuși, pe hartă nu este specificată o rută clară către vârf:3-7.
Numele Zugspitze provine probabil din „Zugbahnen“, „Valea avalanșelor” care în timpul iernii se precipită la vale dinspre zonele superioare ale masivului, lăsând urme caracteristice, pietre și resturi de rocă. De altfel, în zona lacului glaciar Eibsee există mai multe terenuri cu denumiri asemănătoare: Zug, Zuggasse, Zugstick, Zugmösel sau Zugwankel. Până în secolul al XIX-lea, numele „der Zugspitz” (genul masculin) era obișnuit. A fost descris ca „die Zugspitze” (genul feminin) pentru prima dată pe o hartă tipărită în 1836:252. Ortografia „Zugspitz” este încă folosită în dialectul bavarez.

## Geologie

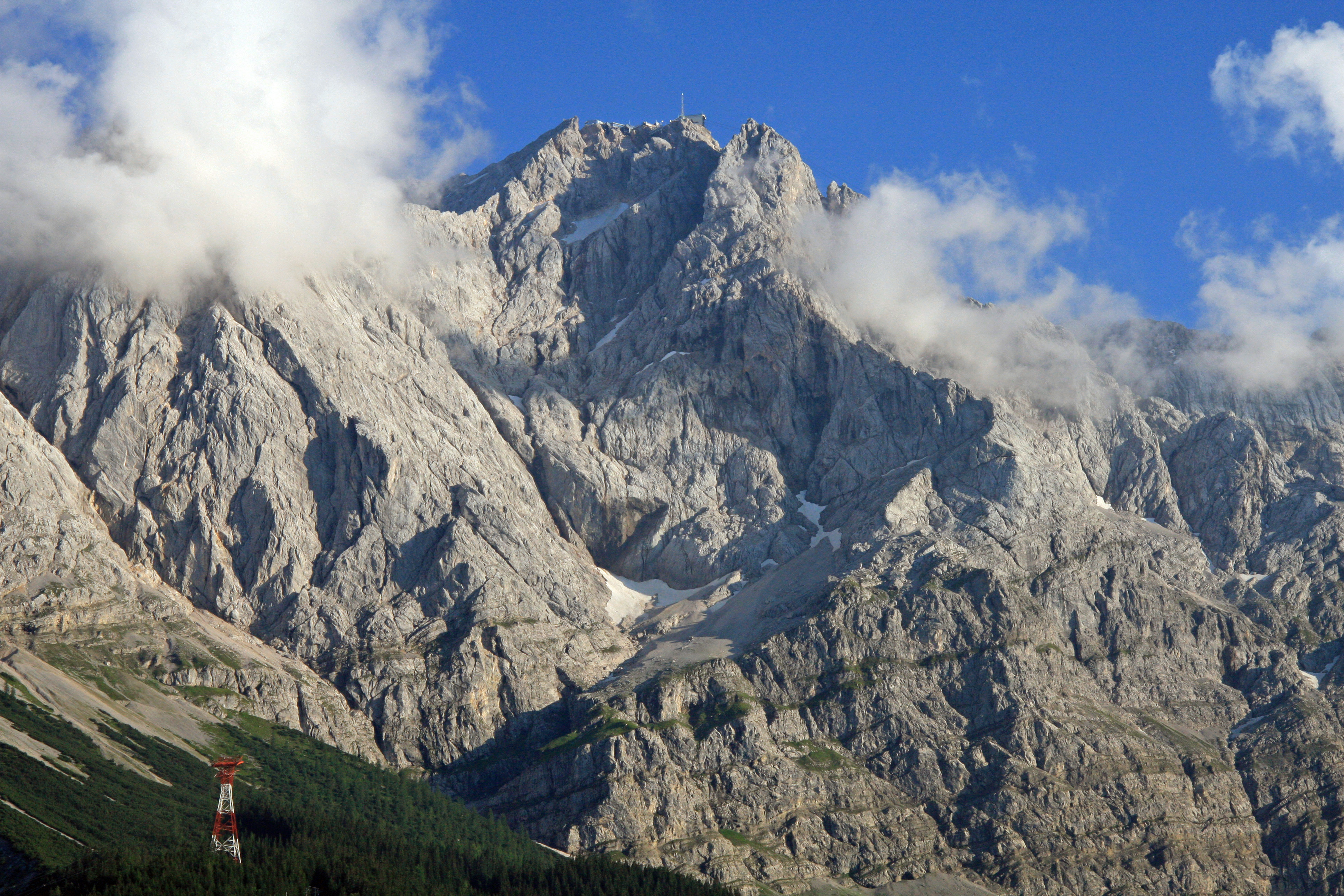
Versantul nordic al masivului Zugspitze văzut dinspre lacul Eibsee

Straturile geologice care compun muntele Zugspitze sunt roci sedimentare din mezozoic, care au fost așezate inițial pe fundul mării. Baza muntelui cuprinde roci calcaroase cu inserții de fosile („Muschelkalk”), constând dintr-o succesiune de paturi de calcar și dolomit, datând din triasicul mijlociu, straturile superioare sunt din calcar Wetterstein, specific regiunii Alpilor calcaroși nordici („Nördliche Kalkalpen”), datând din triasicul superior, care formează pereți abrupți de stâncă de până la 800 metri înălțime. Datorită apariției frecvente a fosilelor algelor coraline marine în calcarul Wetterstein, se poate deduce că această rocă s-a format la un moment dat într-o lagună. Culoarea stâncilor variază între gri-alb și gri deschis până la gri-pestriț. În mai multe locuri, se găsesc depozite subterane de plumb și zinc, minerale care au fost extrase între 1827 și 1918 în Valea Iadului („Höllental”). Straturile de „muschelkalk” gri închis, aproape orizontale și parțial acoperite cu vegetație, formează poalele masivului Große Riffelwandspitze (2.626 m) până la Ehrwalder Köpfe. Studiind aspectul feței nordice a Zugspitze, se observă că acest masiv s-a format prin contopirea a două lanțuri montane care au fost împinse unul peste altul:20.
În timpul unei alunecări masive de teren („Sturzstrom”), constând dintr-o masă importantă de sol și rocă care parcurge o distanță orizontală de 20-30 de ori mai mare în comparație cu căderea verticală inițială, care a avut loc în urmă cu aproximativ 3.750 de ani, aproximativ 200 de milioane de metri cubi de rocă din masivul bavarez Schneekar s-au prăbușit în valea lacului glaciar Eibsee. Masele de rocă depuse pe fundul văii conțin mult mai mult material decât pare să lipsească de pe masiv. Prin urmare, geologii bănuiesc că o structură originală, mai înaltă, s-a prăbușit în timpul acelui eveniment. În consecință, înălțimea Zugspitze ar fi putut fi depăși 3.000 de metri în perioada geologică timpurie

## Geografie
Masivul Zugspitze aparține lanțului montan Wetterstein din Alpii de calcar de nord („Nördliche Kalkalpen”). Granița dintre Austria și Germania trece chiar peste munte. Pe vârf, a existat un punct de trecere a frontierei, dar, deoarece în prezent Germania și Austria fac parte din Spațiul Schengen, punctul de trecere a frontierei a fost dezafectat.
Înălțimea exactă a Zugspitze a constituit o chestiune de dezbatere pentru o vreme, valoarea sa variind între 2.690 și 2.970 metri, dar, ca urmare a unei măsurători efectuate de Oficiul de stat pentru digitalizare, bandă largă și topografie din Bavaria, s-a stabilit că înălțimea vârfului este de 2.962,06 m:2.
Inițial, masivul Zugspitze avea trei vârfuri: estic, mijlociu și vestic (Ost-, Mittel- și Westgipfel). Vârful estic, cel mai înalt, care se află în întregime în Germania, este singurul care a fost păstrat în forma sa originală. Vârful mijlociu a căzut victimă construcției stației de pe vârf a telecabinei, în 1930. În 1938, vârful de vest a fost dinamitat, pentru a se construi o unitate de control al zborurilor planificată pentru Wehrmacht. Totuși, aceasta nu a mai fost construită. Inițial, înălțimea vârfului vestic era de 2.964 m:25.
Zugspitze este situat la 11 km sud-vest de Garmisch-Partenkirchen și aproape 6 km est de Ehrwald. Granița dintre Germania și Austria trece peste vârful de vest, prin urmare masivul Zugspitze este împărțit între comunitățile Grainau și Garmisch-Partenkirchen din landul german Bavaria și Ehrwald din landul austriac Tirol. La vest de masivul Zugspitze se găsește valea râului Loisach, care curge în jurul masivului într-un arc spre nord-est, în timp ce la est se găsesc râurile Hammersbach, un afluent al râului Loisach, lung de aproximativ 7 km și Partnach, un râu de munte bavarez lung de aproximativ 18 km, alimentat de apa rezultată din topirea ghețarului Schneeferner. La sud, valea Gaistal și râul Leutascher Ache separă Munții Wetterstein de lanțul montan Mieming („Mieminger Kette”). La nord, la poalele Zugspitze, se află lacul glaciar Eibsee.
În zonă, cel mai apropiat munte cu o înălțime similară este Zwölferkogel (2.988 m) din Alpii Stubai, ceea ce conferă masivului Zugspitze o izolare topografică de 25,8 km. Punctul de referință pentru proeminența topografică este Parseierspitze (3.036 m), la care se ajunge din Zugspitze coborând spre pasul Fern („Fernpass”, 1.216 m), astfel încât proeminența are o valoare de 1.746 m:315.

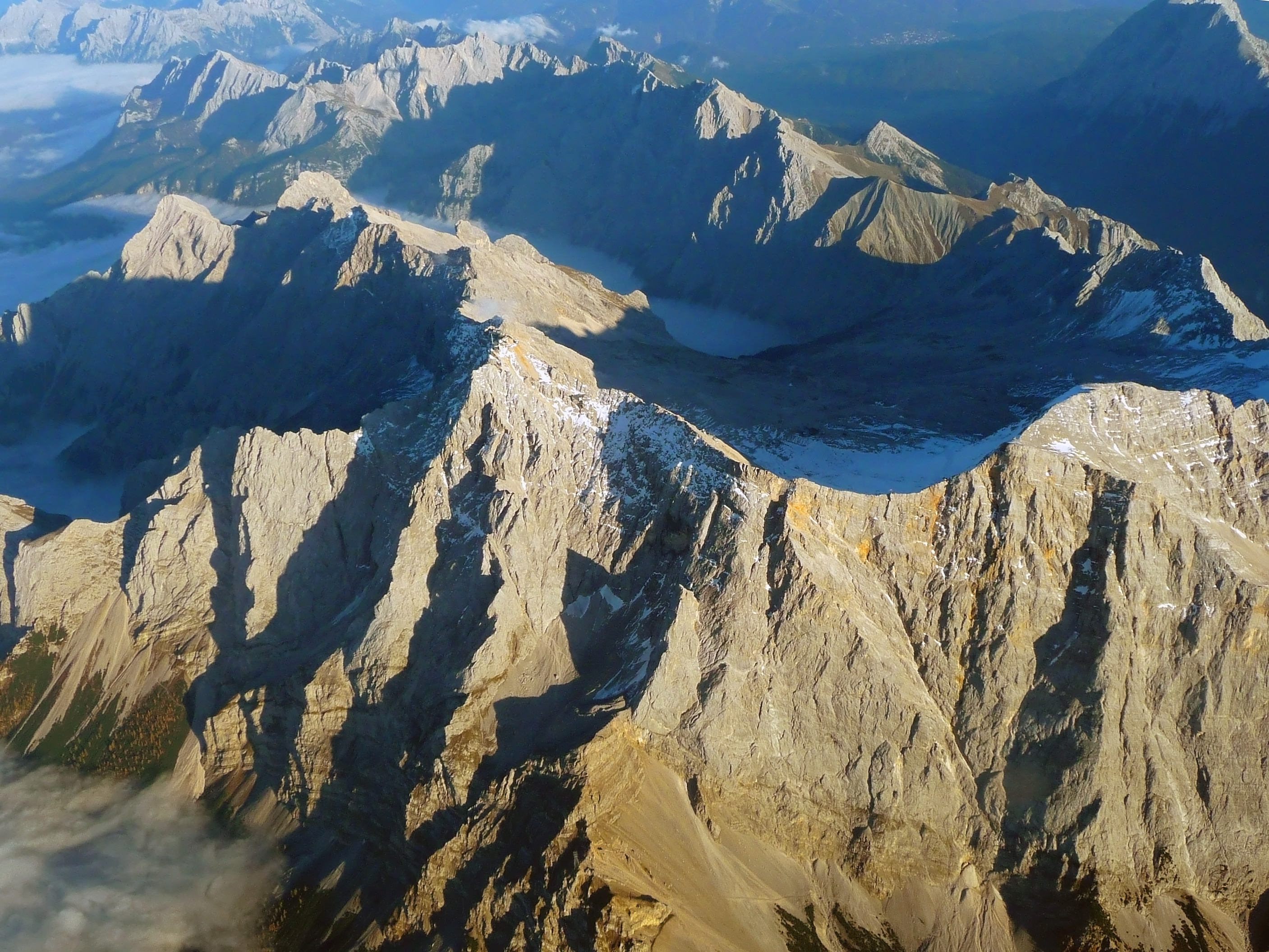
Vedere aeriană a muntelui Zugspitze, 2010
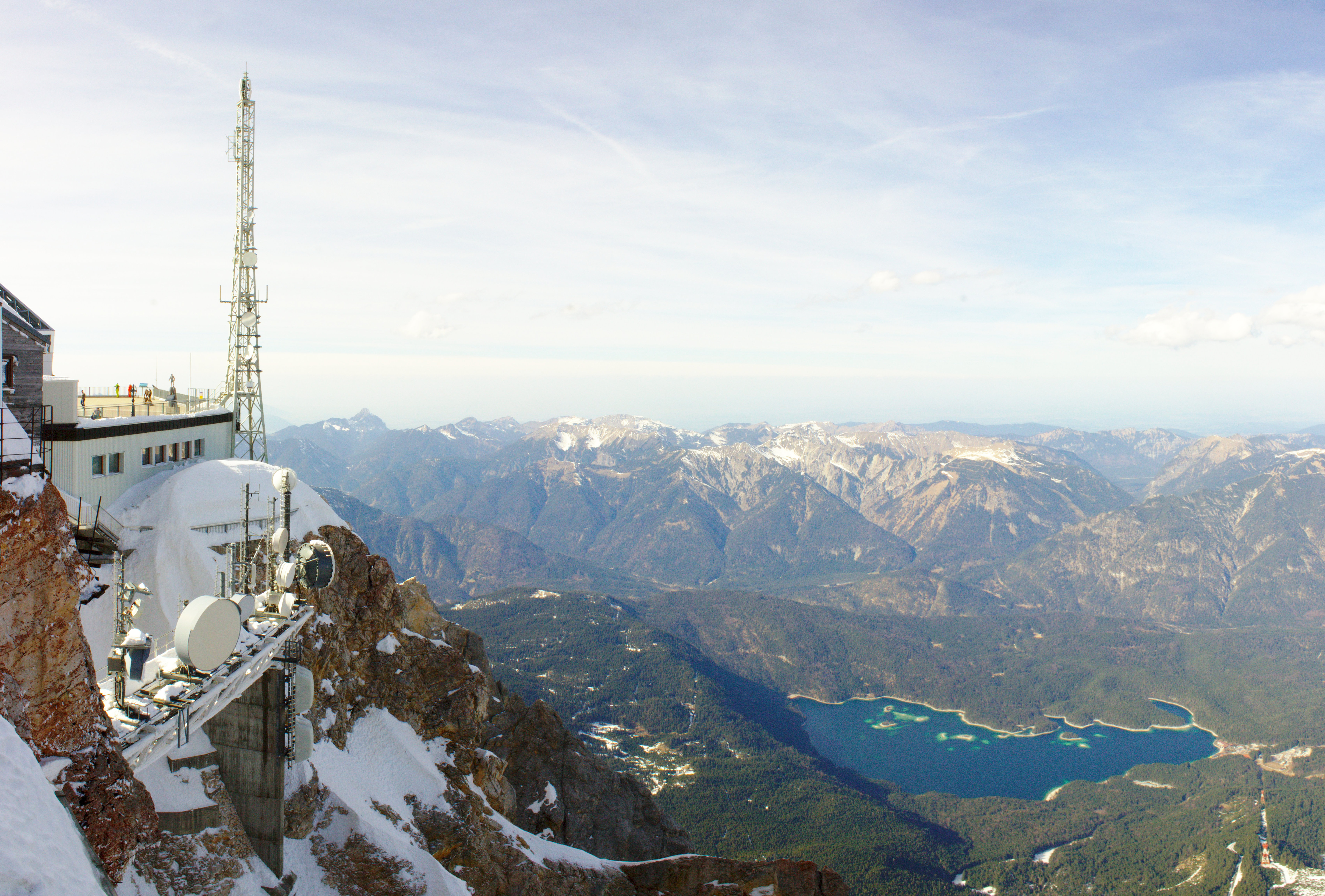
Vedere a lacului glaciar Eibsee de pe vârful Zugspitze, 2014
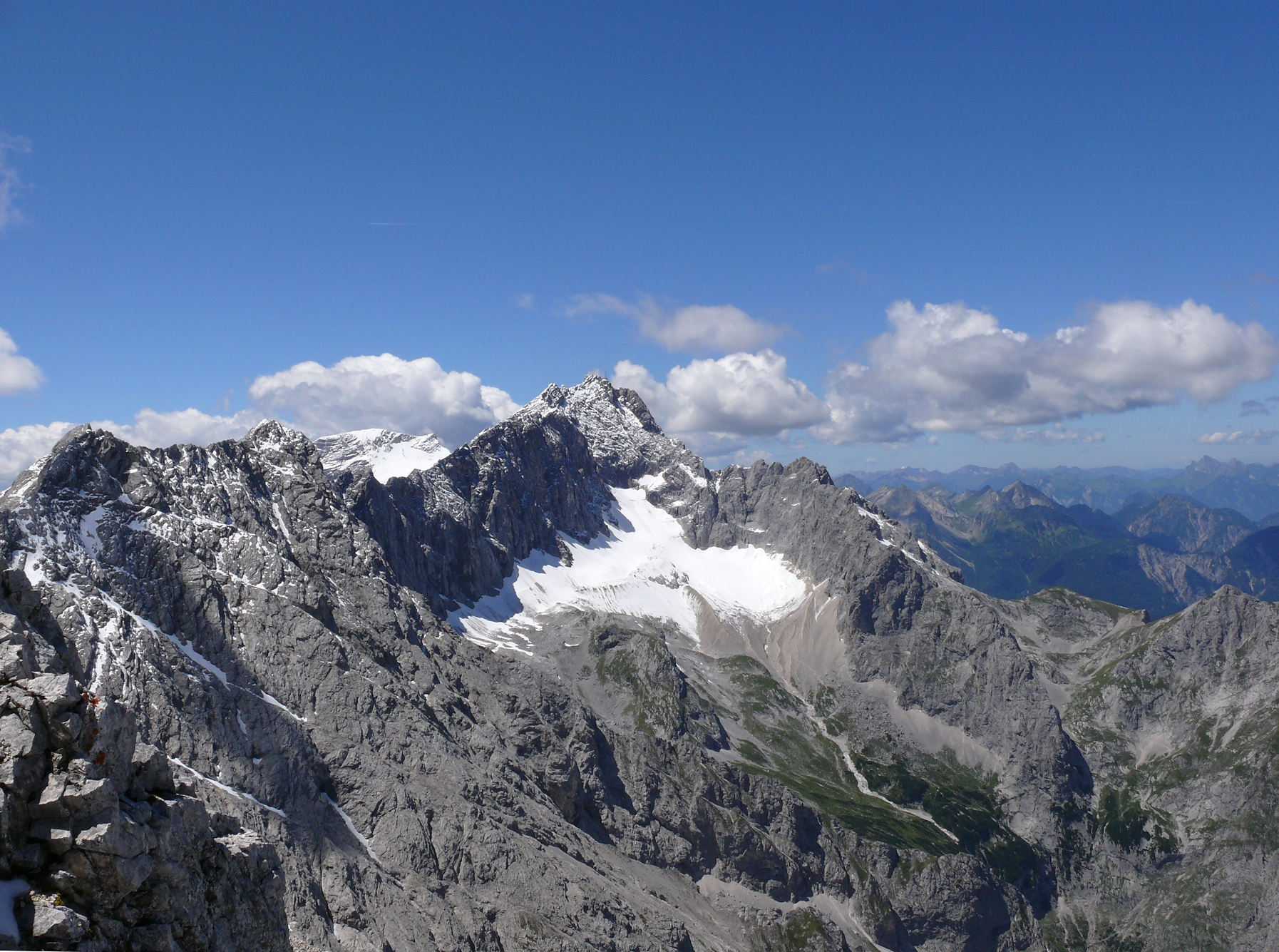
Vârful Zugspitze și ghețarul Höllental, 2007

### Masivul Zugspitze

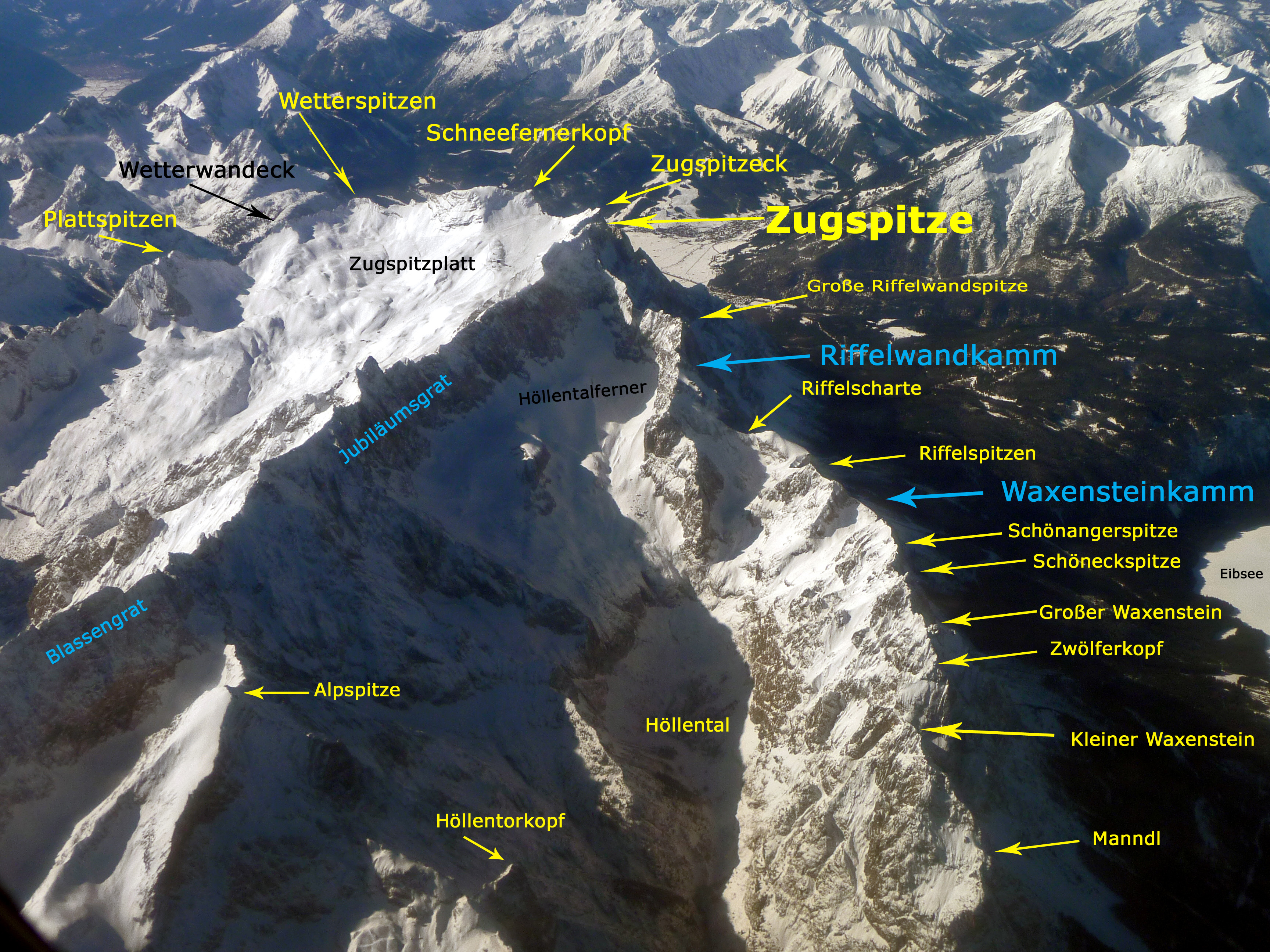

Pe masivul Zugspitze se găsesc mai multe piscuri. La sud, podișul Zugspitzplatt este înconjurat de o culme arcuită care include vârfurile Zugspitzeck (2.820 m), Schneefernerkopf (2.874 m), Wetterspitzen (2.747 m), Wetterwandeck (2.698 m), Plattspitzen (2.679 m) și Gatterlköpfen (2.490 m). Masivul se termină în Gatterl (2.024 m), un col situat între acesta și muntele Hochwanner.
Spre est, culmea Jubiläumsgrat coboară spre vârfurile Alpspitze (2.628 m) și Hochblassen (2.706 m), peste cele trei vârfuri Höllental: Innere Höllentalspitze (2.741 m), Mittlere Höllentalspitze (2.743 m) și Äußeren Höllentalspitze (2.720 m). În direcția nord-est, Riffelwandkamm, cea mai nordică dintre crestele laterale ale masivului Zugspitze, trece peste Riffelwandspitzen (2.626 m) și Riffelkopfs (2.459 m), până la colul Riffelscharte (2.161 m). De aici, cresta Waxenstein („Waxensteinkamm”) trece peste vârfurile Riffelspitzen: Südliche Riffelspitze (2.263 m) și Nördliche Riffelspitze (2.242 m) până la vârful Waxenstein (2.277 m).

### Podișul carstic Zugspitzplatt

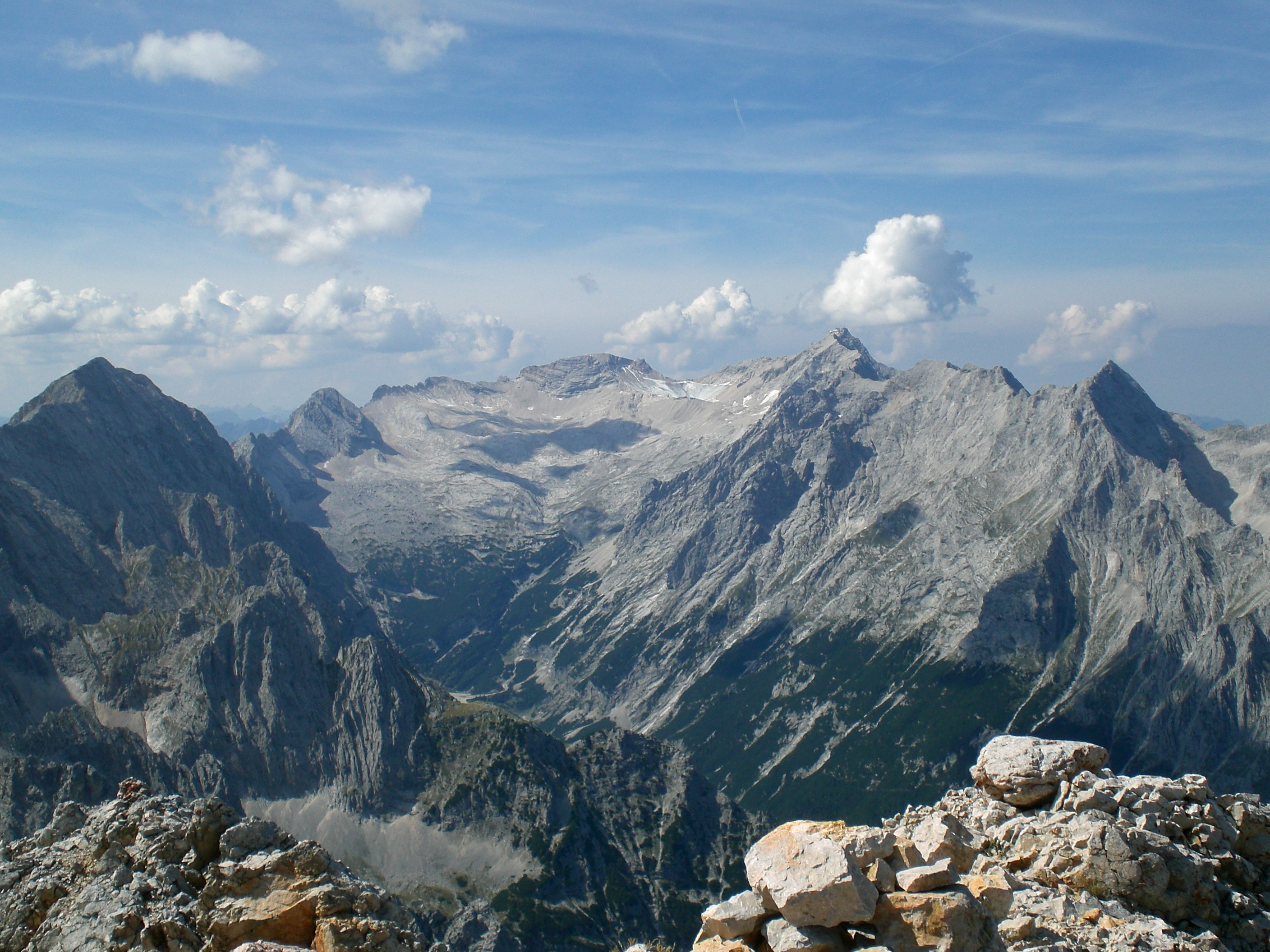
Podișul Zugspitzplatt peste Valea Rinului în Wetterstein

„Platt” sau „Zugspitzplatt” este un podiș situat sub vârful Zugspitz, spre sud și sud-est, la o altitudine între 2.000 și 2.650 m, care coboară spre Valea Rinului în Wetterstein și a fost modelat ca urmare a eroziunii, printr-o combinație de dezagregare, carstificare și efecte ale glaciațiunilor. Zona conține roci teșite (în germană Rundhöcker, în franceză roches moutonnée, roci erodate profund, cu rugozitate minimă, ca urmare a deplasării ghețarilor peste suprafața acestora) doline și lapiezuri, ca o consecință a glaciațiunilor. În plus, sunt prezente numeroase morene, reminiscențe ale diferitelor perioade glaciare. La începutul secolului al XIX-lea, Zugspitzplatt era complet acoperit de un ghețar. În 2007, 52% din podiș reprezenta grohotișuri, 32% rocă de bază și 16% soluri acoperite cu vegetație, în special în zonele mediană și inferioară.

### Ghețari
Doi dintre cei patru ghețari germani rămași sunt localizați în masivul Zugspitze, Höllental (Höllentalferner) și Schneeferner de Nord (Nördliche Schneeferner).

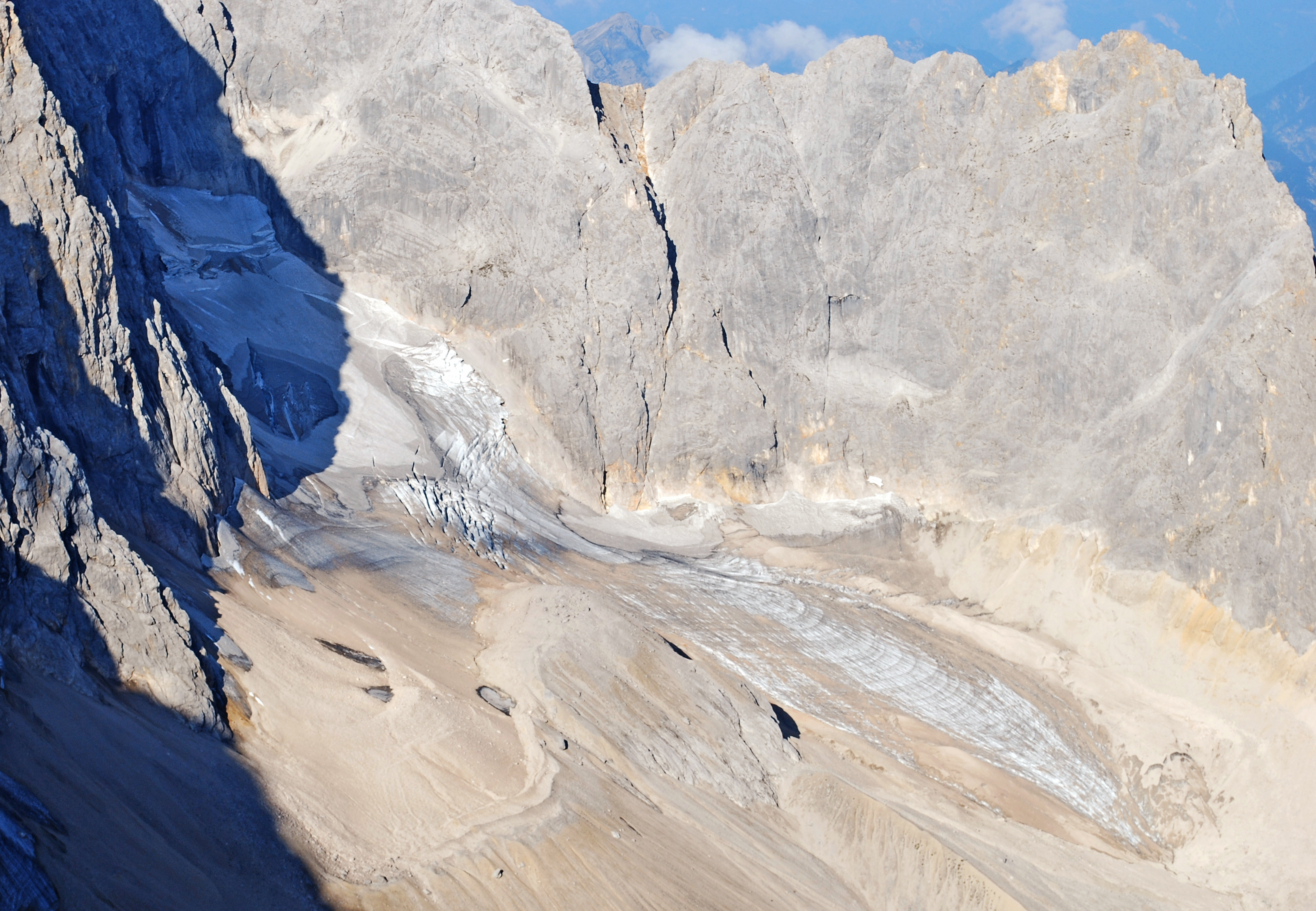
Höllentalferner 2009
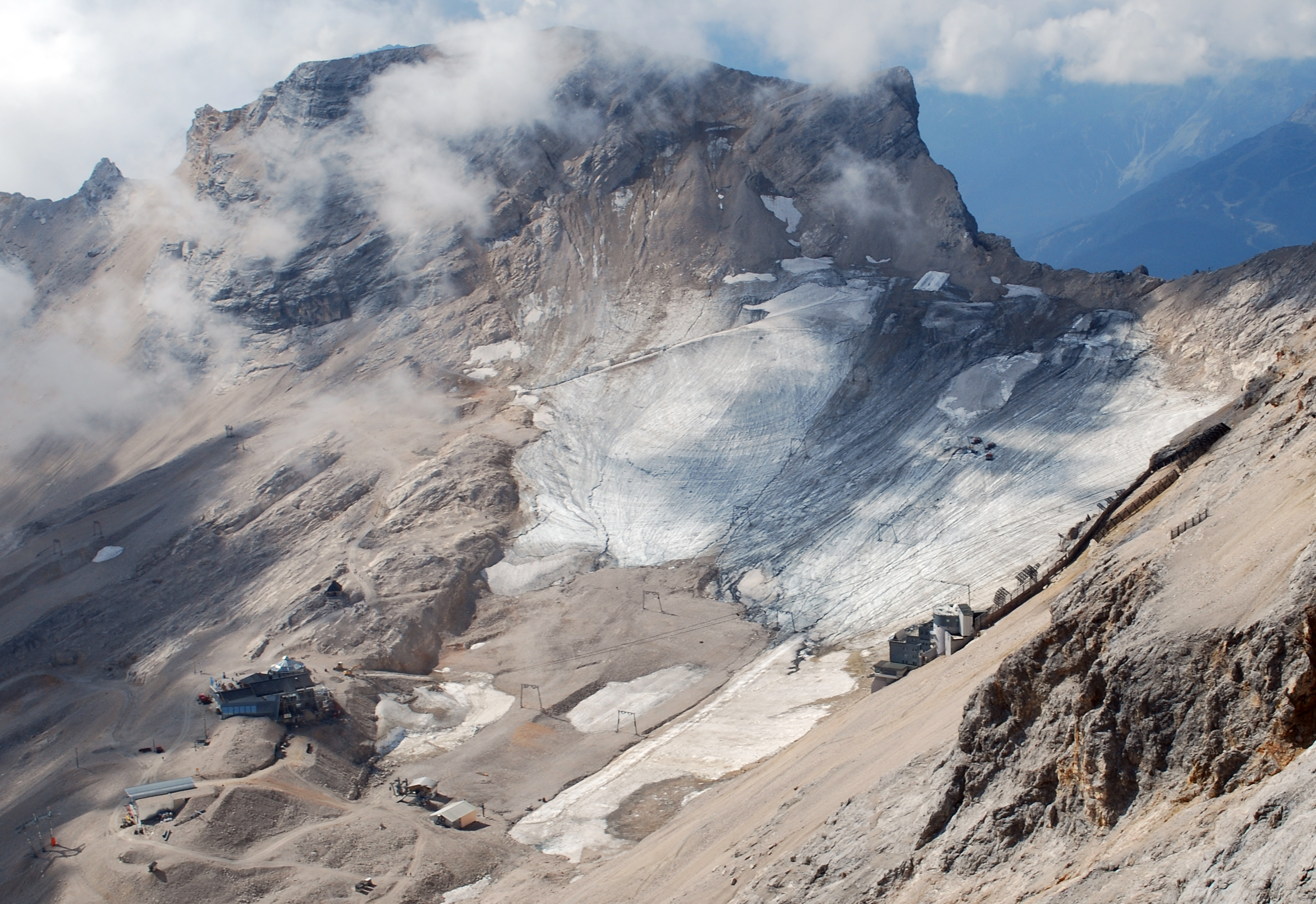
Nördlicher Schneeferner, 2009
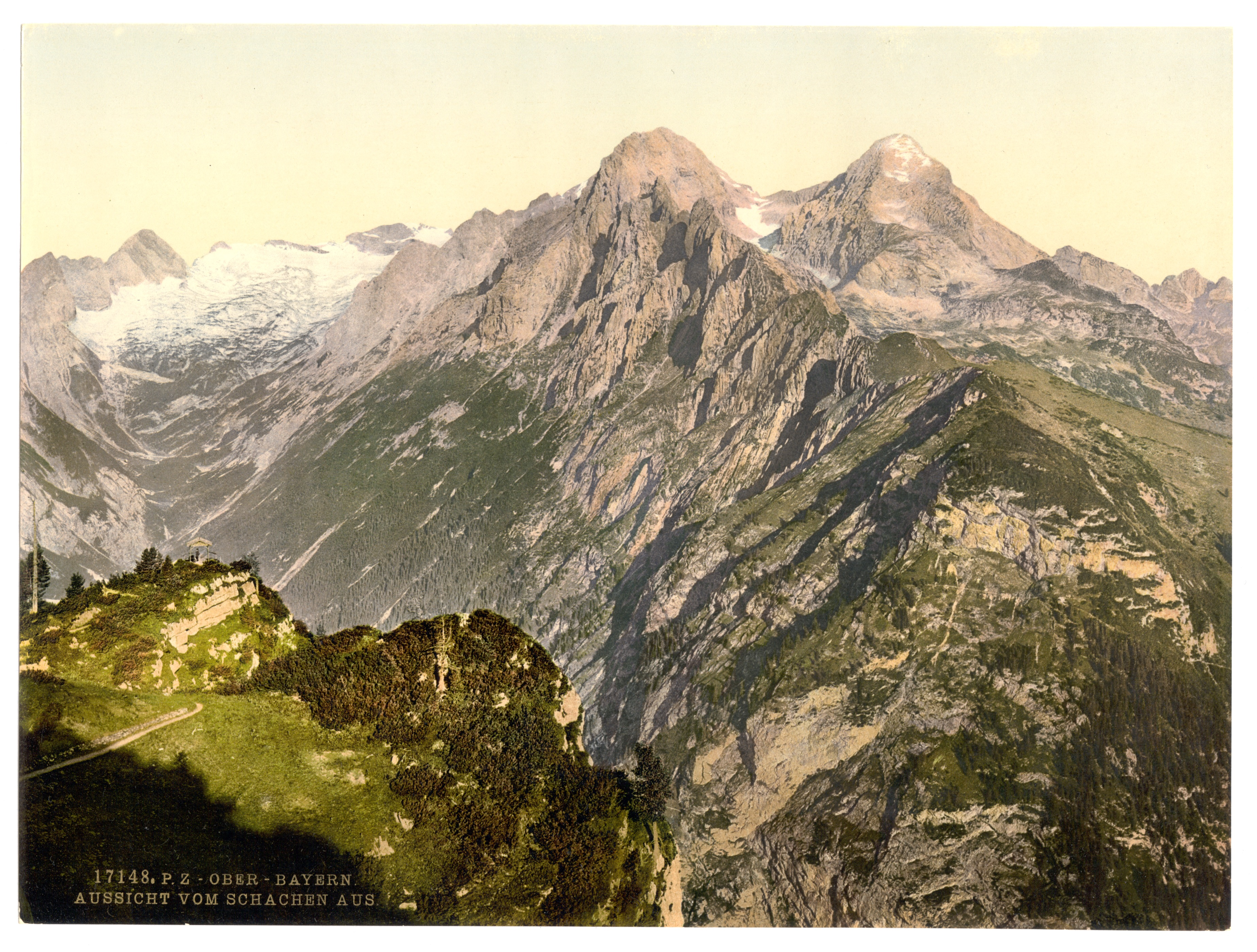
Ghețarul Schneeferner pe Zugspitzplatt, 1900

#### Höllentalferner
Ghețarul Höllental („Höllentalferner”) se află în partea de nord-est a masivului Zugspitze, într-un circ glaciar situat la sud de creasta Jubiläum („Jubiläumsgrat”) și la vest și nord de vârfurile Riffelwand („Riffelwandspitzen”), fiind expus către nord-est, într-o depresiune în care se acumulează cantități mari de zăpadă provenită din avalanșe. Spre sud, Jubiläumsgrat protejează ghețarul de lumina solară, acesta înregistrând o pierdere de suprafață relativ mică între 1981 și 2006. În jurul anului 1820, Höllentalferner avea o suprafață de 47 de hectare, dar aceasta s-a micșorat continuu în perioada următoare, până când a crescut din nou, cu 3,1 hectare până la 30,2 hectare între 1950 și 1981. De atunci, ghețarul a pierdut o suprafață de 5,5 hectare până în 2006, când rămăsese cu doar 24,7 hectare. În 2006, cel mai înalt punct al ghețarului avea o altitudine de 2.569 metri, iar cel mai coborât 2.203 m.

#### Schneeferner

##### Nördlicher Schneeferner
La sud-vest de Zugspitze, între vârful Zugspitzeck (2.815 m) și muntele Schneefernerkopf (2.875 m) se află ghețarul Schneeferner de nord („Nördlicher Schneeferner”), care este expus către est. Cu o suprafață de 27,9 hectare (2013), este cel mai mare ghețar german, deși la sfârșitul secolului al XIX-lea acoperea 103 hectare. În jurul anului 1820, întregul podiș carstic Zugspitzplatt era acoperit de gheață, dar din acest ghețar inițial, „Plattgletscher”, au rămas doar Schneefernerul de nord și cel de sud. Motivul pentru valoarea relativ constantă în ultimii ani a suprafeței ghețarului Schneeferner de nord, în ciuda expunerii spre sud, în direcția razelor solare, este relieful favorabil, care face ca ghețarul să crească sau să se micșoreze în adâncime mai degrabă decât ca întindere. În trecutul recent, ghețarul a fost alimentat artificial de operatorii domeniului schiabil, care folosesc buldozere de pârtie („Pistenraupe”) pentru a îngrămădi cantități mari de zăpadă pe ghețar, în scopul prelungirii sezonului de schi și chiar, începând cu anul 1993, au acoperit suprafața ghețarului cu prelate din material plastic în perioada de vară, pentru a o proteja de radiațiile solare. Totuși, această practică a fost abandonată de Bayerische Zugspitzbahn Bergbahn în 2013. În perioada recentă, Nördlicher Schneeferner a atins un maxim de întindere în 1979, când măsura 40,9 hectare, dar până în 2006, suprafața sa a scăzut la 30,7 hectare, iar până în 2013, aceasta s-a redus și mai mult, la 27,9 hectare.În anul 2006, cel mai înalt punct al ghețarului avea o altitudine de 2.789 m, iar cel mai coborât 2.558 m.

##### Südlicher Schneeferner
Rămășiță a marelui ghețar Plattgletscher, Südlicher Schneeferner, situat sub Wetterspitzen și vîrful Wetterwandeck (2.698 m), nu mai este considerat ghețar, fiind declasificat de către Academia de Științe din Bavaria în septembrie 2022. În perioada recentă, Südlicher Schneeferner a atins un maxim de întindere în 1979, când avea o suprafață de 31,7 hectare, dar până în 2022 aceasta s-a redus la mai puțin de 1 hectar. Se preconizează că rămășițele fostului ghețar se vor topi complet până cel târziu în 2024.

### Permafrost

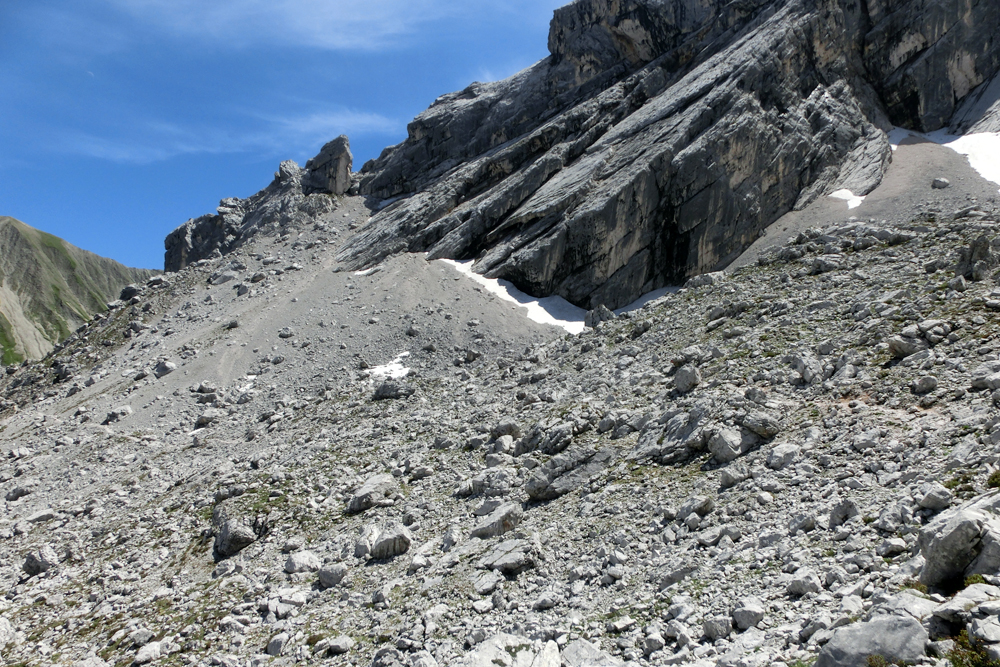
Grohotiș pe Plattsteig, versantul nordic al Gatterlköpfe

Declinul permafrostului este o problemă globală, Zugspitze nefiind scutit. Există un vechi tunel de aprovizionare la Zugspitze, care, în ultimii 30 de ani, a fost complet înghețat. Cu toate acestea, o echipă de cercetători de la Universitatea din Bonn a descoperit că nu a mai rămas mult din stratul de gheață gros de un metru, iar măsurătorile folosind unde sonore și conductivitate electrică au permis oamenilor de știință să ajungă la aceeași concluzie: pe masivul Zugspitze a rămas doar un strat subțire de permafrost.
Rezistența structurală a unor astfel de masive montane este asigurată de gheața din crăpături și fisuri. Dacă aceasta se topește, părți din rocile fisurate se pot rupe. Se crede că acum 3.700 de ani, din acest motiv, a avut loc o masivă alunecare de teren de pe masivul Zugspitze către valea lacului Eibsee. În august 2007, pe vârful Zugspitze a fost instalat un sistem de avertizare timpurie, fiind construit un tunel forat lung de 60 de metri și cu un diametru de 12 centimetri, pe direcția nord-sud, prin intermediul căruia să se obțină informații regulate despre grosimea stratului de gheață din zona vârfului.

### Peșteri
Procesele chimice cauzate de intemperii au creat un număr mare de peșteri și avene în calcarul Wetterstein. În anii 1930 numărul peșterilor era estimat la 300, prima cercetare a unei peșteri a avut loc în 1931. Până în 1955, erau cunoscute 62 de peșteri, iar până în 1960 au fost descoperite încă 47. Explorări majore au avut loc în 1935, 1936 și între 1955 și 1968. În timpul unei expediții din 1958, a fost descoperită peștera Finkenschacht, cea mai adâncă din masivul Zugspitze, cu 131 de metri adâncime, 260 de metri lungime și care conține un curs de apă despre care se consideră că ar contribui la formarea râului Partnach, un râu de 18 km lungime provenit din topirea ghețarului Schneeferner și care curge prin Valea Rinului în Wetterstein:136. 

## Clima
Conform clasificării climatice Köppen, clima pe masivul Zugspitze este de tundră, ceea ce asigură continuitatea singurului ghețar încă prezent în Germania, deși a fost observată o reducere a suprafeței acestuia de-a lungul anilor. Din punct de vedere climatic, Zugspitze se află în zona cu climă temperată, iar circulația maselor de aer are loc predominant dinspre vest. Fiind primul obstacol major din Alpi în calea acestor vânturi de vest, Zugspitze este expus în mod special la fenomenele meteorologice asociate, constituind efectiv bariera de nord a Alpilor („Nordstau der Alpen”), blocând masele de aer umed și generând precipitații abundente. În același timp, Zugspitze acționează ca o barieră de protecție pentru lanțurile alpine din sud. Curentul descendent Föhn, care este produs pe partea opusă a masivului, afectează regiunea aproximativ 60 zile pe an. În schimb, masele de aer uscat și cald se deplasează dinspre sud spre nord, putând provoca temperaturi excepțional de ridicate în perioada rece. Cu toate acestea, Zugspitze înregistrează o medie anuală de 310 zile cu temperaturi negative.

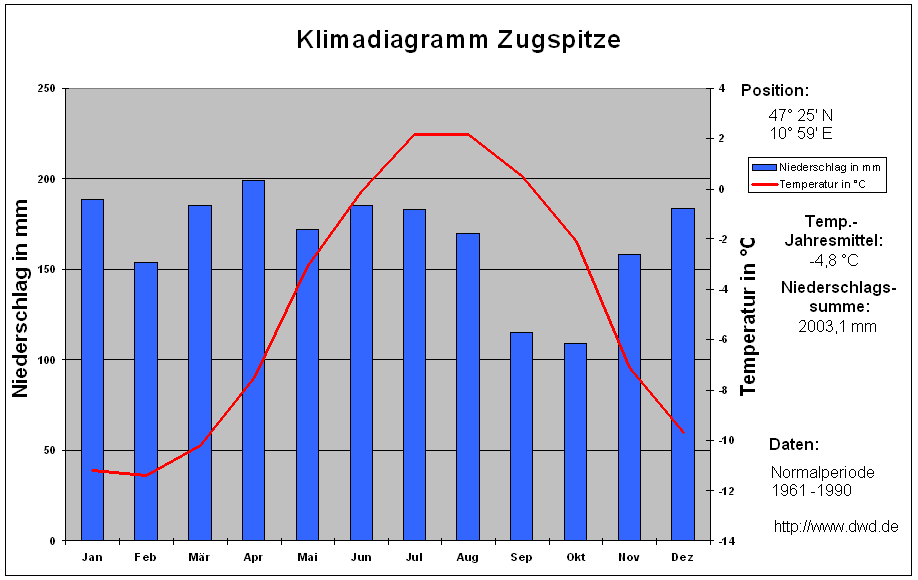
Diagrama climatică pentru Zugspitze 1961–1990

Pentru deceniile din 1961 până în 1990, desemnate de Organizația Meteorologică Mondială drept „perioada normală”, media anuală a precipitațiilor pe Zugspitze a fost de 2.003,1 mm, cea mai umedă lună fiind aprilie (199 mm), iar cea mai uscată, octombrie (108,8 mm). Comparativ, media anuală din 2009 a fost de 2.070,8 mm, cea mai umedă lună fiind martie (326,2 mm), iar cea mai uscată ianuarie (56,4 mm). Temperatura medie în perioada normală a fost de −4,8°C, lunile iulie și august fiind cele mai calde (2,2°C), iar februarie, cea mai rece (−11,4°C). Prin comparație, temperatura medie în 2009 a fost de -4,2°C, cea mai caldă lună a fost august (5,3°C), iar cea mai rece a fost februarie (-13,5°C). Insolația medie în perioada normală a fost de 1.846,3 ore pe an, cea mai însorită lună fiind octombrie (188,8 ore), iar cea mai înnorată fiind decembrie (116,1 ore). În 2009, s-au înregistrat 1.836,3 ore de soare, cel mai puțin în februarie (95,4 ore), iar cel mai mult în aprilie (219 ore). În 2009, conform studiului meteorologic realizat de Oficiul meteorologic german („Deutscher Wetterdienst”), Zugspitze a fost cel mai rece loc din Germania, cu o temperatură medie anuală de -4,2°C.
Cea mai scăzută temperatură măsurată pe Zugspitze a fost de -35,6°C la 14 februarie 1940. Cea mai ridicată temperatură a avut loc pe 5 iulie 1957, când termometrul a atins 17,9°C. O furtună din 12 iunie 1985 a înregistrat 335 km/h, cea mai mare viteză măsurată a vântului pe Zugspitze. Pe 26 aprilie 1980, meteorologii au înregistrat o grosime a stratului de zăpadă de 7,80 metri:75. În prezent, zăpada se topește complet în timpul verii, dar în trecut zăpada putea rezista în perioada caldă, ultimul an în care zăpada nu s-a topit pe tot sezonul estival a fost anul 2000.
| Date climatice pentru Zugspitze (2.965 m) valori normale 1991-2020, valori extreme 1900–prezent | Date climatice pentru Zugspitze (2.965 m) valori normale 1991-2020, valori extreme 1900–prezent | Date climatice pentru Zugspitze (2.965 m) valori normale 1991-2020, valori extreme 1900–prezent | Date climatice pentru Zugspitze (2.965 m) valori normale 1991-2020, valori extreme 1900–prezent | Date climatice pentru Zugspitze (2.965 m) valori normale 1991-2020, valori extreme 1900–prezent | Date climatice pentru Zugspitze (2.965 m) valori normale 1991-2020, valori extreme 1900–prezent | Date climatice pentru Zugspitze (2.965 m) valori normale 1991-2020, valori extreme 1900–prezent | Date climatice pentru Zugspitze (2.965 m) valori normale 1991-2020, valori extreme 1900–prezent | Date climatice pentru Zugspitze (2.965 m) valori normale 1991-2020, valori extreme 1900–prezent | Date climatice pentru Zugspitze (2.965 m) valori normale 1991-2020, valori extreme 1900–prezent | Date climatice pentru Zugspitze (2.965 m) valori normale 1991-2020, valori extreme 1900–prezent | Date climatice pentru Zugspitze (2.965 m) valori normale 1991-2020, valori extreme 1900–prezent | Date climatice pentru Zugspitze (2.965 m) valori normale 1991-2020, valori extreme 1900–prezent | Date climatice pentru Zugspitze (2.965 m) valori normale 1991-2020, valori extreme 1900–prezent |
| Luna                                                                                            | Ian                                                                                             | Feb                                                                                             | Mar                                                                                             | Apr                                                                                             | Mai                                                                                             | Iun                                                                                             | Iul                                                                                             | Aug                                                                                             | Sep                                                                                             | Oct                                                                                             | Nov                                                                                             | Dec                                                                                             | Anual                                                                                           |
| ----------------------------------------------------------------------------------------------- | ----------------------------------------------------------------------------------------------- | ----------------------------------------------------------------------------------------------- | ----------------------------------------------------------------------------------------------- | ----------------------------------------------------------------------------------------------- | ----------------------------------------------------------------------------------------------- | ----------------------------------------------------------------------------------------------- | ----------------------------------------------------------------------------------------------- | ----------------------------------------------------------------------------------------------- | ----------------------------------------------------------------------------------------------- | ----------------------------------------------------------------------------------------------- | ----------------------------------------------------------------------------------------------- | ----------------------------------------------------------------------------------------------- | ----------------------------------------------------------------------------------------------- |
| Maxima medie °C (°F)                                                                            | −7.3 (18,9)                                                                                     | −8 (17,6)                                                                                       | −6.3 (20,7)                                                                                     | −3.2 (26,2)                                                                                     | 0.9 (33,6)                                                                                      | 4.5 (40,1)                                                                                      | 6.5 (43,7)                                                                                      | 6.9 (44,4)                                                                                      | 3.3 (37,9)                                                                                      | 0.6 (33,1)                                                                                      | −3.6 (25,5)                                                                                     | −6.4 (20,5)                                                                                     | −1 (30,2)                                                                                       |
| Media zilnică °C (°F)                                                                           | −10.1 (13,8)                                                                                    | −10.9 (12,4)                                                                                    | −9 (15,8)                                                                                       | −6.2 (20,8)                                                                                     | −2 (28,4)                                                                                       | 1.5 (34,7)                                                                                      | 3.4 (38,1)                                                                                      | 3.8 (38,8)                                                                                      | 0.5 (32,9)                                                                                      | −2 (28,4)                                                                                       | −6.3 (20,7)                                                                                     | −9.2 (15,4)                                                                                     | −3,9 (25)                                                                                       |
| Minima medie °C (°F)                                                                            | −12.7 (9,1)                                                                                     | −13.5 (7,7)                                                                                     | −11.6 (11,1)                                                                                    | −8.7 (16,3)                                                                                     | −4.4 (24,1)                                                                                     | −0.9 (30,4)                                                                                     | 0.9 (33,6)                                                                                      | 1.4 (34,5)                                                                                      | −1.9 (28,6)                                                                                     | −4.5 (23,9)                                                                                     | −8.8 (16,2)                                                                                     | −11.8 (10,8)                                                                                    | −6,4 (20,5)                                                                                     |
| Minima istorică °C (°F)                                                                         | −34.6 (−30.3)                                                                                   | −35.6 (−32.1)                                                                                   | −31 (−23.8)                                                                                     | −24.2 (−11.6)                                                                                   | −19.8 (−3.6)                                                                                    | −12.5 (9,5)                                                                                     | −8.7 (16,3)                                                                                     | −9.9 (14,2)                                                                                     | −14.7 (5,5)                                                                                     | −18.3 (−0.9)                                                                                    | −25.9 (−14.6)                                                                                   | −31.1 (−24.0)                                                                                   | −35,6 (−32,1)                                                                                   |
| Precipitații mm (inches)                                                                        | 176.5 (6.949)                                                                                   | 157.4 (6.197)                                                                                   | 208.1 (8.193)                                                                                   | 171.7 (6.76)                                                                                    | 192.7 (7.587)                                                                                   | 181.4 (7.142)                                                                                   | 184.5 (7.264)                                                                                   | 184.6 (7.268)                                                                                   | 150.2 (5.913)                                                                                   | 127.6 (5.024)                                                                                   | 157.4 (6.197)                                                                                   | 183.3 (7.217)                                                                                   | 2.075,5 (81,713)                                                                                |
| Umiditate [%]                                                                                   | 68.7                                                                                            | 71.8                                                                                            | 76.3                                                                                            | 81.1                                                                                            | 85.8                                                                                            | 87.0                                                                                            | 86.8                                                                                            | 84.8                                                                                            | 81.7                                                                                            | 73.5                                                                                            | 73.8                                                                                            | 71.8                                                                                            | 78,6                                                                                            |
| Nr. de zile cu precipitații (≥ 0.1 mm)                                                          | 17.4                                                                                            | 16.9                                                                                            | 19.6                                                                                            | 18.4                                                                                            | 20.8                                                                                            | 21.0                                                                                            | 20.3                                                                                            | 19.2                                                                                            | 16.6                                                                                            | 14.9                                                                                            | 16.0                                                                                            | 18.2                                                                                            | 219,3                                                                                           |
| Nr. mediu de zile cu ninsoare (≥ 1.0 cm)                                                        | 31.0                                                                                            | 28.3                                                                                            | 31.0                                                                                            | 30.0                                                                                            | 31.0                                                                                            | 30.0                                                                                            | 27.6                                                                                            | 15.2                                                                                            | 19.4                                                                                            | 27.8                                                                                            | 29.8                                                                                            | 31.0                                                                                            | 333,0                                                                                           |
| Ore însorite                                                                                    | 138.3                                                                                           | 140.0                                                                                           | 168.0                                                                                           | 177.3                                                                                           | 172.8                                                                                           | 162.3                                                                                           | 171.4                                                                                           | 177.0                                                                                           | 167.6                                                                                           | 175.4                                                                                           | 131.8                                                                                           | 120.5                                                                                           | 1.902,6                                                                                         |
| Sursa nr. 1: NOAA                                                                               |                                                                                                 |                                                                                                 |                                                                                                 |                                                                                                 |                                                                                                 |                                                                                                 |                                                                                                 |                                                                                                 |                                                                                                 |                                                                                                 |                                                                                                 |                                                                                                 |                                                                                                 |
| Sursa nr. 2: DWD (extremes)                                                                     |                                                                                                 |                                                                                                 |                                                                                                 |                                                                                                 |                                                                                                 |                                                                                                 |                                                                                                 |                                                                                                 |                                                                                                 |                                                                                                 |                                                                                                 |                                                                                                 |                                                                                                 |

| Date climatice pentru Zugspitze (2.965 m) valori normale 1981-2010 | Date climatice pentru Zugspitze (2.965 m) valori normale 1981-2010 | Date climatice pentru Zugspitze (2.965 m) valori normale 1981-2010 | Date climatice pentru Zugspitze (2.965 m) valori normale 1981-2010 | Date climatice pentru Zugspitze (2.965 m) valori normale 1981-2010 | Date climatice pentru Zugspitze (2.965 m) valori normale 1981-2010 | Date climatice pentru Zugspitze (2.965 m) valori normale 1981-2010 | Date climatice pentru Zugspitze (2.965 m) valori normale 1981-2010 | Date climatice pentru Zugspitze (2.965 m) valori normale 1981-2010 | Date climatice pentru Zugspitze (2.965 m) valori normale 1981-2010 | Date climatice pentru Zugspitze (2.965 m) valori normale 1981-2010 | Date climatice pentru Zugspitze (2.965 m) valori normale 1981-2010 | Date climatice pentru Zugspitze (2.965 m) valori normale 1981-2010 | Date climatice pentru Zugspitze (2.965 m) valori normale 1981-2010 |
| Luna                                                               | Ian                                                                | Feb                                                                | Mar                                                                | Apr                                                                | Mai                                                                | Iun                                                                | Iul                                                                | Aug                                                                | Sep                                                                | Oct                                                                | Nov                                                                | Dec                                                                | Anual                                                              |
| ------------------------------------------------------------------ | ------------------------------------------------------------------ | ------------------------------------------------------------------ | ------------------------------------------------------------------ | ------------------------------------------------------------------ | ------------------------------------------------------------------ | ------------------------------------------------------------------ | ------------------------------------------------------------------ | ------------------------------------------------------------------ | ------------------------------------------------------------------ | ------------------------------------------------------------------ | ------------------------------------------------------------------ | ------------------------------------------------------------------ | ------------------------------------------------------------------ |
| Maxima medie °C (°F)                                               | −7.5 (18,5)                                                        | −8.2 (17,2)                                                        | −6.9 (19,6)                                                        | −3.8 (25,2)                                                        | 0.9 (33,6)                                                         | 3.7 (38,7)                                                         | 6.3 (43,3)                                                         | 6.3 (43,3)                                                         | 3.1 (37,6)                                                         | 0.7 (33,3)                                                         | −4.4 (24,1)                                                        | −6.7 (19,9)                                                        | −1,3 (29,7)                                                        |
| Media zilnică °C (°F)                                              | −10.3 (13,5)                                                       | −11.1 (12)                                                         | −9.7 (14,5)                                                        | −6.9 (19,6)                                                        | −2.1 (28,2)                                                        | 0.7 (33,3)                                                         | 3.1 (37,6)                                                         | 3.2 (37,8)                                                         | 0.4 (32,7)                                                         | −2 (28,4)                                                          | −7.1 (19,2)                                                        | −9.6 (14,7)                                                        | −4,3 (24,3)                                                        |
| Minima medie °C (°F)                                               | −13 (8,6)                                                          | −13.8 (7,2)                                                        | −12.3 (9,9)                                                        | −9.4 (15,1)                                                        | −4.6 (23,7)                                                        | −1.8 (28,8)                                                        | 0.6 (33,1)                                                         | 0.8 (33,4)                                                         | −2 (28,4)                                                          | −4.5 (23,9)                                                        | −9.6 (14,7)                                                        | −12.2 (10)                                                         | −6,8 (19,8)                                                        |
| Precipitații mm (inches)                                           | 172.4 (6.787)                                                      | 159.8 (6.291)                                                      | 228.1 (8.98)                                                       | 178.5 (7.028)                                                      | 160.7 (6.327)                                                      | 185.5 (7.303)                                                      | 187.6 (7.386)                                                      | 182.3 (7.177)                                                      | 144.7 (5.697)                                                      | 113.7 (4.476)                                                      | 179.0 (7.047)                                                      | 187.5 (7.382)                                                      | 2.084,2 (82,055)                                                   |
| Umiditate [%]                                                      | 69.6                                                               | 73.4                                                               | 80.1                                                               | 84.0                                                               | 86.7                                                               | 88.2                                                               | 86.1                                                               | 85.2                                                               | 81.6                                                               | 73.4                                                               | 74.9                                                               | 73.7                                                               | 79,7                                                               |
| Nr. de zile cu precipitații (≥ 1.0 mm)                             | 16.9                                                               | 16.3                                                               | 20.5                                                               | 19.7                                                               | 20.7                                                               | 21.3                                                               | 19.7                                                               | 19.3                                                               | 16.5                                                               | 14.6                                                               | 16.7                                                               | 18.3                                                               | 219,8                                                              |
| Ore însorite                                                       | 136.4                                                              | 141.2                                                              | 155.5                                                              | 164.5                                                              | 175.1                                                              | 153.2                                                              | 181.2                                                              | 175.7                                                              | 169.4                                                              | 178.1                                                              | 130.6                                                              | 117.7                                                              | 1.881,5                                                            |
| Sursă: NOAA                                                        |                                                                    |                                                                    |                                                                    |                                                                    |                                                                    |                                                                    |                                                                    |                                                                    |                                                                    |                                                                    |                                                                    |                                                                    |                                                                    |

| Date climatice pentru Zugspitze (2.965 m) valori normale 1961-1990 | Date climatice pentru Zugspitze (2.965 m) valori normale 1961-1990 | Date climatice pentru Zugspitze (2.965 m) valori normale 1961-1990 | Date climatice pentru Zugspitze (2.965 m) valori normale 1961-1990 | Date climatice pentru Zugspitze (2.965 m) valori normale 1961-1990 | Date climatice pentru Zugspitze (2.965 m) valori normale 1961-1990 | Date climatice pentru Zugspitze (2.965 m) valori normale 1961-1990 | Date climatice pentru Zugspitze (2.965 m) valori normale 1961-1990 | Date climatice pentru Zugspitze (2.965 m) valori normale 1961-1990 | Date climatice pentru Zugspitze (2.965 m) valori normale 1961-1990 | Date climatice pentru Zugspitze (2.965 m) valori normale 1961-1990 | Date climatice pentru Zugspitze (2.965 m) valori normale 1961-1990 | Date climatice pentru Zugspitze (2.965 m) valori normale 1961-1990 | Date climatice pentru Zugspitze (2.965 m) valori normale 1961-1990 |
| Luna                                                               | Ian                                                                | Feb                                                                | Mar                                                                | Apr                                                                | Mai                                                                | Iun                                                                | Iul                                                                | Aug                                                                | Sep                                                                | Oct                                                                | Nov                                                                | Dec                                                                | Anual                                                              |
| ------------------------------------------------------------------ | ------------------------------------------------------------------ | ------------------------------------------------------------------ | ------------------------------------------------------------------ | ------------------------------------------------------------------ | ------------------------------------------------------------------ | ------------------------------------------------------------------ | ------------------------------------------------------------------ | ------------------------------------------------------------------ | ------------------------------------------------------------------ | ------------------------------------------------------------------ | ------------------------------------------------------------------ | ------------------------------------------------------------------ | ------------------------------------------------------------------ |
| Maxima medie °C (°F)                                               | −8.6 (16,5)                                                        | −8.7 (16,3)                                                        | −7.5 (18,5)                                                        | −4.6 (23,7)                                                        | 0.0 (32)                                                           | 2.8 (37)                                                           | 5.1 (41,2)                                                         | 5.1 (41,2)                                                         | 3.2 (37,8)                                                         | 0.4 (32,7)                                                         | −4.6 (23,7)                                                        | −7.1 (19,2)                                                        | −2 (28,4)                                                          |
| Media zilnică °C (°F)                                              | −11.2 (11,8)                                                       | −11.4 (11,5)                                                       | −10.2 (13,6)                                                       | −7.5 (18,5)                                                        | −3.1 (26,4)                                                        | −0.1 (31,8)                                                        | 2.2 (36)                                                           | 2.2 (36)                                                           | 0.5 (32,9)                                                         | −2.1 (28,2)                                                        | −7.1 (19,2)                                                        | −9.7 (14,5)                                                        | −4,8 (23,4)                                                        |
| Minima medie °C (°F)                                               | −13.6 (7,5)                                                        | −13.8 (7,2)                                                        | −12.6 (9,3)                                                        | −9.9 (14,2)                                                        | −5.4 (22,3)                                                        | −2.4 (27,7)                                                        | −0.1 (31,8)                                                        | 0.0 (32)                                                           | −1.8 (28,8)                                                        | −4.3 (24,3)                                                        | −9.5 (14,9)                                                        | −12.3 (9,9)                                                        | −7,1 (19,2)                                                        |
| Precipitații mm (inches)                                           | 189 (7.44)                                                         | 154 (6.06)                                                         | 186 (7.32)                                                         | 199 (7.83)                                                         | 172 (6.77)                                                         | 185 (7.28)                                                         | 183 (7.2)                                                          | 170 (6.69)                                                         | 115 (4.53)                                                         | 109 (4.29)                                                         | 158 (6.22)                                                         | 184 (7.24)                                                         | 2.004 (78,9)                                                       |
| Nr. de zile cu precipitații (≥ 1.0 mm)                             | 16                                                                 | 14                                                                 | 16                                                                 | 16                                                                 | 16                                                                 | 18                                                                 | 17                                                                 | 16                                                                 | 12                                                                 | 10                                                                 | 13                                                                 | 15                                                                 | 179                                                                |
| Ore însorite                                                       | 116.3                                                              | 132.1                                                              | 153.7                                                              | 153.4                                                              | 164.9                                                              | 153.0                                                              | 174.6                                                              | 178.6                                                              | 181.8                                                              | 188.8                                                              | 133.1                                                              | 116.1                                                              | 1.846,4                                                            |
| Sursă: NOAA                                                        |                                                                    |                                                                    |                                                                    |                                                                    |                                                                    |                                                                    |                                                                    |                                                                    |                                                                    |                                                                    |                                                                    |                                                                    |                                                                    |

## Flora și fauna

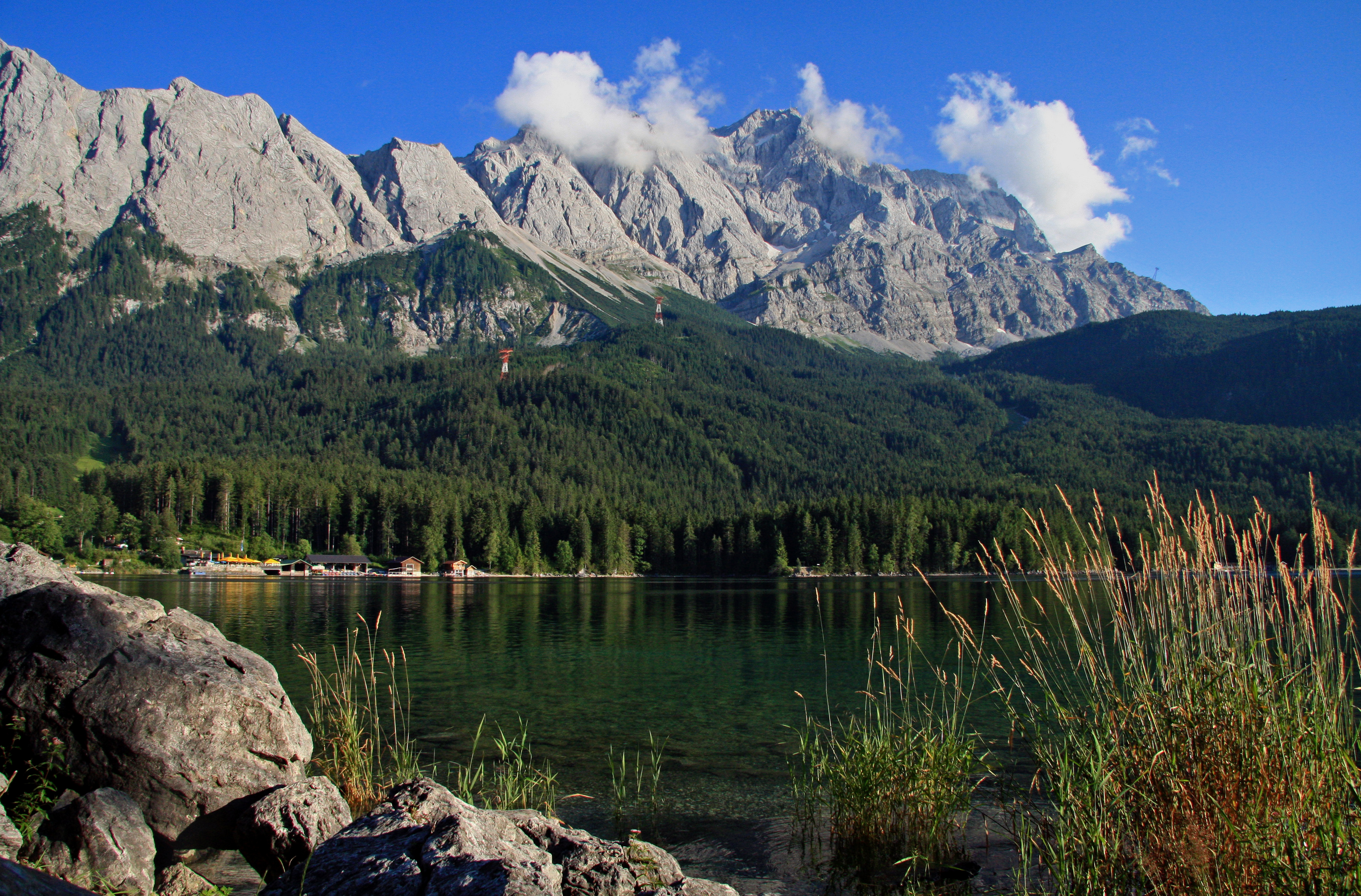
Malul nordic al lacului Eibsee, la poalele masivului Zugspitze

Zona de nord umbrită și umedă a masivului, care include rezervația naturală Wettersteinwald (42,6 ha), este una dintre zonele cele mai bogate în specii din masivul Zugspitze. Pinul de munte (Pinus mugo) ajunge la altitudini de peste 1.800 de metri. Pădurile de la altitudini mai reduse constau în principal din molizi (Picea) și brazi (Abies), zada (Larix), în principal în zona domeniului schiabil Ehrwalder Alm (1.502 m) și pe văile Gais și Leutasch, păduri mixte de fagi (Fagus sylvatica) și paltini de munte (Acer pseudoplatanus). Relativ rari răspândiți în întreaga regiune Zugspitz sunt teiul (Tilia), mesteacănul (Betula), scorușul de munte (Sorbus aucuparia), ienupărul (Juniperus) și tisa (Taxus baccata). De asemenea, se găsesc diverse specii de mușchi, care adesea acoperă complet rocile de calcar expuse din păduri.
Dintre plantele cu flori sunt răspândite caprifoiul (Lonicera), vinarița (Galium odoratum), o specie de liliales (Paris quadrifolia), o specie de ranunculaceae (Thalictrum) și veronica (Veronica). În locurile cu mai puțină vegetație, se găsesc columbine (Aquilegia), vița de vie alpină (Clematis alpina), omag (Aconitum) albastru și galben, ciurul zânelor (Carlina acaulis), bănuțul (Bellis perennis), o specie de rozacee (Potentilla aurea), saxifraga cu frunze rotunde (Saxifraga rotundifolia), o specie de hieracium (Hieracium murorum), busuiocul sălbatic (Clinopodium vulgare) și myosotis alpin (Myosotis alpestris). În zonele mai puțin însorite, se găsesc o specie de rozacee (Potentilla), salvie cleioasă (Salvia glutinosa), petasites (Petasites), trandafirul de munte (Rhododendron hirsutum), crinul de pădure (Lilium martagon) și două specii de orhidee (Dactylorhiza majalis și Ophrys insectifera). În special în Höllental, Grainau și pe malurile lacului Eibsee se găsesc lăcrămioare (Convallaria majalis) și o specie de timeleacee (Daphne), înrudită cu iedera și dafinul:19.
Plantele răspândite în zonele cu sol acid sunt afinul (Vaccinium myrtillus) și merișorul (Vaccinium vitis-idaea). Macul galben de munte (Papaver alpinum) și saxifraga cu frunze opuse (Saxifraga oppositifolia) prosperă până la altitudini destul de mari. Pe grohotișuri cresc crucifere (Thlaspi) și o specie de cariofilacee (Cerastium), precum și argințica (Dryas octopetala), linarița de munte (Linaria alpina) și o specie de saxifraga (Saxifraga moschata). După ce zăpada se topește, iarba de șoaldină (Sedum atratum) și ochincelul (Gentiana nivalis) sunt primele care încolțesc, iar semințele lor încep să germineze în toamnă. Pe Zugspitze înfloresc și binecunoscutele flori din zona alpină floarea de colț (Leontopodium nivale), gențiana (Gentiana) și uneori, ciclamenul (Cyclamen):19.

Flora din zona Zugspitze
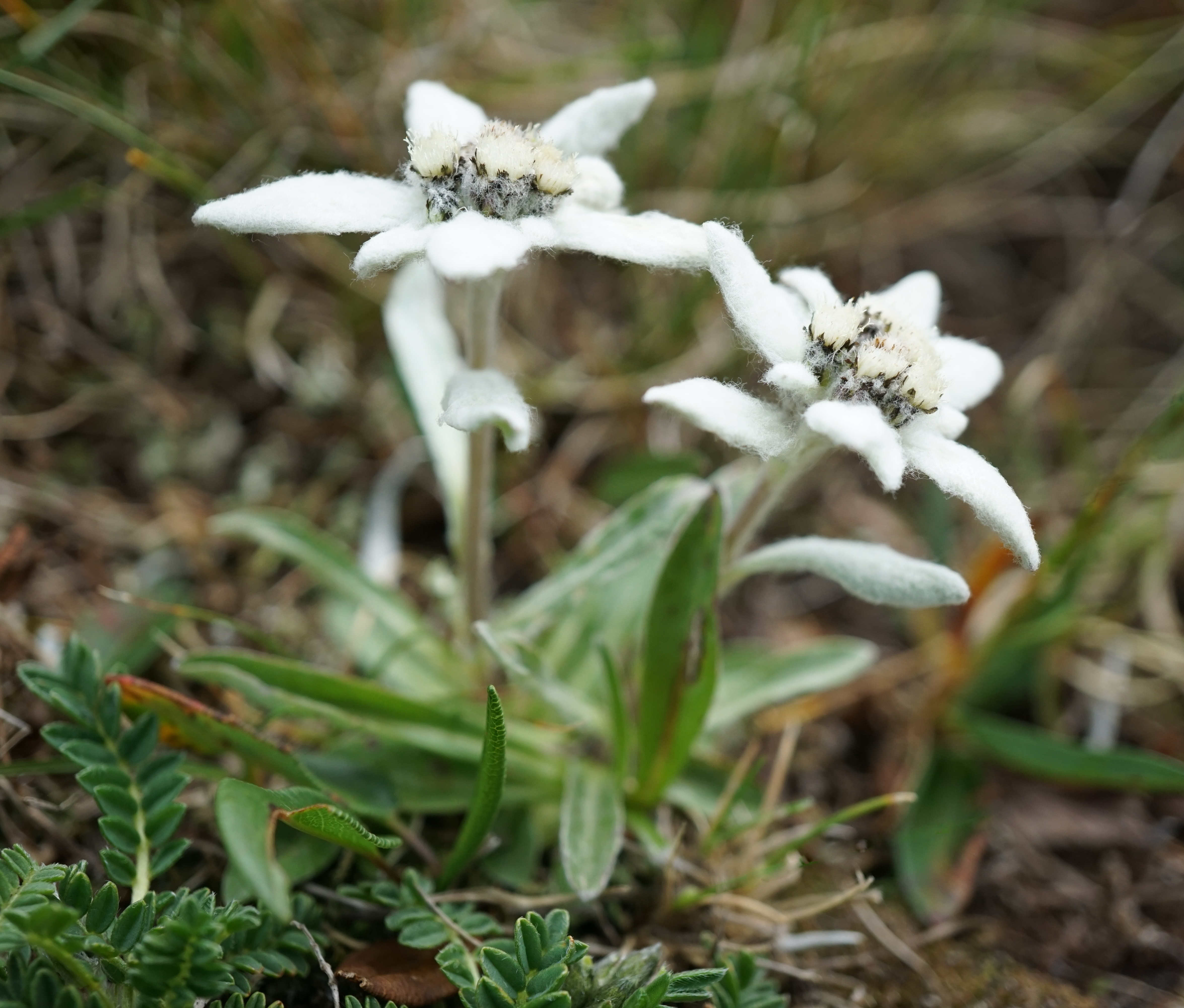
Floarea de colț (Leontopodium nivale)
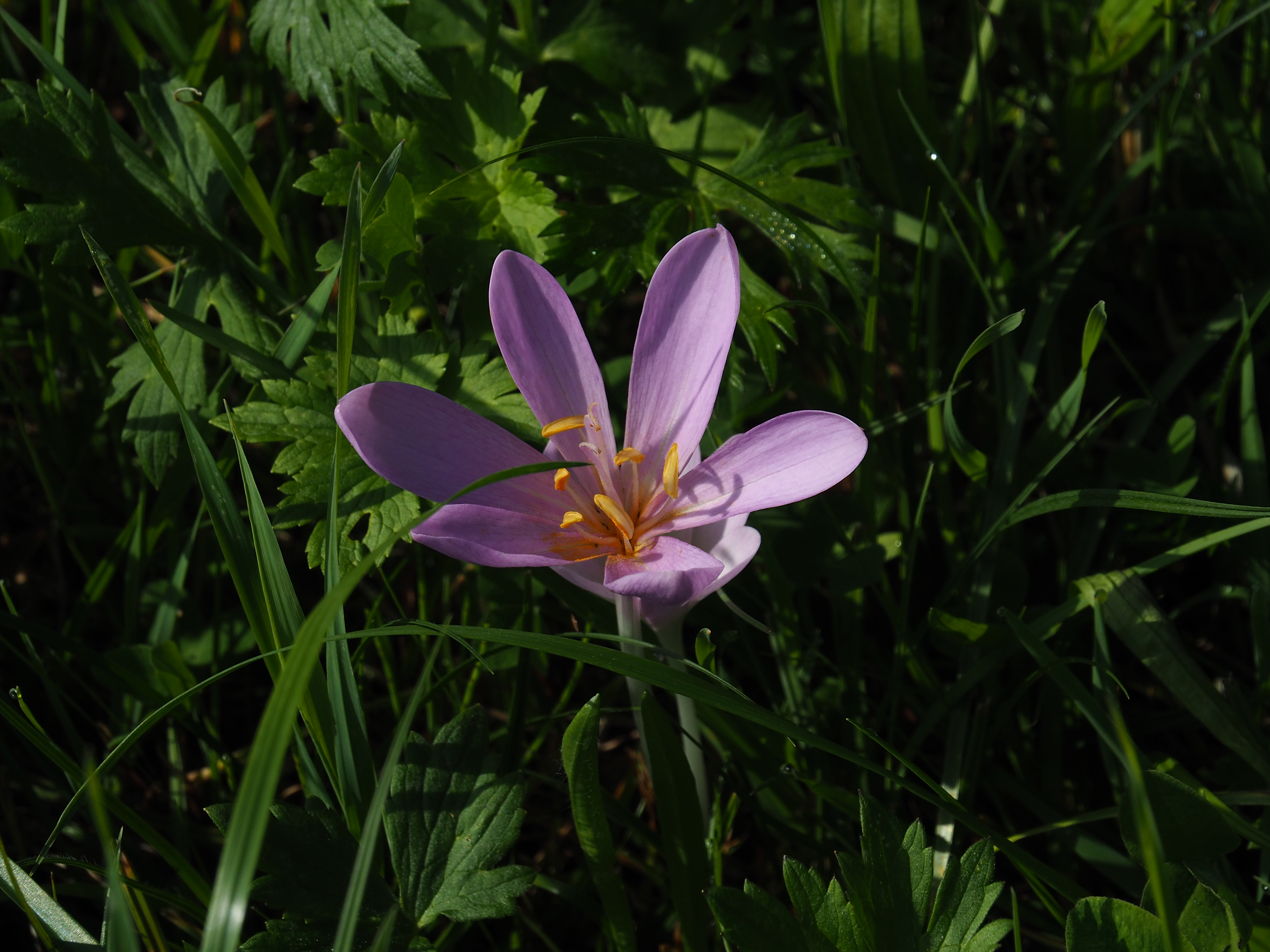
Brândușa de toamnă (Colchicum autumnale)
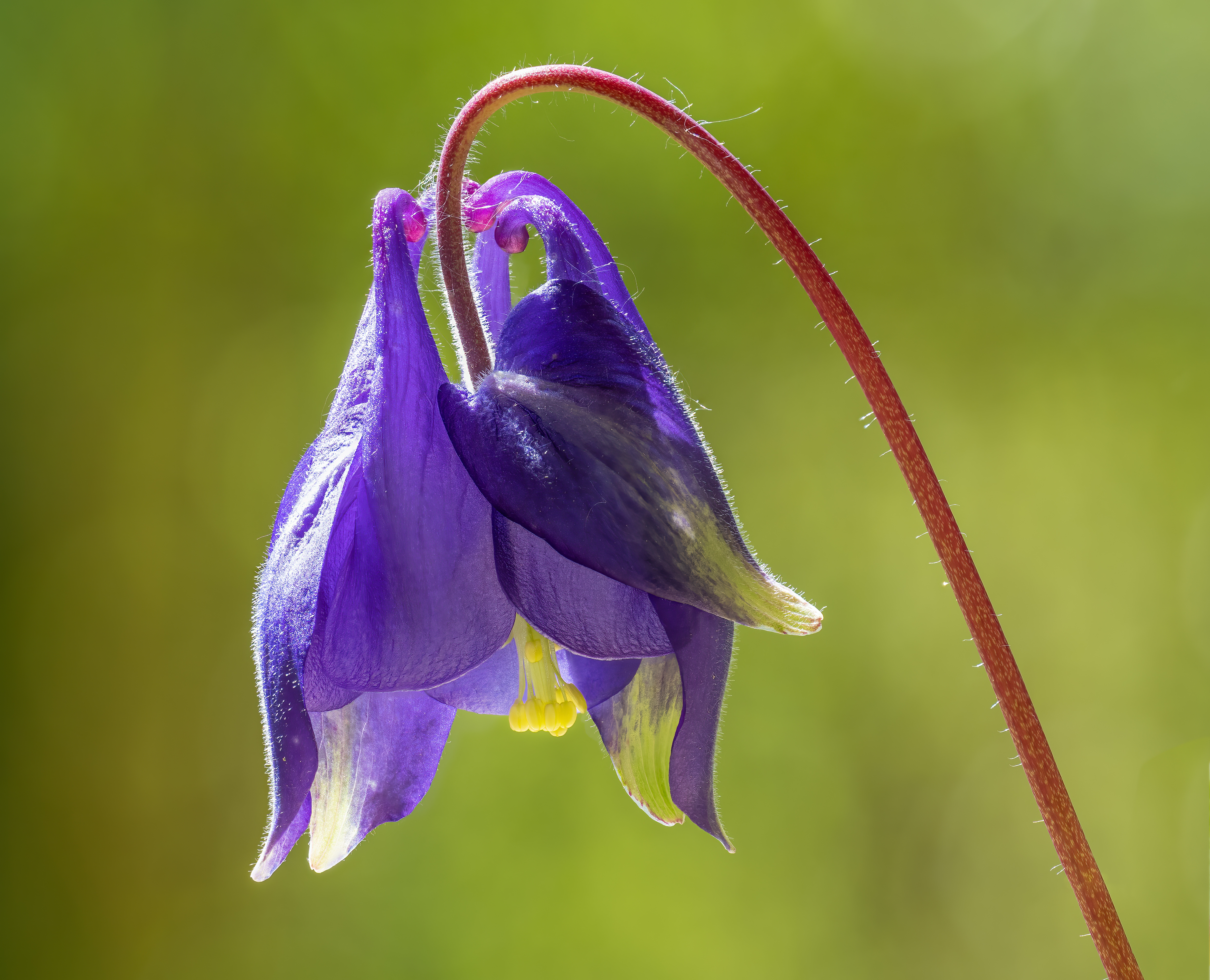
Columbina (Aquilegia)
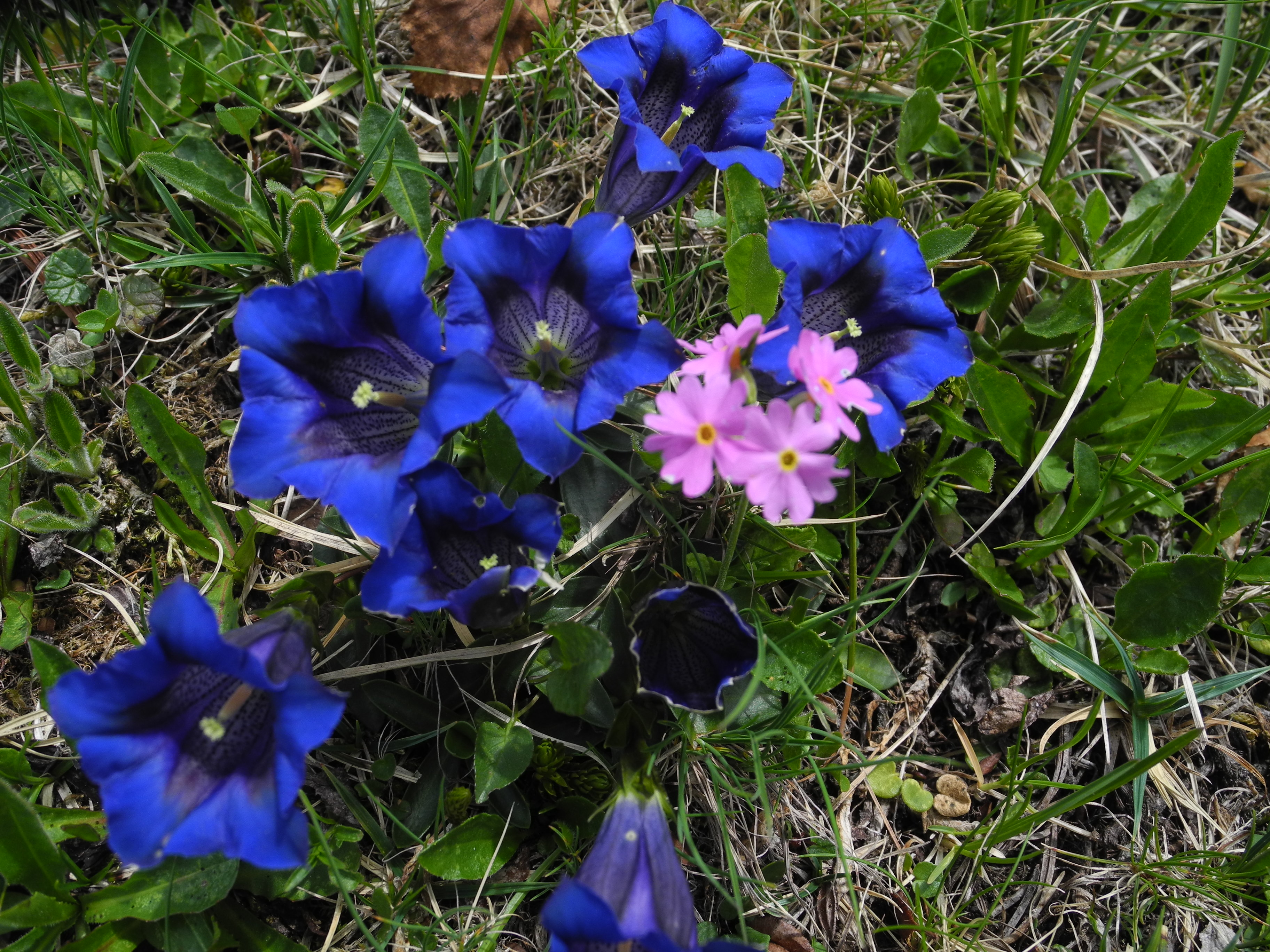
Gențiana și primulacee (Gentiana clusii și Primula farinosa)

Habitatul caprelor negre (Rupicapra rupicapra) este pe stâncile din jurul vârfului Zugspitze. Marmota alpină se găsește pe partea de sud a masivului. Vârful Zugspitze găzduiește în principal stăncuța alpină (Pyrrhocorax graculus), care este atrasă de oamenii care o hrănesc. În zonele mai joase se găsesc iepurele de munte și a pârșul roșu (Muscardinus avellanarius). Dintre păsări, sunt răspândite acvila de munte (Aquila chrysaetos), ptarmiganul (Lagopus muta), cinghița alpină (Montifringilla nivalis), brumărița de stâncă (Prunella collaris), cinteza de munte (Fringilla montifringilla) și rândunica de stâncă (Ptyonoprogne rupestris).
Șopârla de munte (Zootoca vivipara) și salamandra alpină neagră (Salamandra atra), numită local „Bergmandl”, trăiesc pe teren stâncos și pot fi văzute de obicei cățărându-se pe stânci după ploaie. Pe versanții vestic și sudic ai masivului Zugspitze, în special în iulie și august, pot fi observate diverse specii de fluturi precum fluturele Apollo (Parnassius apollo), fluturele albastru (Polyommatus icarus), cotarul (Geometridae), fluturele erebia (Erebia) și fluturele cu cap negru (Hesperiidae):22. Printre mamiferele care populează pădurile din jurul Zugspitze se numără cerbul (Cervus elaphus), veverița (Sciurus vulgaris), nevăstuica (Mustela nivalis), cocoșul de munte (Tetrao urogallus), ierunca (Tetrastes bonasia) și cocoșul de mesteacăn (Lyrurus tetrix). Pe ghețari se găsesc purici de ghețar (Desoria saltans) și tardigrade (Milnesium tardigradum):116.

Fauna din zona Zugspitze
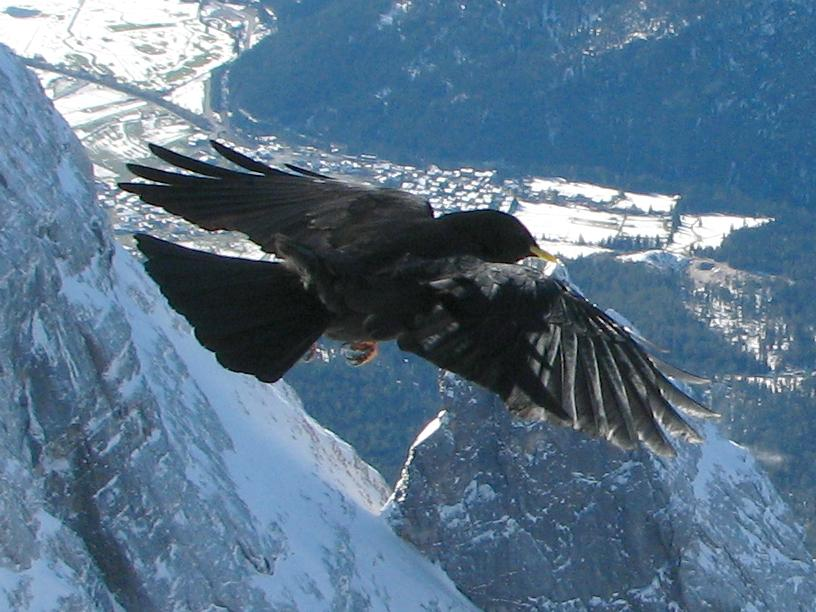
Stăncuța alpină (Pyrrhocorax graculus)
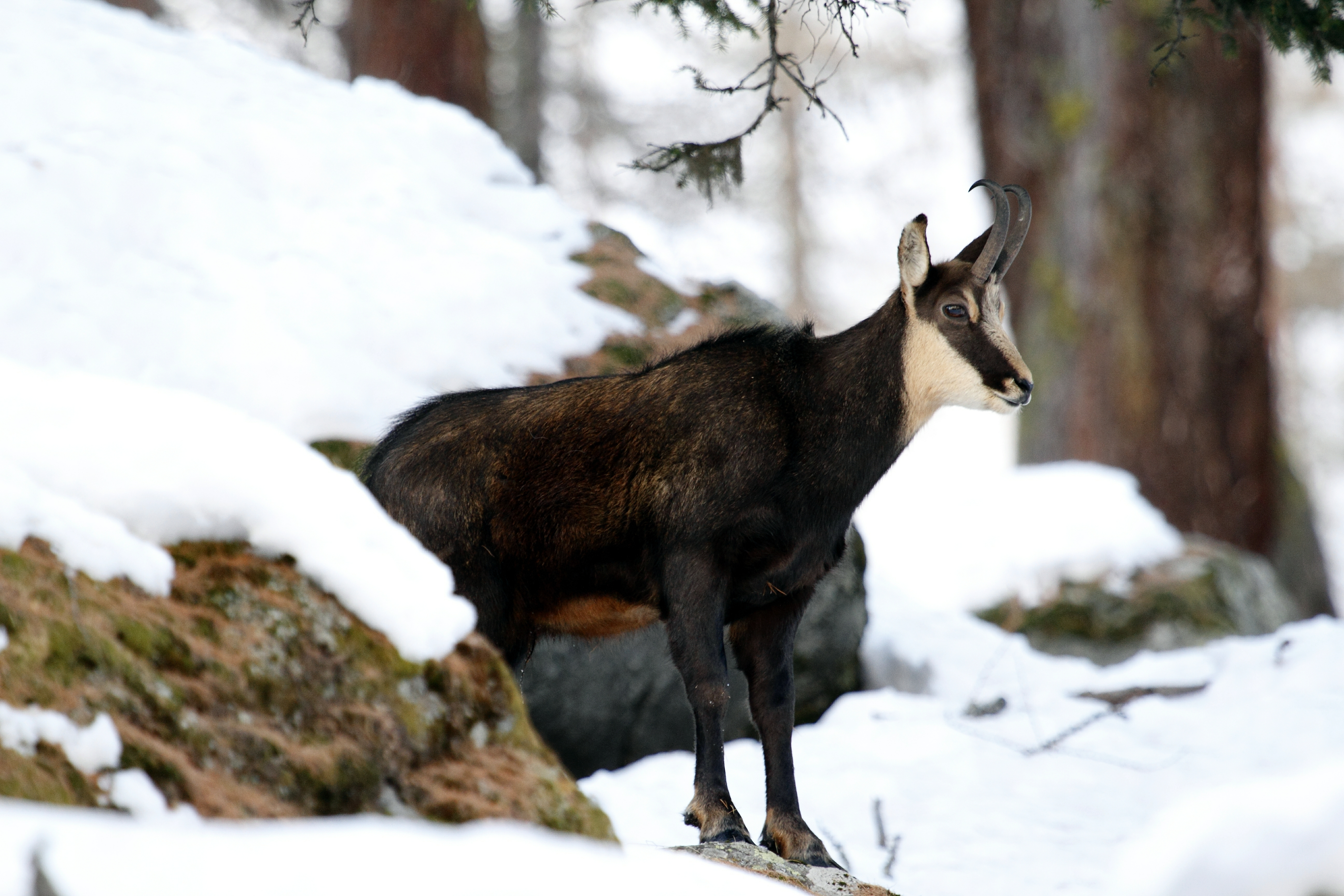
Capra neagră (Rupicapra rupicapra)
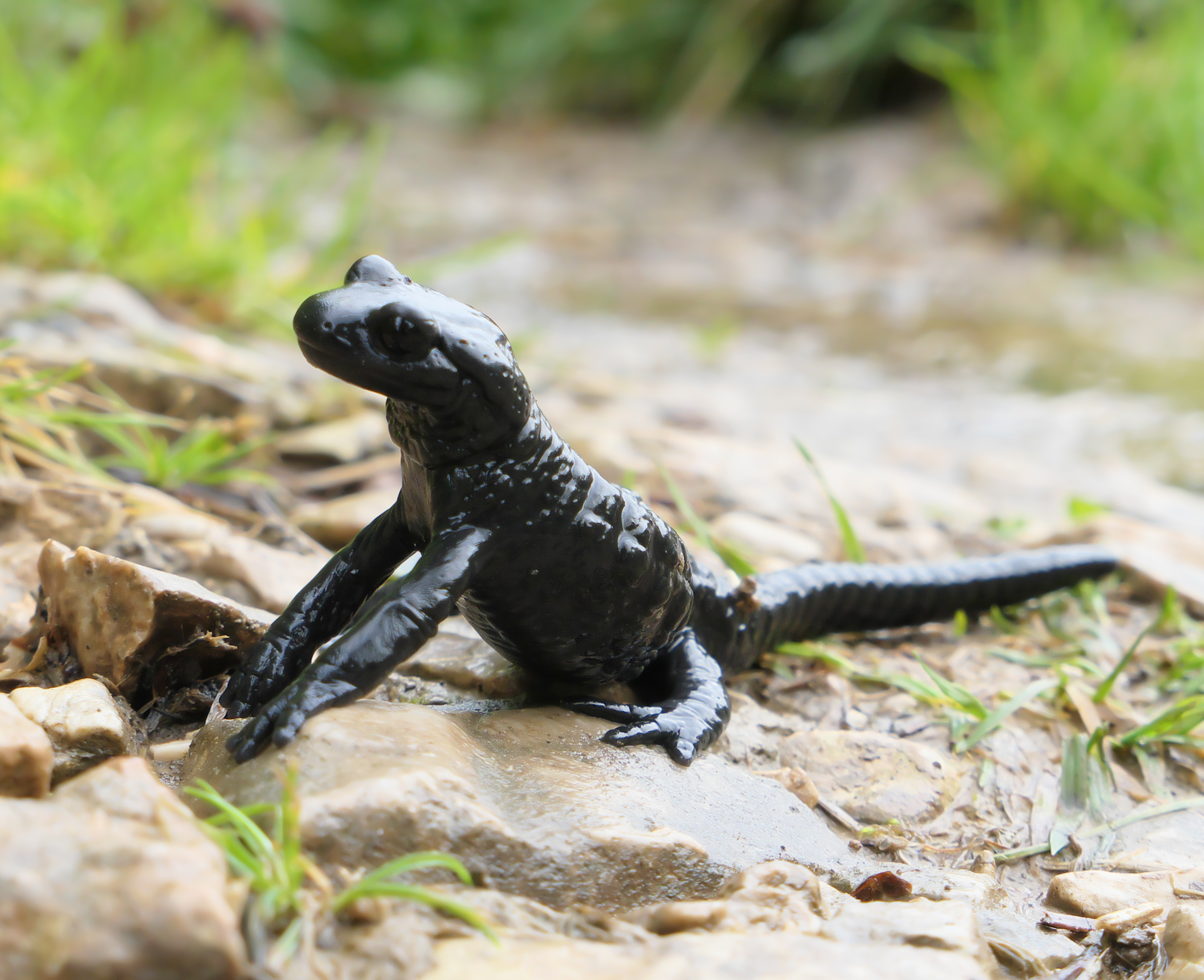
Salamandra alpină neagră (Salamandra atra)
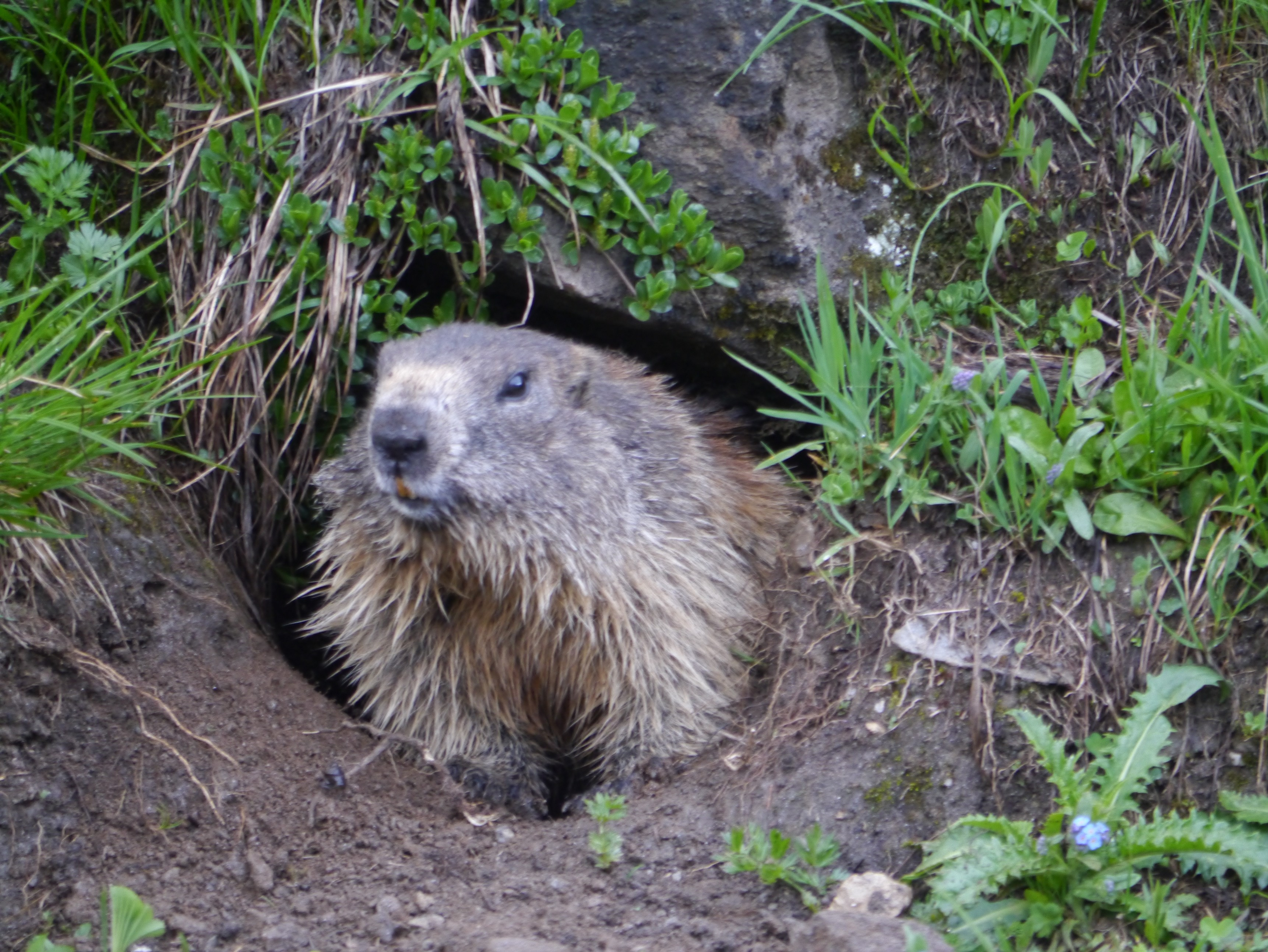
Marmota alpină (Marmota marmota)

### Arii naturale protejate
Muntele Zugspitze face parte din „aria naturală protejată Wetterstein, inclusiv liziera de pini de munte de lângă Mittenwald” (Wettersteingebiet einschließlich Latschengürtel bei Mittenwald, CDDA nr. 395756, desemnată în 1976, 85,86 km2). De asemenea, părți din zona munților Wetterstein care se întind până în zona vârfului sunt protejate conform Directivei 92/43/CEE - Directiva Habitat, precum rezervația Natura 2000 „Munții Wetterstein” (Wettersteingebirge, FFH nr. 8532-371, 42,5615 km2), iar zona de până la vârfurile Höllental formează rezervația naturală „Schachen și Valea Rinului în Wetterstein” (Schachen und Reintal, CDDA nr. 20723, desemnată în 1970, 39,64 km2) și rezervația Natura 2000 (sanctuarul de păsări) „Schachen și Valea Rinului în Wetterstein” (Schachen und Reintal, VSG nr. 8532-471, 39,6564 km2).

## Istoric

### Prima ascensiune

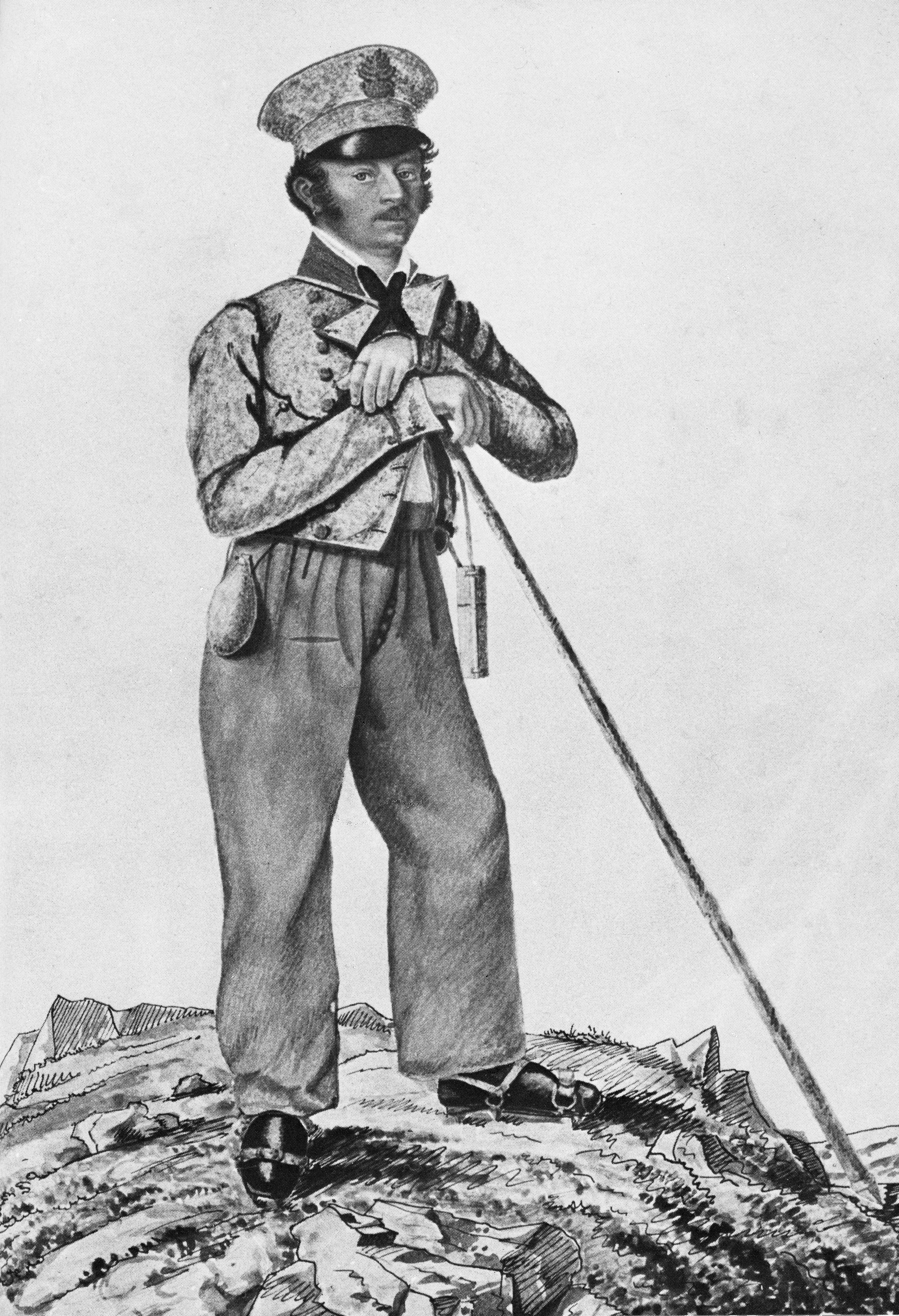
Josef Naus în 1824 (desen de H. v. Aggenstein)

Prima ascensiune înregistrată pe vârf a fost realizată de o echipă de topografi pe 27 august 1820. Echipa era condusă de locotenentul Josef Naus, care era însoțit de doi bărbați, ordonanța sa, Maier și ghidul montan Johann Georg Tauschl (Deutschl) din Partenkirchen. Cu toate acestea, localnicii cuceriseră vârful cu peste 50 de ani mai devreme, conform unei hărți din 1770 descoperită de Clubul Alpin German (Deutscher Alpenverein). 
Pe 21 iulie, Naus explorase deja traseul prin Reintal spre Nördlichen Schneeferner. Locotenentul se afla în Werdenfelser Land, o regiune din Bavaria Superioară, ca parte a unei misiuni de sondare din partea Biroului Regal de Topografie al Bavariei pentru elborarea Atlasului Bavariei. Cei trei au urcat la adăpostul „Angerhütte” pe 26 august, împreună cu căpitanul Jetze și locotenentul Antlischek. Pe 27 august, la patru dimineața, primii trei alpiniști au pornit spre Zugspitzplatt și vârful Zugspitz. Din Schneeferner, au încercat să ajungă la vârful vestic urmând creasta vestică. Prima încercare a eșuat, a doua a avut succes. Au ajuns în cele din urmă pe vârful de vest la ora 11:45, unde au lăsat un bergstock (băț lung din lemn cu vârf din fier, folosit de păstori în deplasările pe suprafețele înzăpezite și ghețarii din Alpi) de care au legat o haină, ca semn al prezenței lor. O furtună și ninsoarea abundentă au făcut ca primii alpiniști să coboare rapid spre adăpostul „Angerhütte”, unde au ajuns în jurul orei trei dimineața, pe 28 august. Ghidul montan Tauschl a primit un salariu de 2 guldeni și 42 de coroane:9.
În urma descoperirii unei hărți în arhivele Clubului Alpin German (Deutscher Alpenverein - DAV), a apărut o nouă ipoteză cu privire la prima ascensiune pe vârful Zugspitze. În septembrie 2006, în arhiva DAV a fost regăsită o hartă istorică, probabil din prima jumătate a secolului al XVIII-lea, care fusese anterior menționată în cărțile despre Zugspitze, dar fusese considerată pierdută după 1945. Pe acea hartă era marcată o rută peste Zugspitzplatt până la vârf și care coboara apoi până la Eibsee. Legenda acestei hărți din secolul al XVIII-lea descrie calea „ybers blath uf Zugspitze:9” estimând o durată realistă de 8,5 ore, ceea ce a condus la ipoteza că vârful ar fi fost cucerit înainte de 1820. Cu toate acestea, această presupunere este controversată. Kurt Brunner și Thomas Horst de la catedra de cartografie și topografie a Universității Militare din München au publicat un articol științific în revista de specialitate pentru istoria hărților Cartographica Helvetica (numărul 35, 2007) care include următoarea concluzie: „Harta descoperită a Reintalului nu este, prin urmare, în niciun caz dovada unei prime ascensiuni anterioare pe Zugspitze”.
Istoricul Thomas Linder crede că păstorii sau vânătorii au ajuns cel puțin până în regiunile din apropierea vârfului. De asemenea, se presupune că și contrabandiștii au folosit rute din apropierea vârfului Zugspitze:10:88. Înregistrări cartografice pentru elaborarea atlasului Comitatului Werdenfels (Grafschaft Werdenfels) au avut loc în zonă încă din 1804. S-a speculat că inginerul-geograf Alois von Coulon ar fi putut ajunge și el pe vârf în cursul execuției acelor lucrări. Totuși, din moment ce Coulon lucra pentru Biroul Topografic, este extrem de puțin probabil ca o primă ascensiune a sa să fi trecut neobservată:16.

### Ascensiuni ulterioare

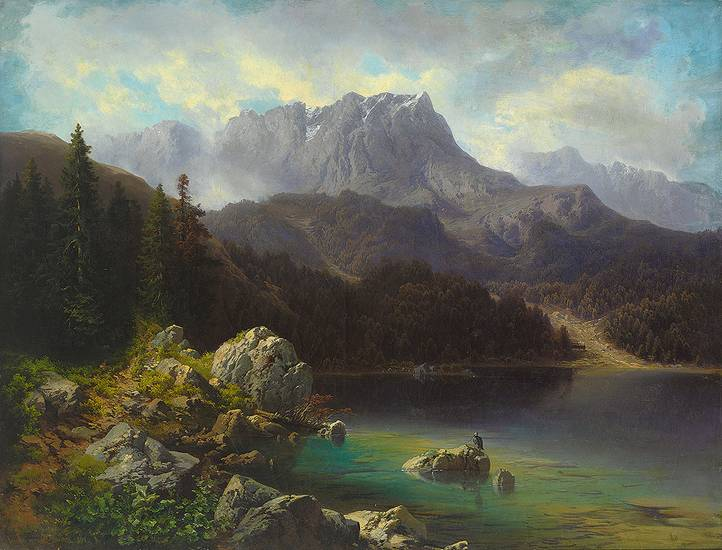
Zugspitze 1864 (Pictură în ulei de Max Wolfinger)

În 1823, maestrul zidar Simon Resch din Partenkirchen și un cioban din Reintal, numit „Schaf-Toni” au atins pentru prima dată vârful estic. Simon Resch a reușit și a doua ascensiune a vârfului estic la 18 septembrie 1834 împreună cu fiul său Johann și ghidul montan Johann Barth. Întrucât prima ascensiune a lui Resch fusese pusă la îndoială, de data aceasta a fost aprins un foc pe vârf. Pe 27 septembrie, vârful estic a fost urcat pentru a treia oară de către asistenții silvici regali Franz Oberst și Schwepfinger împreună cu Johann Barth. Oberst a ridicat un catarg cu steagul bavarez pe vârf, care era vizibil din vale.
Prima ascensiune dinspre Austria a avut loc în august 1837. Pornind din Ehrwald, inspectorii Joseph Feuerstein și Joseph Sonnweber au urcat pe vârful de vest și au lăsat acolo un stâlp de marcaj cu inițialele lor. La 22 septembrie 1853, Karoline Pitzner a devenit prima femeie care a urcat pe Zugspitze.
Conform legendei, în anul 1854, cu ocazia nunții sale cu prințesa bavareză Elisabeta de Wittelsbach (Sisi), împăratul Franz Joseph I al Austriei i-a dăruit vărului său Ludwig (care nu era încă rege și avea doar 9 ani) vârful estic, „ca să aibă un munte adevărat”. Există și o versiune conform căreia împăratul Austriei i-ar fi dăruit cel mai înalt vârf al muntelui Zugspitze împăratului german Wilhelm al II-lea, în timpul vizitei acestuia la Viena. Totuși, acordul de ajustare a graniței dintre Regatul Bavariei și Imperiul Austriac din 1844 arată (la punctul 5) că vârful estic al Zugspitze era deja situat la acea vreme pe teritoriul bavarez, iar granița dintre Tirol și Bavaria trecea peste vârful vestic, care era și mai înalt la acea vreme. Prin urmare, legenda că Zugspitze a fost un cadou de la împăratul Franz Joseph este nefondată, dar este adesea menționată, pentru că pare atât de realistă la prima vedere.
La 7 ianuarie 1882, prima ascensiune de iarnă a masivului Zugspitze a fost realizată de Ferdinand Kilger, H. și J. Zametzer și Heinrich Schwaiger. De-a lungul timpului, numărul de ascensiuni pe Zugspitze a crescut în fiecare an. În 1854, muntele a fost urcat de 22 de ori, până în 1899 existau deja 1.600 ascensiuni, iar înainte de construcția unei telecabine în 1926, se înregistraseră deja peste 10.000:16

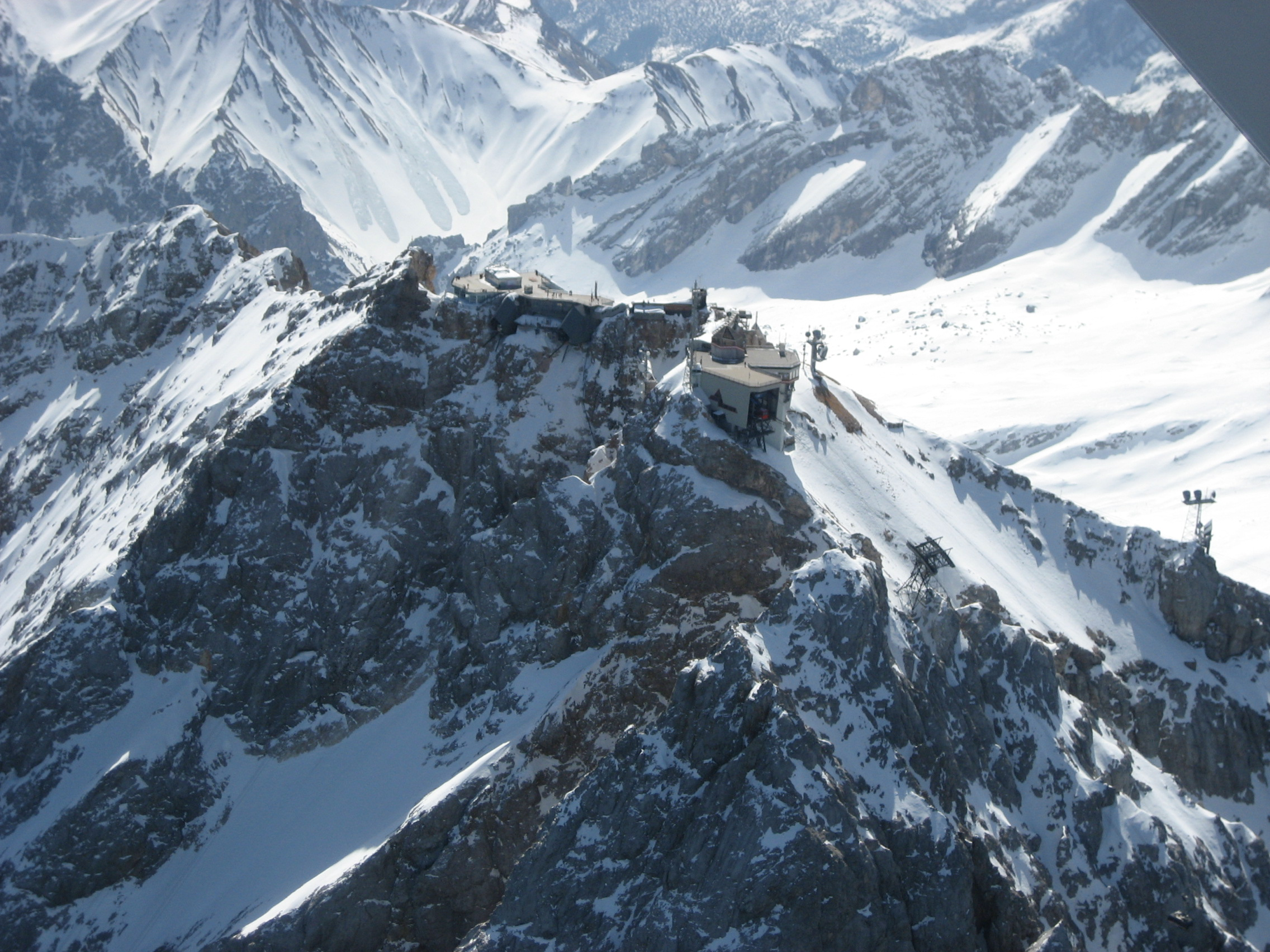
Vedere aeriană a vârfului Zugspitze

Pe 19 martie 1922, pilotul Franz Hailer a făcut furori când a aterizat pentru prima dată cu un avion pe Zugspitze. Biplanorul tip Rumpler C-I echipat cu schiuri, a aterizat pe Schneeferner, la 50 m sub vârf. Pe 29 aprilie 1927, Ernst Udet a decolat cu succes de pe Schneeferner cu un planor și a ajuns la Lermoos după un zbor de 25 de minute. Planorul, care fusese demontat, a fost transportat pe Zugspitze cu telecabina. În iarna anului 1931/1932, pe Zugspitze a fost înființat un oficiu poștal a ceea ce era atunci Oficiul poștal imperial german Reichspost, care mai există și în prezent, în restaurantul Sonn Alpin la adresa: 82475 Zugspitze. La patru ani după prima decolare a unui planor, în 1931, a avut loc prima decolare a unui balon de pe Zugspitze.
În aprilie 1933, muntele a fost ocupat de 24 de membri ai SA, care au arborat un steag cu svastica pe turnul stației meteo. O lună mai târziu, membri ai SA și SS au format pe Schneeferner o svastică. Pe 20 aprilie 1945, ultima aniversare a zilei de naștere a lui Hitler, Forțele Aeriene ale SUA au bombardat Zugspitze, distrugând stația de cale ferată din vale a Zugspitzbahn-ului tirolez și au avariat hotelul de pe creastă, Kammhotel. După încheierea războiului, aliații au confiscat Zugspitzbahn și hotelul de pe vârf, Schneefernerhaus. În 1948, Deutsche Bundespost a pus în funcțiune pe vârf un sistem de radiotransmisiuni.
În luna septembrie a acelui an, echilibristul Hans Zimmer a mers pe un cablu de oțel de 130 de metri întins între vârfurile de est și de vest, peste defileul adânc de aproape 1 kilometru. Doi membri ai familiei Traber, o cunoscută familie de artiști ai vremii, au parcurs același traseu în 1953 pe o motocicletă. Din 1953, pe muntele Gatterl are loc în fiecare an o slujbă religioasă (Gatterlmesse) de comemorare a celor patru ofițeri germani ai poliției de frontieră bavareze (Bayerische Grenzpolizei) care au fost surprinși de o avalanșă în 1952, în timp ce căutau persoane dispărute, precum și pe toți cei care și-au pierdut viața pe Zugspitze. De obicei, la slujbă participă miniștrii de interne ai landului Bavaria și ai Republicii Austria. Organizatorul este Cartierul General al Poliției din Bavaria de Sud.
În 1962, un incendiu a distrus hotelul construit pe creasta de lângă Zugspitze. Cutremurul din 6 mai 1976, care a lovit regiunea italiană Friuli-Venezia Giulia, s-a simțit deosebit de puternic și pe Zugspitze, meteorologul de serviciu temându-se că turnul de observație s-ar putea prăbuși:200. În octombrie 1981, pe Zugspitze a fost înființată o capelă, care a fost sfințită de arhiepiscopul de München și Freising Joseph Ratzinger. În 1995, a fost deschisă o zonă expozițională cu o suprafață de 450 de metri pătrați, în care diverși artiști își expun lucrările timp de șase luni. În 1995, granița de pe vârf dintre Germania și Austria a fost deschisă:116.
Între anii 2000 și 2013, s-a desfășurat anual concursul de alergare montană extremă Zugspitze (Zugspitz-Extremberglauf), pe o distanță de 17,94 km, la o altitudine de 2.235 de metri. În iulie 2008, ca urmare a unei scăderi bruște a temperaturii, doi participanți la cursă au murit din cauza epuizării și hipotermiei. La sfârșitul lunii august 2009, elvețianul Freddy Nock a mers neasigurat pe un cablu al telecabinei Zugspitz-Gletscherbahn, de pe Zugspitzplatt până la vârf, parcurgând traseul de 995 de metri lungime și până la 56% înclinație (diferență de nivel de 348 de metri) în 50 de minute.

### Crucea de vârf

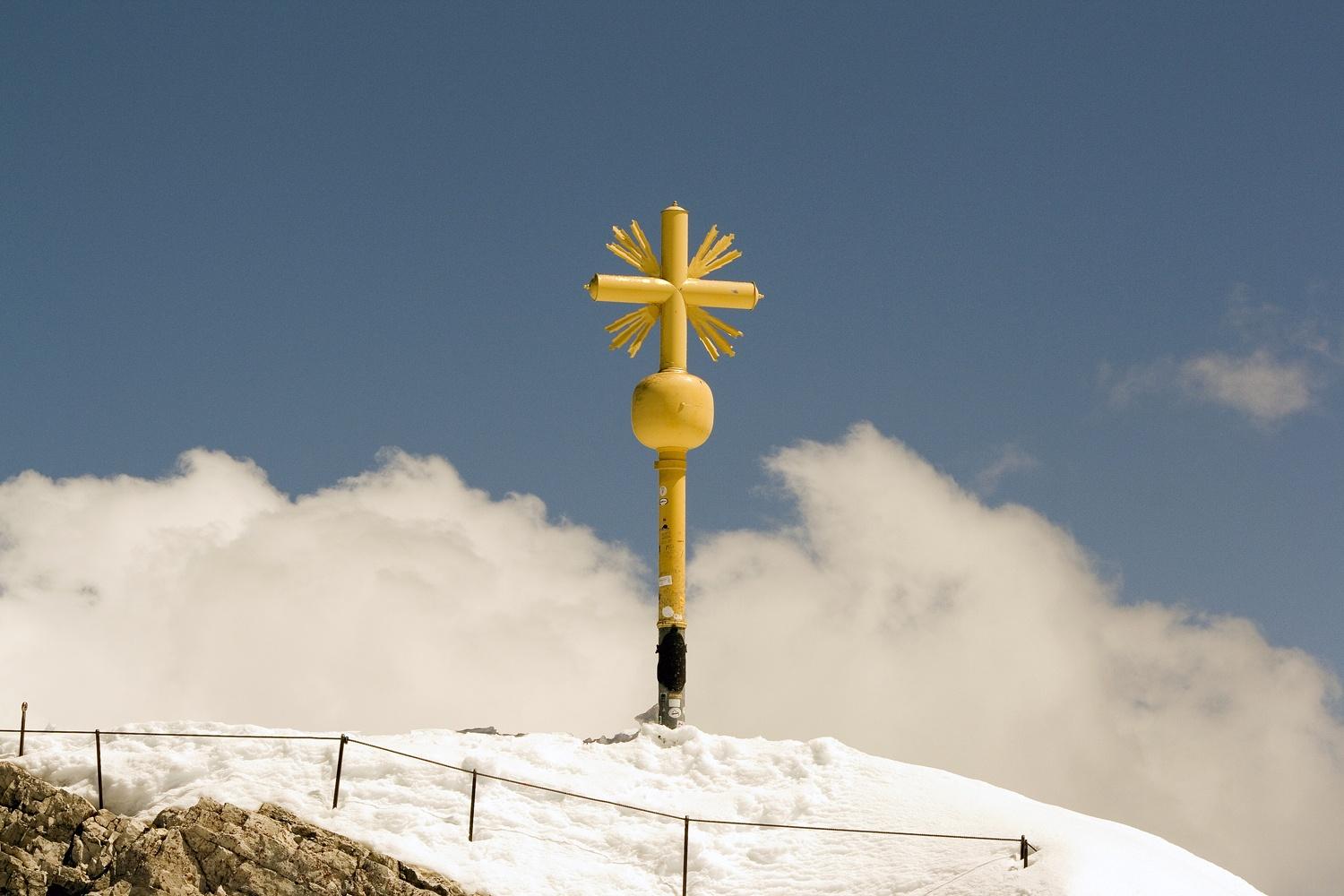
Crucea de vârf pe vârful estic

În anul 1851, pe Zugspitze a fost ridicată o cruce. Promotorul ridicării acestei cruci pe vârf a fost pastorul Christoph Ott, care, în calitate de observator meteorologic pe muntele Hohen Peißenberg, a văzut Zugspitze de la distanță și a constatat că „cel dintâi prinț al munților bavarezi și-a ridicat capul, golaș și neîmpodobit, spre înaltul albastru al cerurilor, așteptând momentul în care fervoarea patriotică și hotărârea curajoasă vor face să i se încununeze fruntea”:35. Prin urmare, între 11 și 13 august 1851 a organizat o expediție cu scopul de a ridica o cruce de vârf pe Zugspitze. 28 de localnici au fost conduși de pădurarul Karl Kiendl prin defileul Partnachklamm și prin valea Reintal, până la Zugspitze. Expediția, care a costat 610 guldeni și 37 de  coroane, a avut succes, iar pe vârful vestic trona o cruce din fier aurit din 28 de părți, de aproximativ 4,7 m. Cu toate acestea, pastorul Ott a urcat pentru prima dată pe Zugspitze abia în 1854. După 37 de ani, în iarna anului 1881/1882, deoarece crucea fusese deteriorată de numeroase lovituri de trăsnet, suporturile fiind serios avariate, a fost adusă în vale și renovată pentru prima dată. La 25 august 1882, 7 ghizi montani și 15 localnici au dus crucea înapoi pe vârf. Deoarece pe vârful vestic fusese construit între timp un adăpost montan asemănător unei barăci, bărbații au plasat crucea pe vârful estic, care era doar al doilea ca înălțime la acea vreme. A rămas pe vârf timp de 111 ani, până când a fost îndepărtată din nou la 18 august 1993. De această dată, pagubele fuseseră cauzate nu doar de vreme, ci și de soldații americani care o folosiseră drept țintă în 1945. Deoarece crucea originală nu a mai putut fi reparată, a fost realizată o replică, de 4,88 metri înălțime, care înlocuit crucea originală pe 12 octombrie 1993. Renovată în 2009, crucea de vârf a fost reamplasată pe vârful estic la 22 aprilie. Crucea originală poate fi admirată în Muzeul Werdenfels din Garmisch-Partenkirchen:35.
În timpul lucrărilor de construcție a noii telecabine Eibsee (2015–2017), crucea de vârf a fost deteriorată când brațul macaralei s-a rotit, iar un lanț a doborât una dintre grinzile aurite. Pe 17 octombrie 2017, crucea a fost demontată și transportată pentru reparații la un atelier din Eschenlohe. A fost reinstalată două luni mai târziu, în decembrie 2017. În noaptea de 7 martie 2019, unul dintre cele patru elemente ale aureolei a fost smuls de o furtună. Un angajat al Zugspitzbahn a reușit să recupereze piesa lipsă.
În 2012, pe vârf a fost construită o casă de rugăciune musulmană. Totodată, în noua broșură publicitară a fost publicată o fotografie a vârfului fără crucea de vârf. Alegerea imaginilor a fost criticată de bisericile bavareze ca fiind o negare a rădăcinilor creștine ale țării și o favoare nepotrivită față de turiștii musulmani.

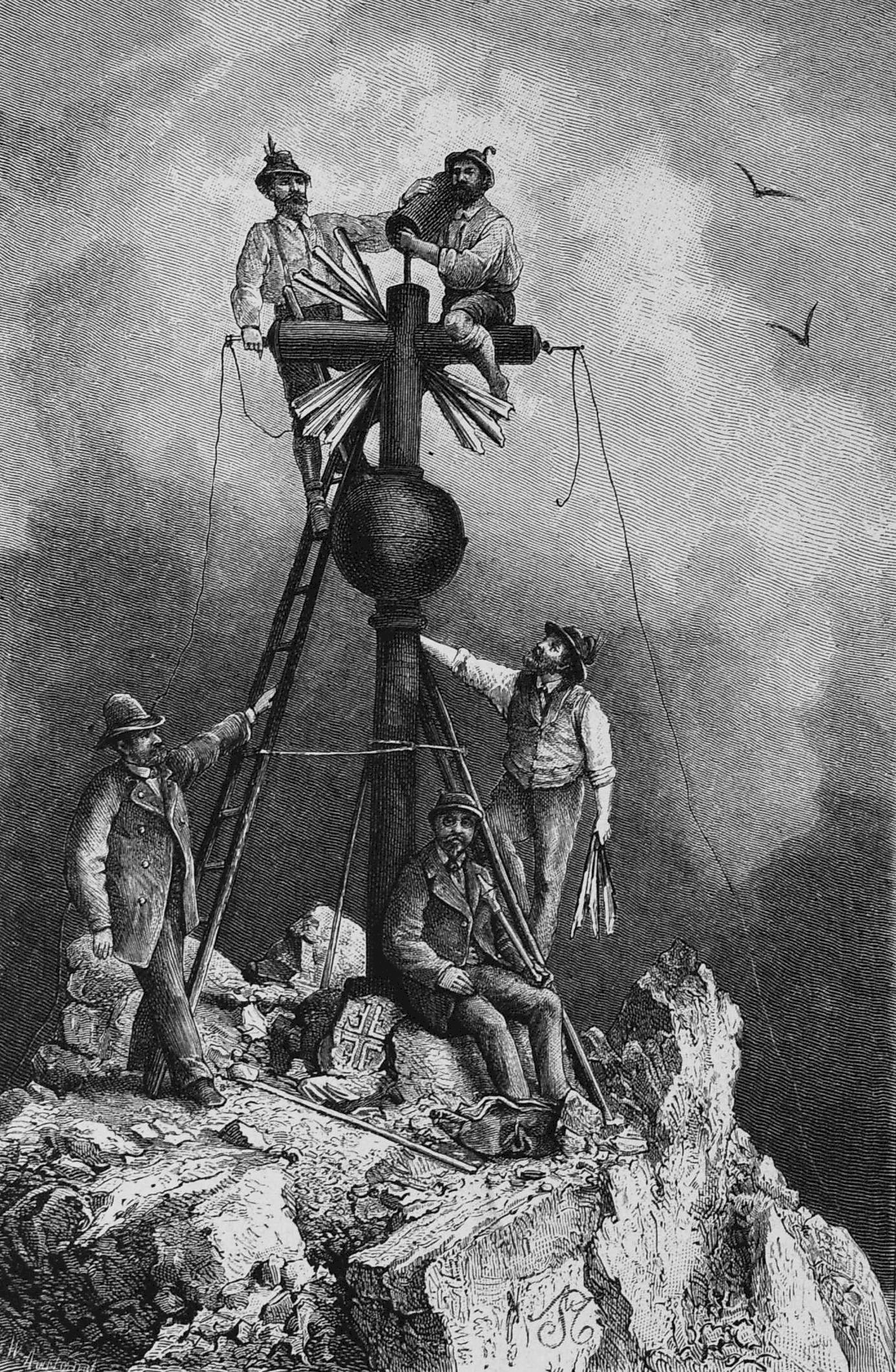
Reconstrucția crucii de vârf în 1882. Ilustrație din Garden Gazebo
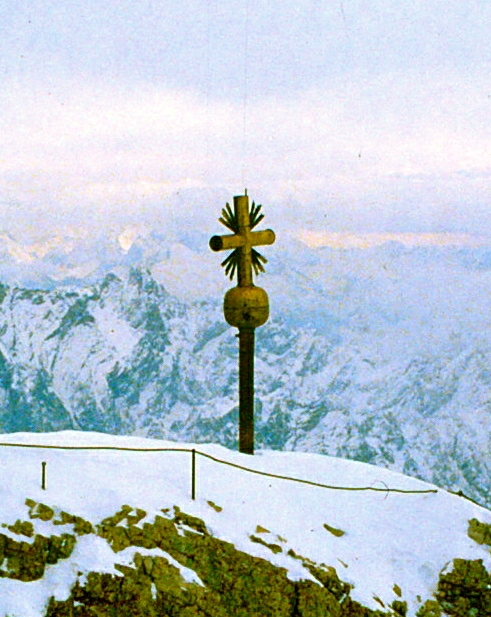
Vechea cruce de vârf, martie 1979
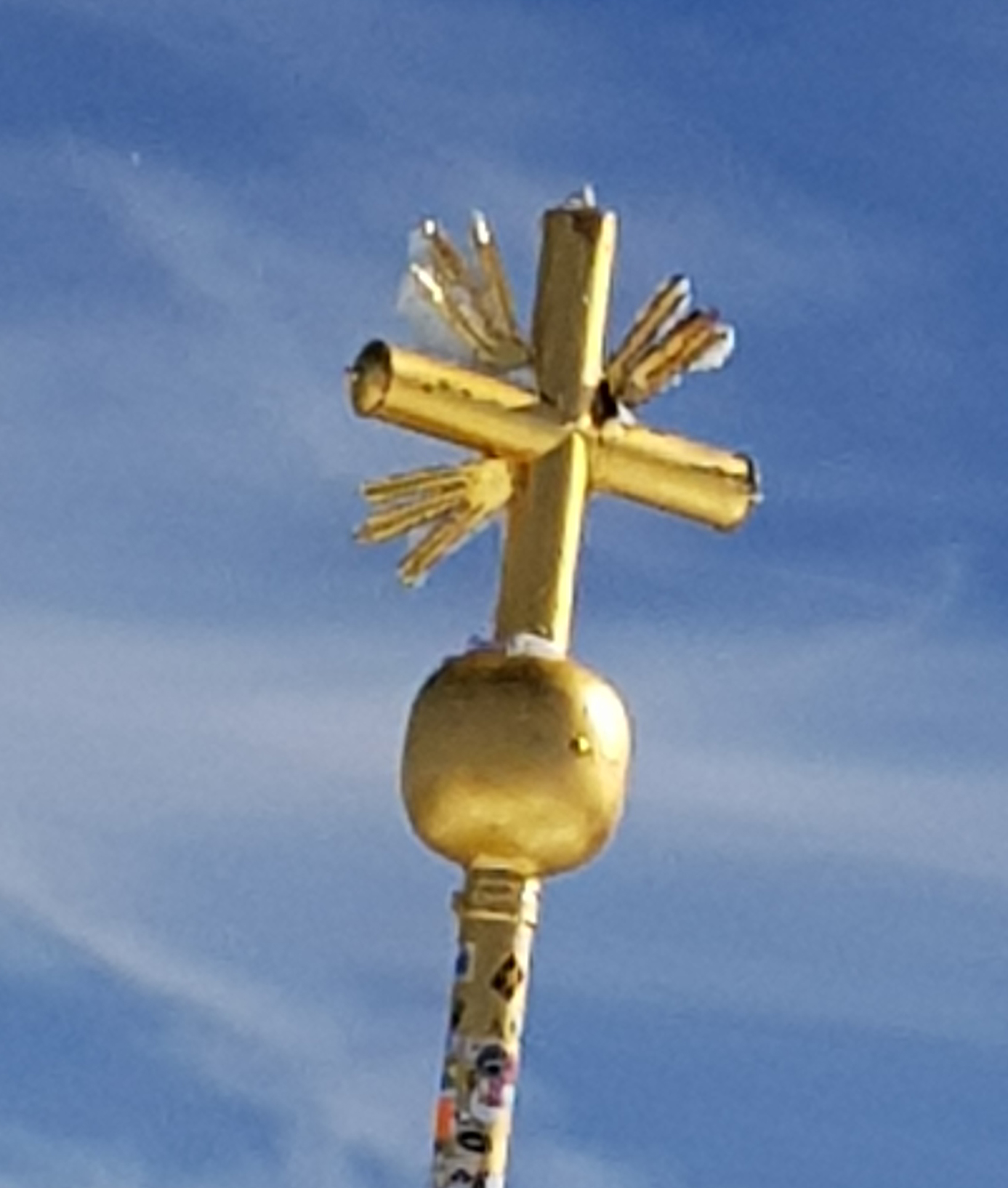
Noua cruce, deteriorată în octombrie 2017: razele lipsesc în dreapta jos

## Turism

### Trasee normale (cele mai frecventate)

#### Reintal sau Gatterl

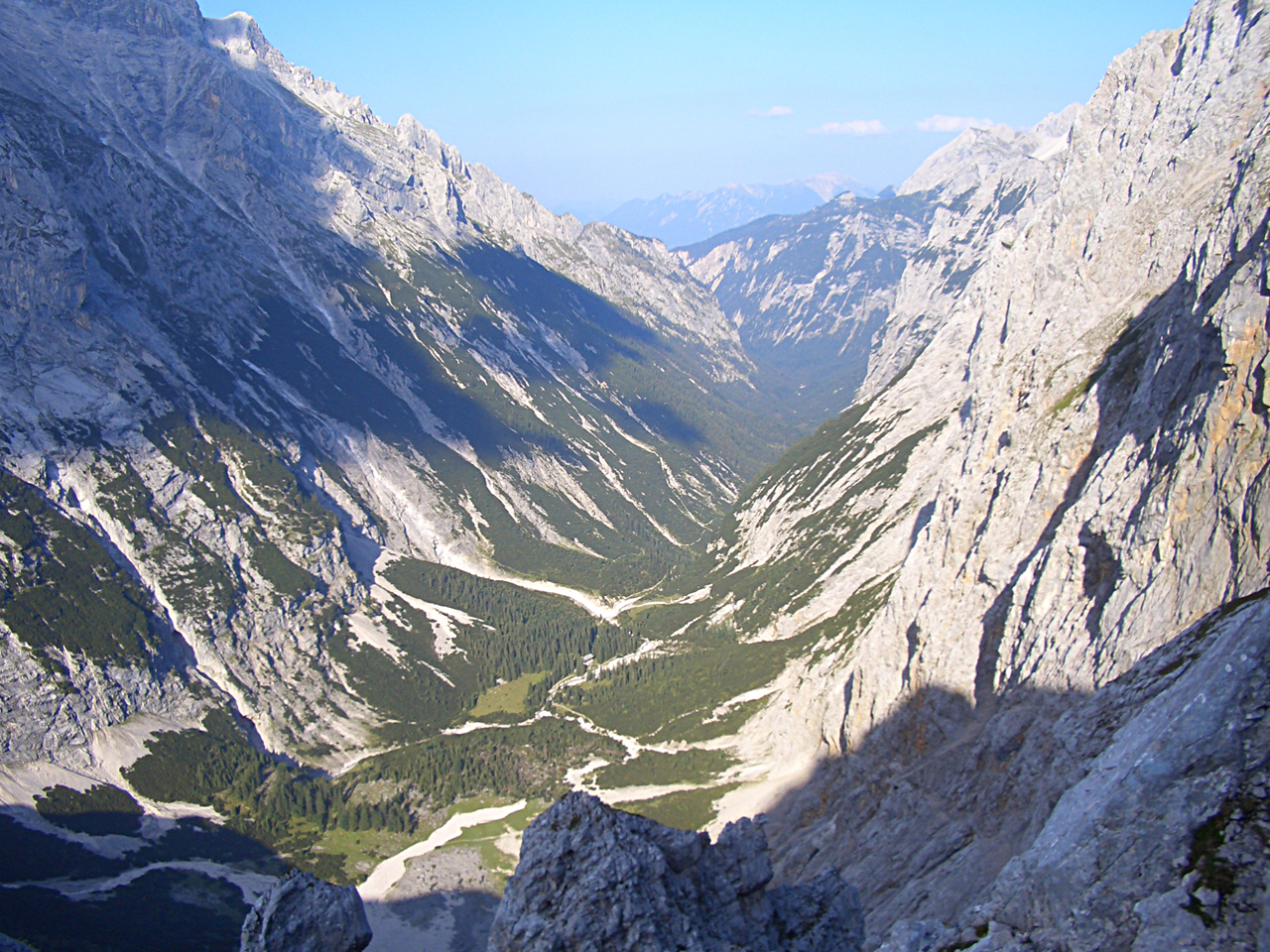
Vedere dinspre Gatterl a văii Reintal

Cea mai ușoară dintre rutele normale duce prin Reintal, urmând traseul parcurs de primii alpiniști. În același timp, este și cea mai lungă ascensiune. Punctul de plecare este stadionul de schi (Skistadion, 730 m) din Garmisch-Partenkirchen. Traseul urmează defileul râului Partnach (Partnachklamm) până la cabana Bock (Bockhütte, 1.052 m), apoi valea Reintal, și ajunge la refugiul montan Reintal (Reintalangerhütte, 1.370 m). Până în acest punct, urcușul este relativ simplu, dar apoi devine mai dificil. De la cabană trece prin Brunntal până la cabana Knorr (Knorrhütte, (2.051 m), care se află pe marginea de est a podișului Zugspitz (Zugspitzplatt), unde întâlnește ruta alternativă dinspre Ehrwald prin Gaistal și Gatterl. Traseul continuă străbătând Zugspitzplatt spre Nördlicher Schneeferner. Deasupra stației Sonn-Alpin, la cota 2815 (Punkt 2815), începe partea asigurată a urcușului către vârful Zugspitze. Diferența de nivel a traseului este de 2.232 metri, timpul necesar parcurgerii acestei rute fiind între opt și zece ore:113.

#### Höllental

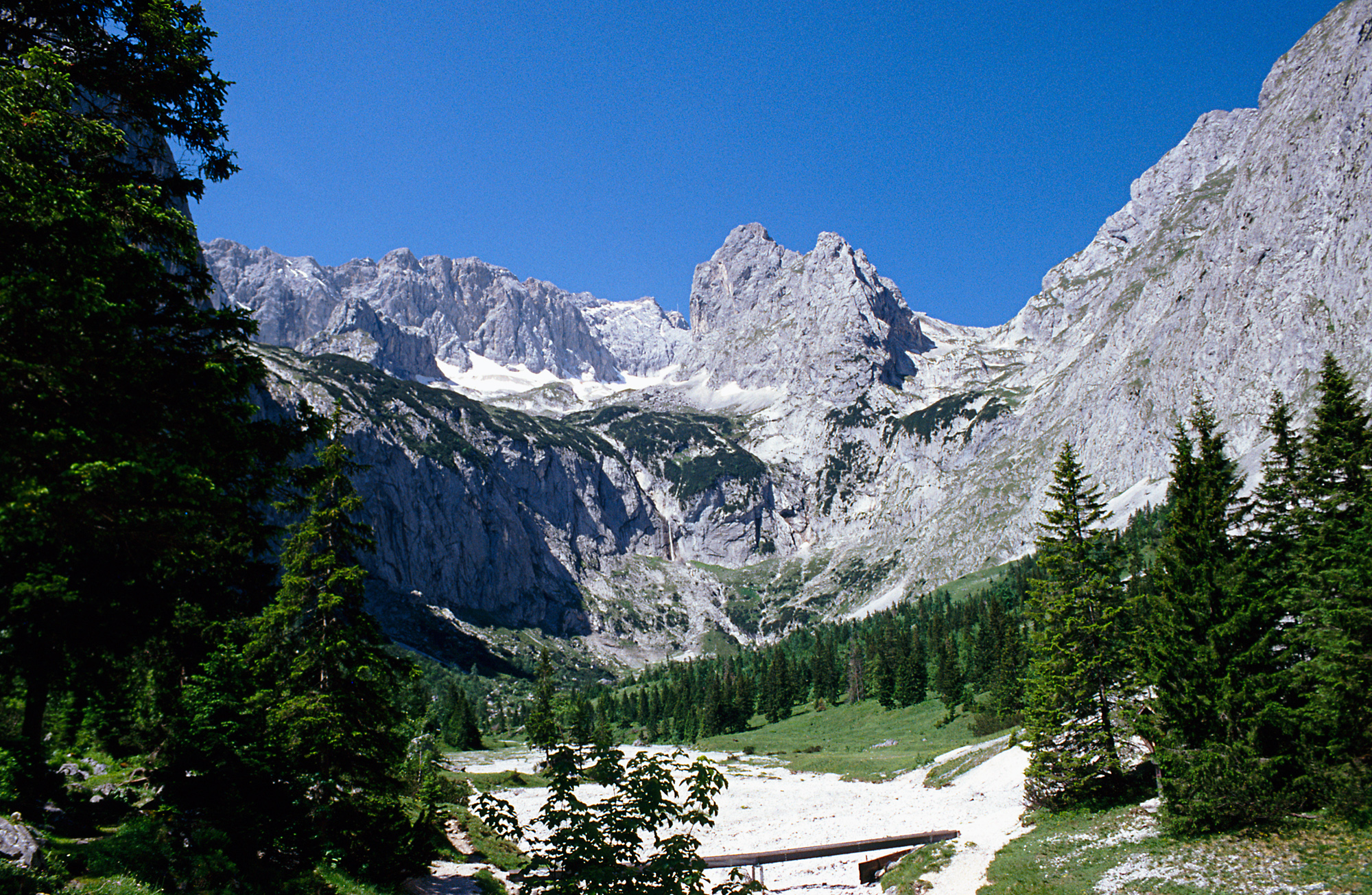
Vedere de la cabana Höllentalanger spre Zugspitze

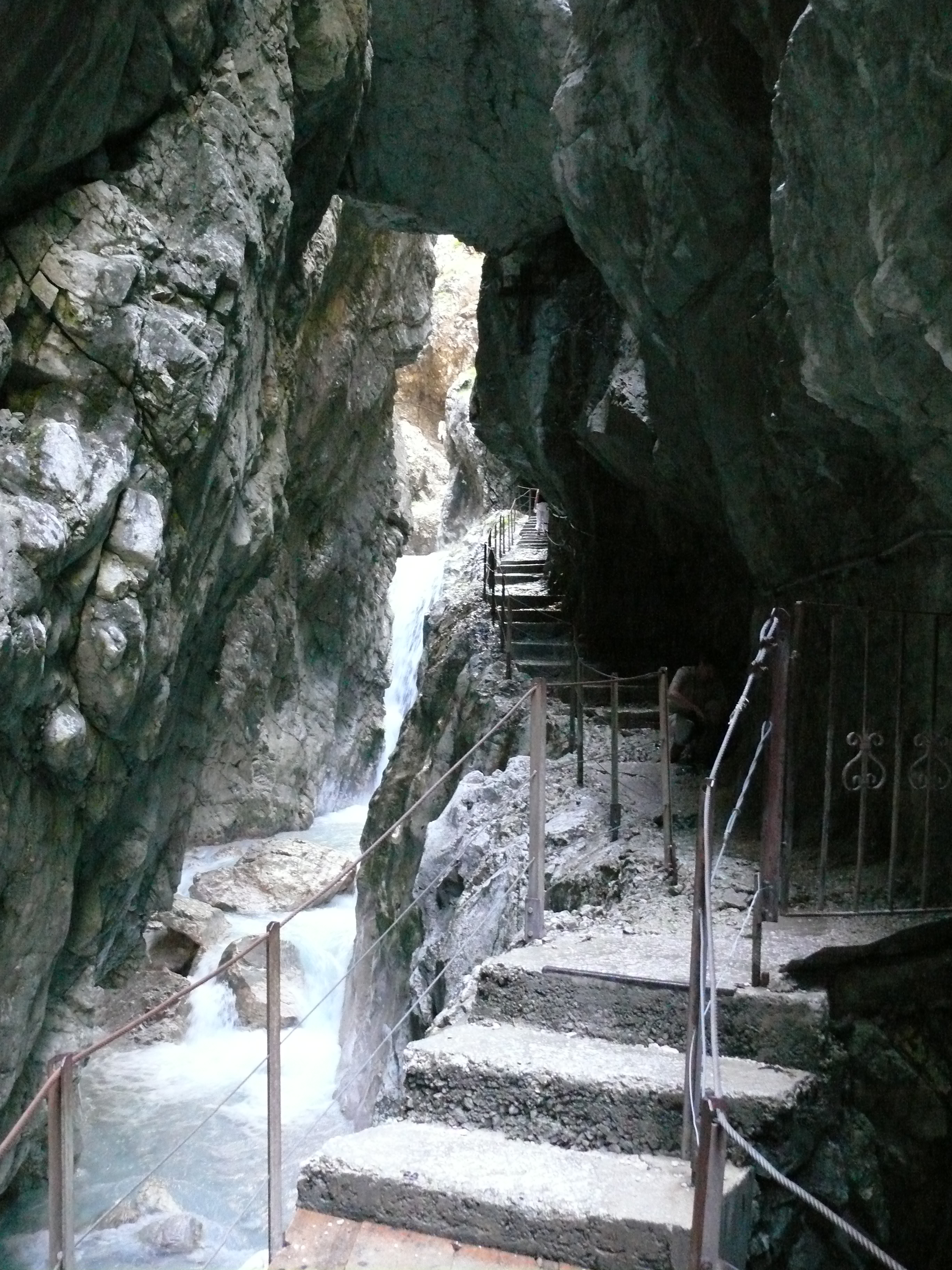
Calea prin defileul Höllental (Höllentalklamm)

Ruta pornește din Hammersbach (758 m), prin Höllental, de-a lungul râului Hammersbach, un afluent al râului Loisach, lung de aproximativ 7 km. Calea prin defileul Höllental (Höllentalklamm) a fost construită între 1902 și 1905, în defileul lung de 1.026 m fiind săpate 12 tuneluri cu o lungime totală de 288 de metri. Alți 569 metri de traseu au fost construiți prin dinamitare, ruta fiind lipită de stânci, trecând apoi peste podețe (120 m) și grohotișuri (49 m). Costurile de construcție au totalizat 57.000 mărci. Aproximativ 60.000 de oameni traversează defileul în fiecare an:252. 
Defileul poate fi ocolit urmând ruta Stangensteig. După străbaterea defileului, traseul ajunge la cabana Höllental (Höllentalangerhütte, 1.381 m), apoi traversează râul Höllentalanger, urcând către o „scară” (Brett) din știfturi de oțel fixate pe o stâncă, apoi îndreptându-se prin Grünen Buckel către ghețarul Höllental (Höllentalferner). În anotimpul cald, suprafața ghețarului este de obicei netedă, lipsită de zăpadă, așa că pentru a-l traversa sunt necesare crampoane. Traversarea marginii superioare (randkluft) a ghețarului prezintă dificultăți și mai mari, deoarece gheața se îndepărtează din ce în ce mai mult de rocă pe măsură ce se topește. După ghețar, o secțiune de traseu asigurată cu cablu metalic (klettersteig, „via ferrata)” duce către vârful Zugspitze. Diferența de nivel a traseului este de 2.204 metri, timpul necesar parcurgerii acestei rute fiind între șapte și opt ore. 
De asemenea, se poate ajunge de la Eibsee la traseul Höllental urmând ruta Riffelsteig. Prin Riffelscharte, ruta intersectează traseul Höllental în zona „scării” Brett:113.

#### Österreichische Schneekar
Un alt traseu către Zugspitze este Tiroler Schneekar. Punctele de plecare sunt Eibsee (950 m) sau Ehrwald (1.000 m). Un punct de plecare situat la o altitudine mai mare este stația din vale a Ehrwalder Almbahn (1.220 m). Rutele se intersectează deasupra Gamskars, apoi continuă către cabana Wiener-Neustädter (Wiener-Neustädter-Hütte, 2.209 m) și prin Österreichische Schneekar, la capătul căruia începe o via ferrata care urcă spre o stâncă abruptă, cunoscută sub numele de Stopselzieher (în germană tirbușon). Ruta se intersectează apoi cu pasajele asigurate ale traseului Reintal. Diferența de nivel a traseului este de 2.012 metri, timpul necesar parcurgerii acestei rute fiind de opt ore:114.

### Jubiläumsgrat

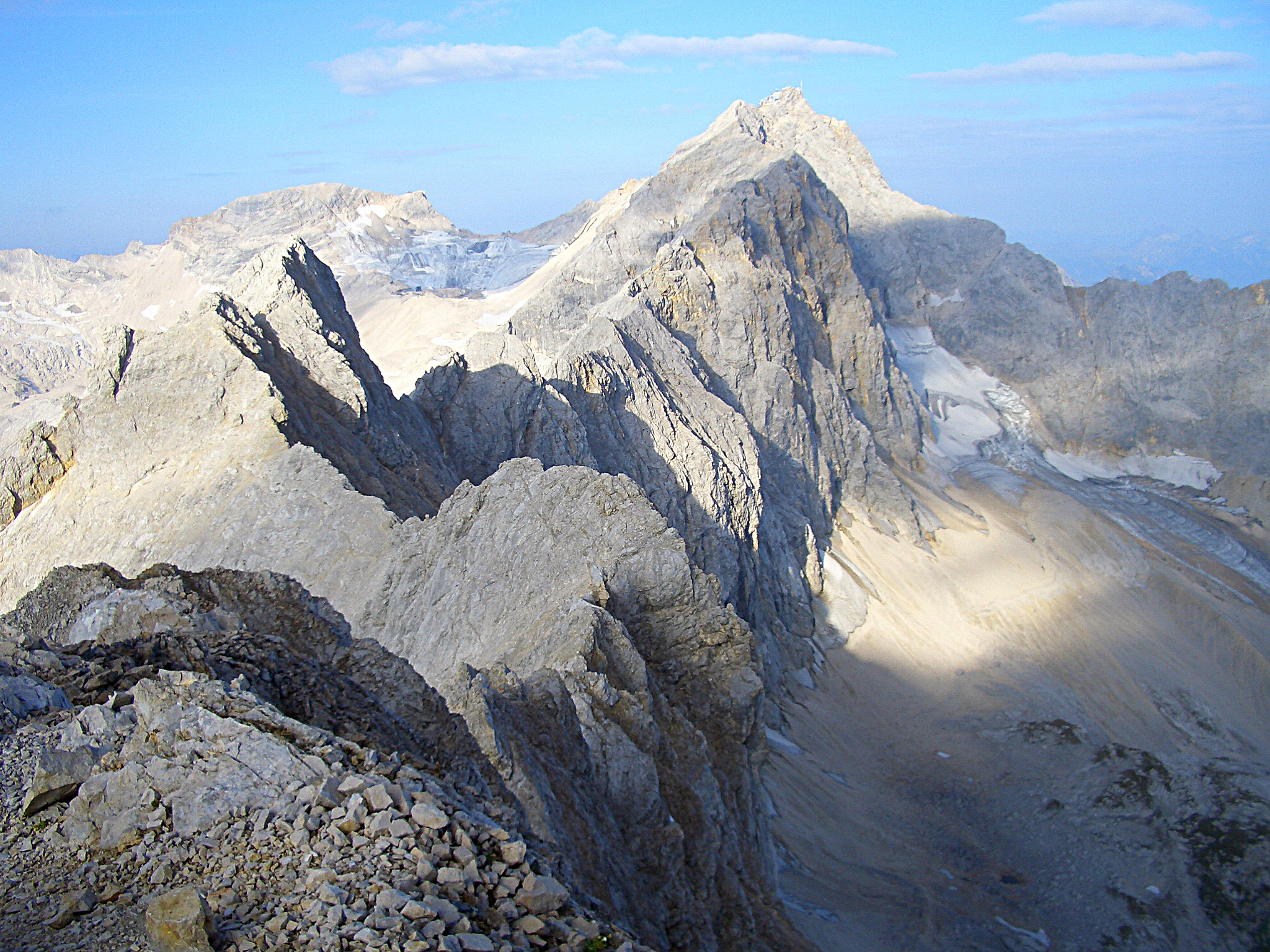
Partea de vest a crestei Jubiläum: Vedere de pe Mittleren Höllentalspitze spre Zugspitze

Unul dintre cele mai cunoscute trasee de creastă din Alpii Răsăriteni urmează Jubiläumsgrat, creasta estică dintre Zugspitze și muntele Hochblassen (2.707 m) și care traversează cele trei vârfuri Höllentalspitzen, Innere (2.737 m), Mittlere (2.740 m) și Äußere Höllentalspitze (2.716 m), precum și vârful Vollkarspitze (2.630 m). Pe parcurs, traseul se ramifică spre Grießkarscharte (2.463 m) și Alpspitze (2.628 m). Între 1909 și 1915, ruta de creastă a fost parțial asigurată cu cabluri metalice de către filiala Clubului Alpin German din München. Inițial, traseul se numea „Calea Jubileului” (Jubiläumsweg), dar după o intervenție de salvare sfârșită tragic în 1979, termenul destul de eronat și înșelător „weg”, care sugera că traseul este unul normal, a fost înlocuit cu termenul „grat”, însemnând „creastă ascuțită”, numele devenind „Creasta Jubileului” (Jubiläumsgrat:188). În timpul traversării, care nu este un „klettersteig” pur, trebuie să fie parcurse mai multe tronsoane neprotejate care corespund aproximativ unui grad de dificultate III. Cea mai dificilă secțiune de cățărare este o ravenă netedă (III-). În zona vârfului Vollkarspitze este o secțiune de alpinism de dificultate D. Gradul de dificultate al traseului de alpinism de aproximativ 8 kilometri se încadrează între I și II, respectiv B. În mod normal, traseul poate fi parcurs într-o singură zi în timpul verii. Între vârfurile Höllentalspitzen Mittlere și Äußere se găsește refugiul montan Höllengrat (Höllengrathütte, 2.684 m), un bivuac unde alpiniștii se pot refugia pe timpul nopții. Este folosit în principal în timpul ascensiunilor din perioada rece, când traseul este parcurs în două etape. O rută alternativă pornește de la cabana Knorr (Knorrhütte), străbate creasta Brunntal (Brunntalgrat) și intersectează traseul Jubiläumsgrat în zona Inner Höllentalspitze.

### Refugii montane
În zona Zugspitze există numeroase refugii montane. În Höllental se găsește cabana Höllentalanger (Höllentalangerhütte, 1.381 m), cu 60 de paturi și 46 de locuri de dormit pe saltele. În Reintal se găsește cabana Reintalanger (Reintalangerhütte, 1.370 m), cu 90 de paturi, iar pe marginea Zugspitzplatt cabana Knorr (Knorrhütte, 2.051 m) cu 108 paturi. Knorrhütte a fost primul refugiu montan din întregul lanț montan Wetterstein, fiind construit în 1855. Toate cabanele sunt deschise din mai până în octombrie, în funcție de vreme. Există alte două cabane chiar sub vârful Zugspitze: Wiener-Neustädter-Hütte și Münchner Haus. Schneefernerhaus, un fost hotel și restaurant, a fost transformat în stație de cercetare și nu mai oferă cazare pentru turiști.

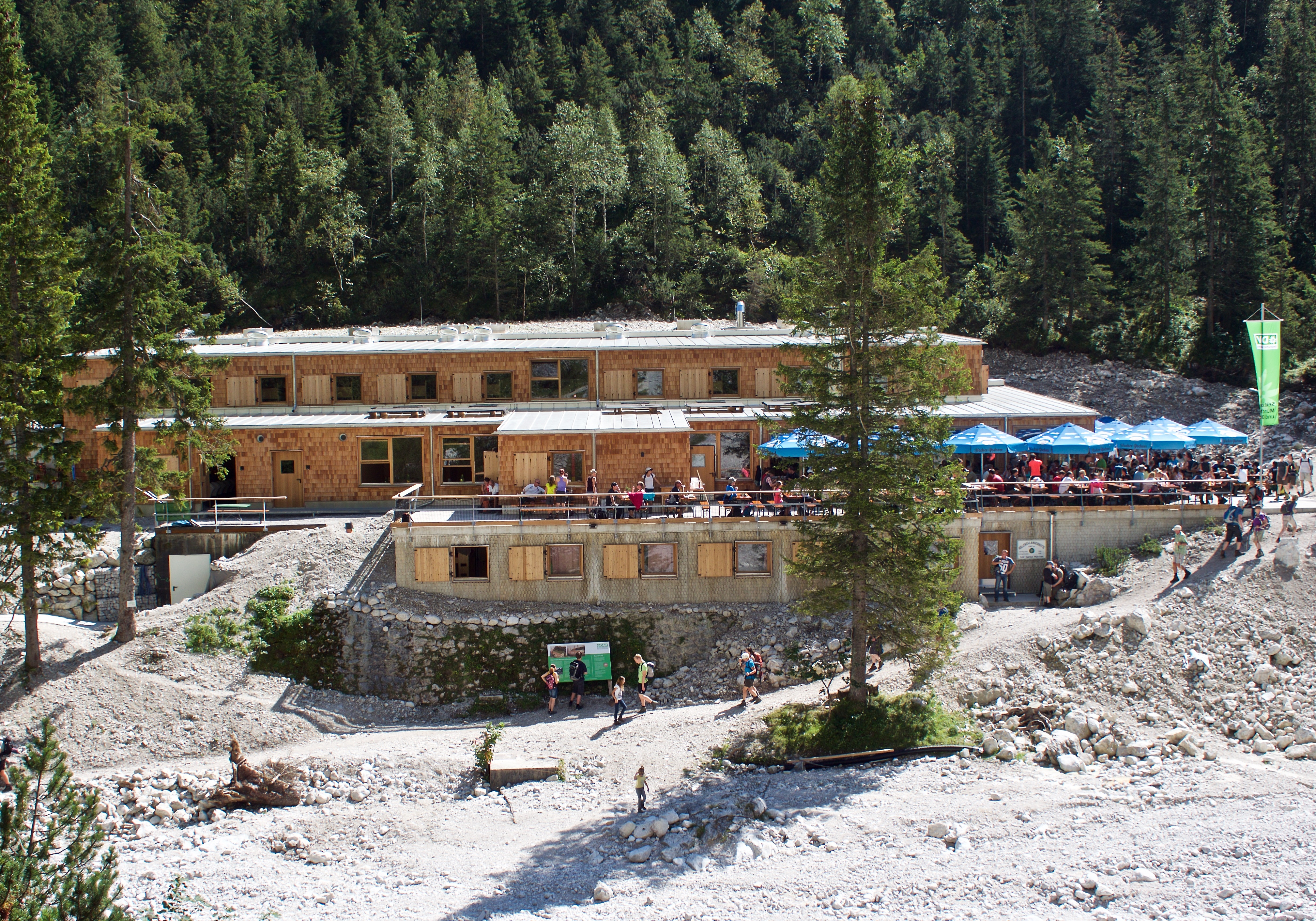
Höllentalangerhütte, 2015
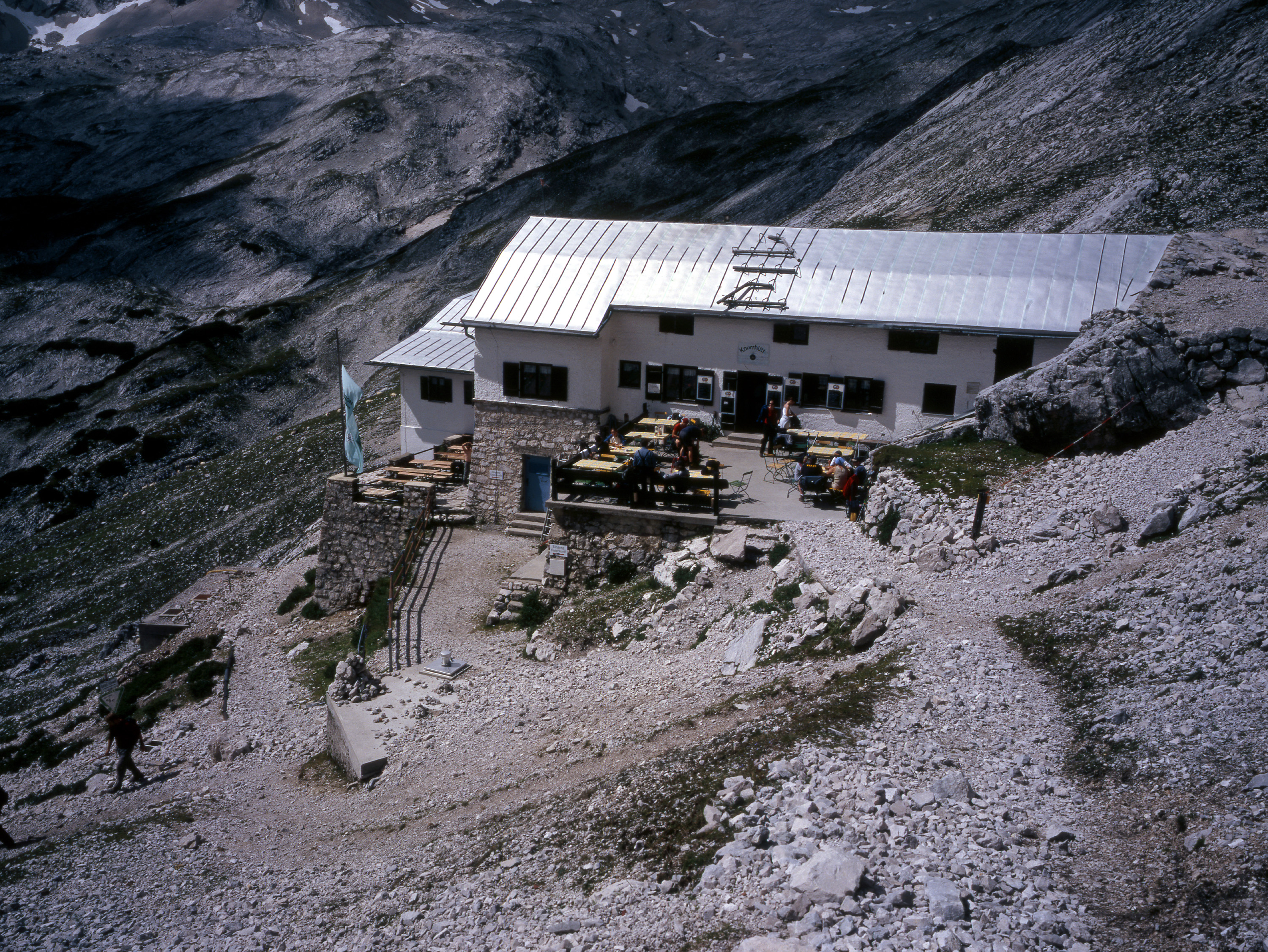
Knorrhütte, 2005
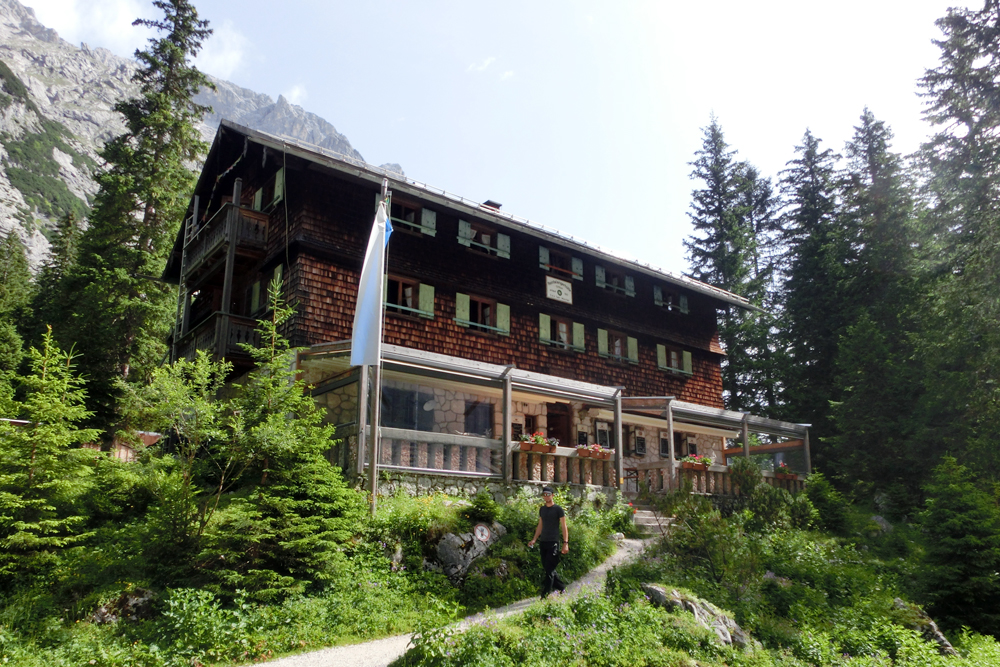
Reintalangerhütte, 2014

Wiener-Neustädter-Hütte
Cabana Wiener-Neustädter (Wiener-Neustädter-Hütte, 2.209 m) a fost primul refugiu montan de pe Zugspitze, fiind construită în 1884. Servește drept bază pentru „via ferrata” de pe traseul „Österreichische Schneekar”, care a fost inaugurată în 1879. Cabana este situată pe marginea de vest a circului glaciar și se află sub traseul telecabinei Tiroler Zugspitzbahn. Operată de Clubul Turistic Austriac (Österreichischer Touristenklub), cabana asigură 34 de locuri de cazare, din iulie până în octombrie.
Münchner Haus
Prima facilitate de cazare din zonă, situată chiar sub vârful de vest al muntelui Zugspitze, datează din 1883. La acel moment, filiala din Munchen a Asociației Alpine Germane, parte a Asociației Alpine Germane și Austriece (Deutscher und Österreichischer Alpenverein - DuOeAV) a construit o cabană din lemn cu o capacitate de douăsprezece persoane. Deși dezvoltarea ulterioară a turismului a fost adeseori criticată, tot mai mulți membri ai Asociației Alpine au solicitat construirea unei cabane mai mari, astfel încât a fost construită în cele din urmă Casa München (Münchner Haus, 2.959 m). Mai întâi, în 1896, a fost amenajată o locație de 200 de metri pătrați, prin dinamitarea stâncii. Cabana montană, care a fost deschisă la 19 septembrie 1897, a costat 36.615 mărci germane, fiind echipată cu o linie telefonică lungă de 21 km și un paratrăsnet cu un conductor electric de 5,5 km. Între 1911 și 1914 cabana a fost extinsă și a primit aspectul actual. Are o capacitate de 30 de paturi și este deschisă din mai până în octombrie. În medie, 2.000 de persoane înnoptează acolo în fiecare an, cifră la care se adaugă cea a turiștilor de o zi:89.
Schneefernerhaus
Casa Schneeferner (Schneefernerhaus, 2.656 m) a fost inițial stație pe linia de cale ferată bavareză Zugspitze (Bayerische Zugspitzbahn), fiind deschisă în 1930. Hotelul alăturat a fost inaugurat în iunie 1931. După al doilea război mondial, armata americană a confiscat clădirea, transformând-o în centru de recreere (Erholungszentrum). A fost renovată abia în 1952, redeschizându-se în luna decembrie a aceluiași an. Pe 15 mai 1965 a avut loc un grav accident produs de o avalanșă, declanșată pe versantul din apropiere și care a măturat terasa, 10 persoane pierzându-și viața iar 21 fiind grav rănite. După inaugurarea în 1986 a hotelului Sonnalpin, construit într-o locație mai convenabilă, numărul vizitatorilor a scăzut continuu, iar la începutul anilor 1990, Casa Schneeferner a fost închisă. Între 1993 și 1997 clădirea a primit o altă destinație, fiind transformată în stație de cercetare a mediului, care a fost pusă în funcțiune în 1999. În anul 1994, în timpul lucrărilor a avut loc un incendiu care a distrus complet etajul cinci și mansarda:69.

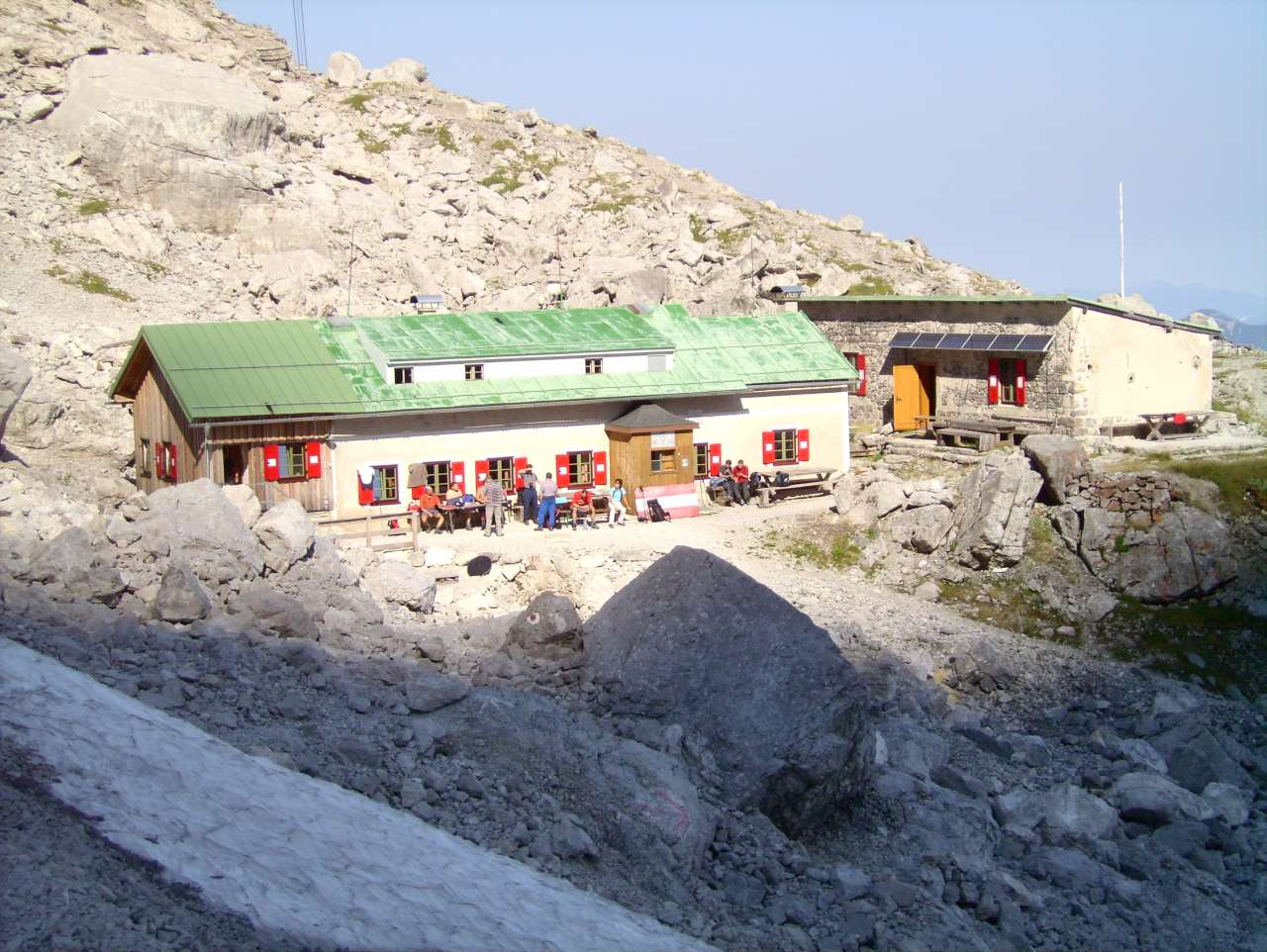
Wiener-Neustädter-Hütte, 2006
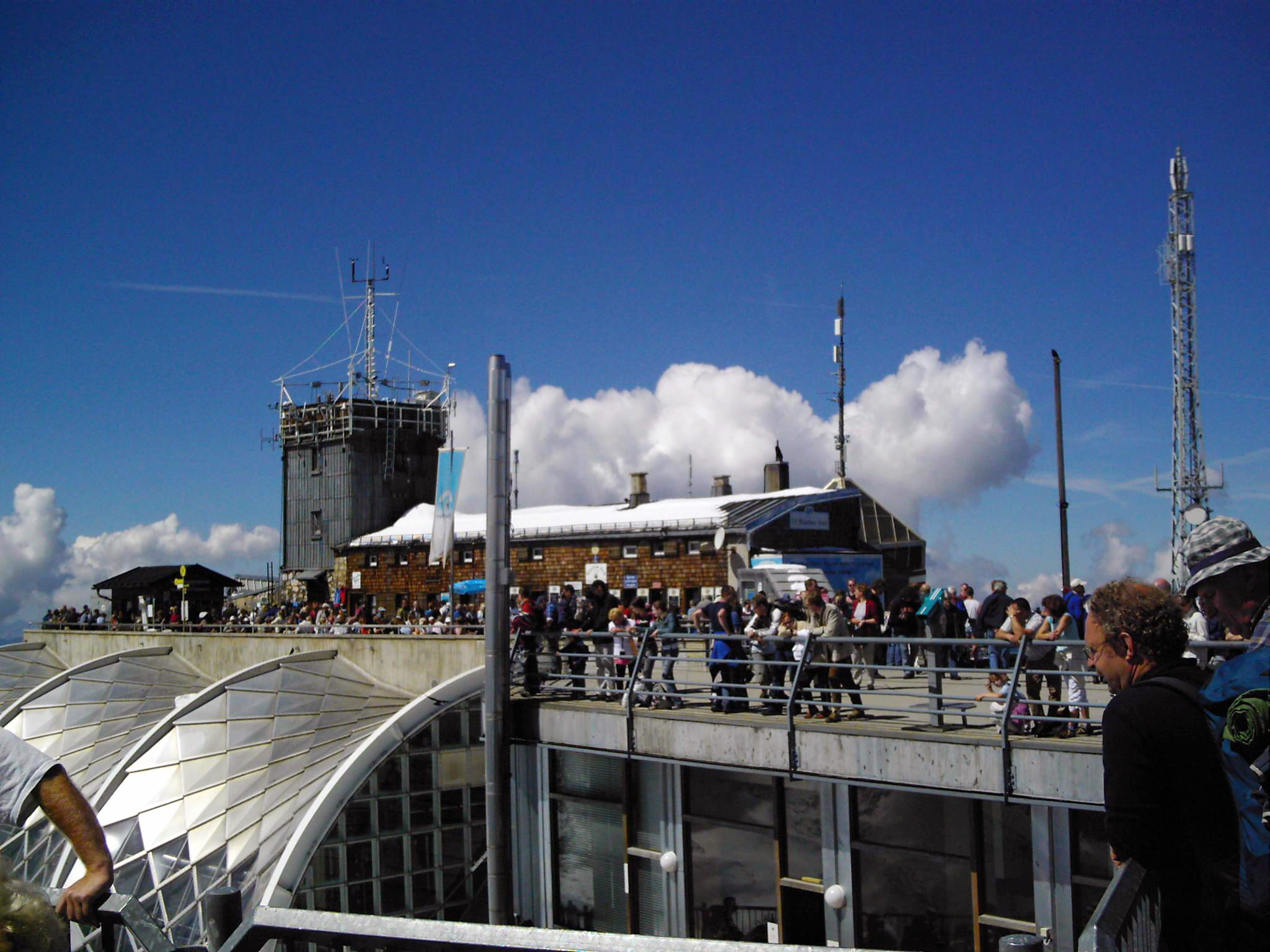
Münchner Haus, 2005
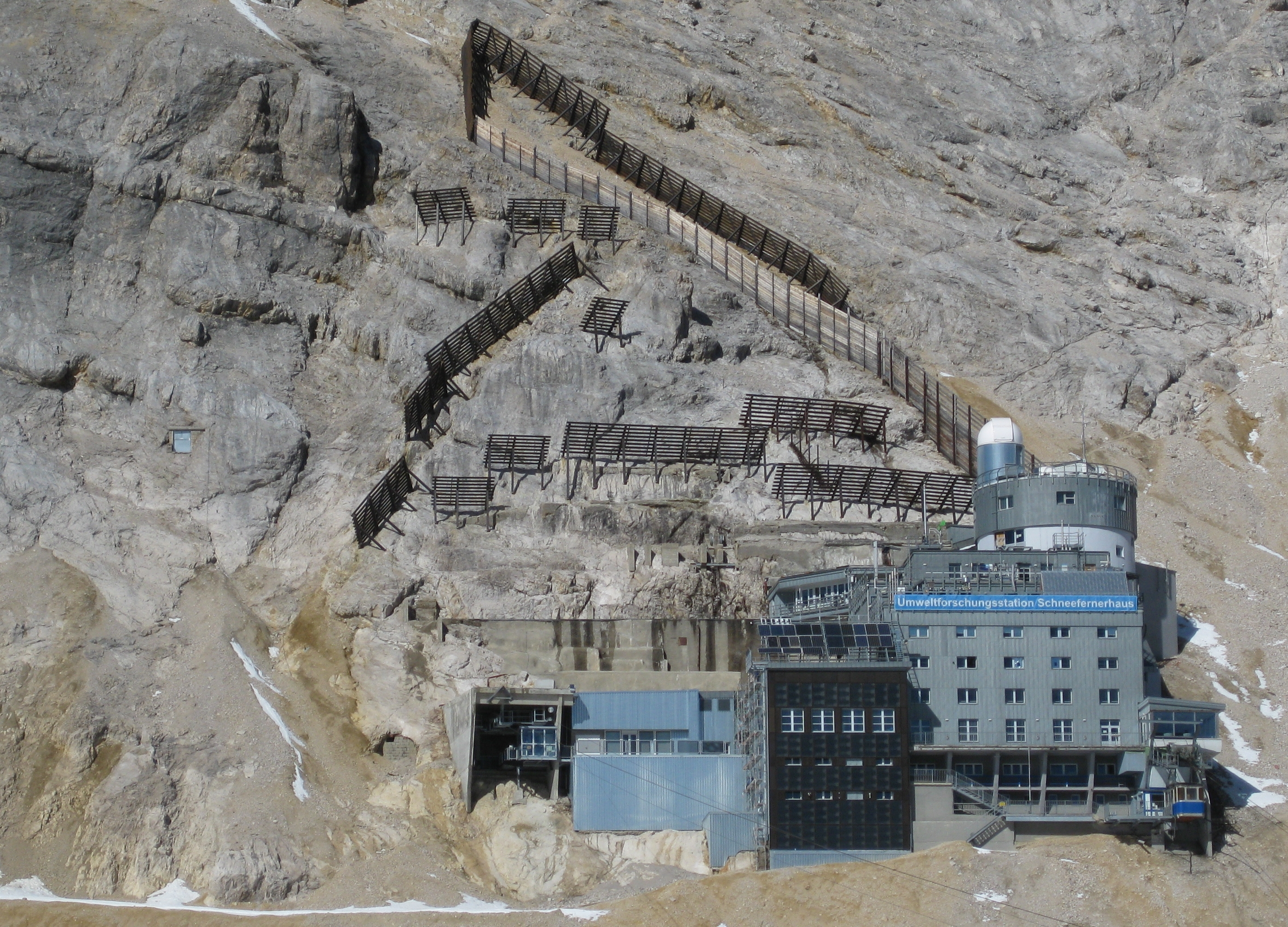
Schneefernerhaus Umweltforschungsstation Zugspitze, 2010

### Transport
Tiroler Zugspitzbahn

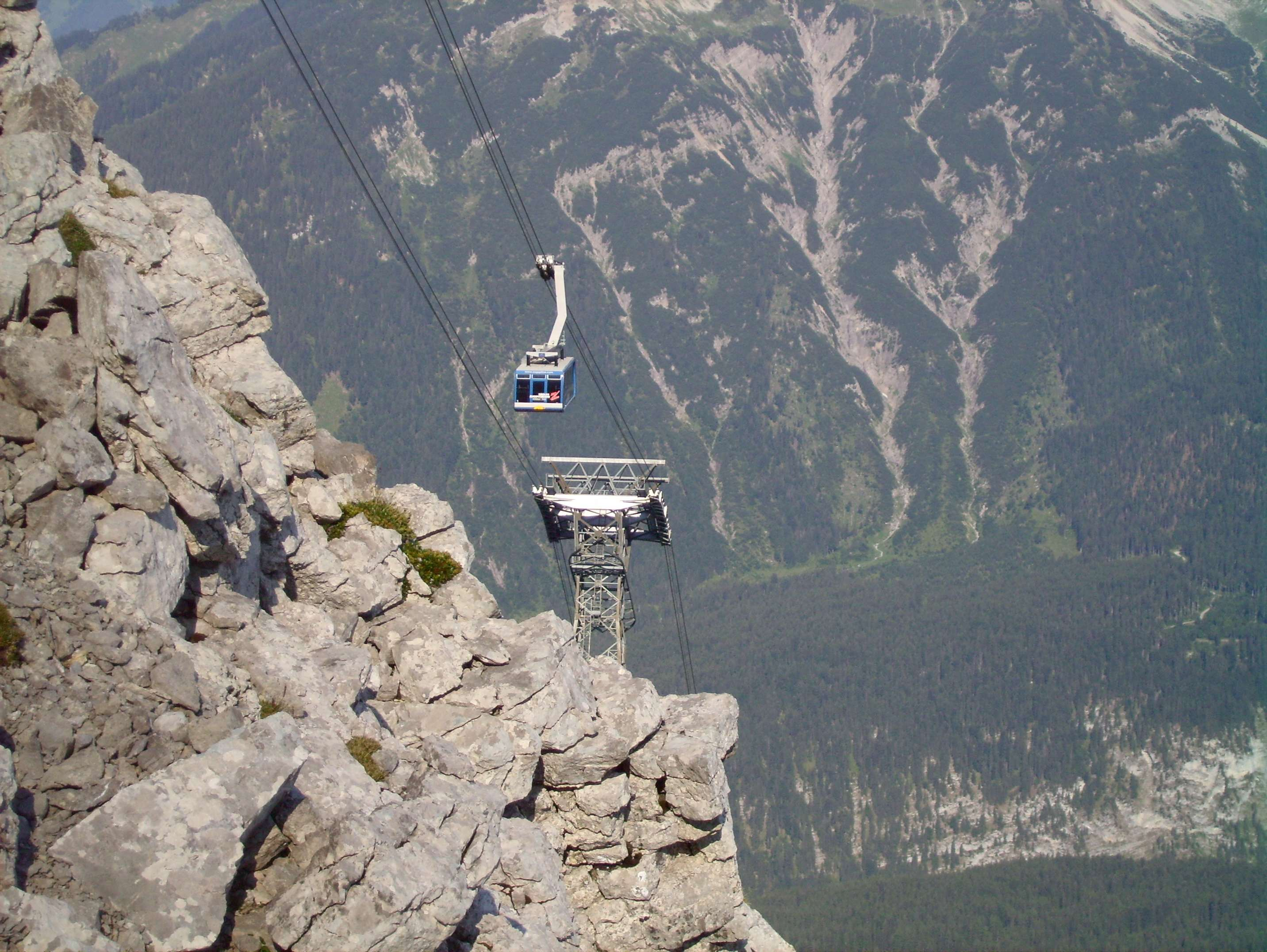

Prima telecabină din masivul Zugspitze a fost Tiroler Zugspitzbahn. În 1923 a fost fondată „Österreichische Zugspitzbahn AG” care în 1924 a primit în concesiune terenul necesar pentru a construi o telecabină între Ehrwald și vârful Zugspitzeck (2.815 m), situat pe creasta Zugspitzkamm, deasupra ghețarului Schneeferner. După 14 luni de construcție, lucrarea a fost finalizată, telecabina fiind inaugurată pe 5 iulie 1926, iar în zonă a fost construit și un hotel, numit Kammhotel. Telecabina ajungea până la o altitudine de 2.805 metri, la distanță de vârf. Prin urmare, s-a decis construcția unui tunel pentru a transporta schiorii pe podișul Zugspitzplatt. Acesta fost construit între 1927 și 1929 și avea 700 de metri lungime. În 1937, compania germană Bayerische Zugspitzbahn AG a preluat majoritatea acțiunilor companiei austriece, iar tunelul a fost extins până la Casa Schneeferner (Schneefernerhaus, 2.656 m). După război, telecabina a fost expropriată ca „proprietate germană în străinătate” și a devenit din nou proprietate austriacă. La 15 mai 1964, a fost deschisă o nouă linie de transport pe cablu care conectează terminalul austriac cu vârful Zugspitze:68.
În iulie 1991, a fost finalizată construcția unei noi telecabine de la Ehrwald până la vârf. Traseul are 3,6 kilometri lungime, include trei piloni de sprijin și se defășoară de la Ehrwald-Obermoos (1.225 m) până la Zugspitze (2.950 m). În februarie 2003, un incendiu izbucnit în terminalul din vale a afectat grav cablurile. Reparațiile au fost executate în timp record, telecabina redeschizându-se doar câteva luni mai târziu, pe 13 August 2003:116.
Bayerische Zugspitzbahn

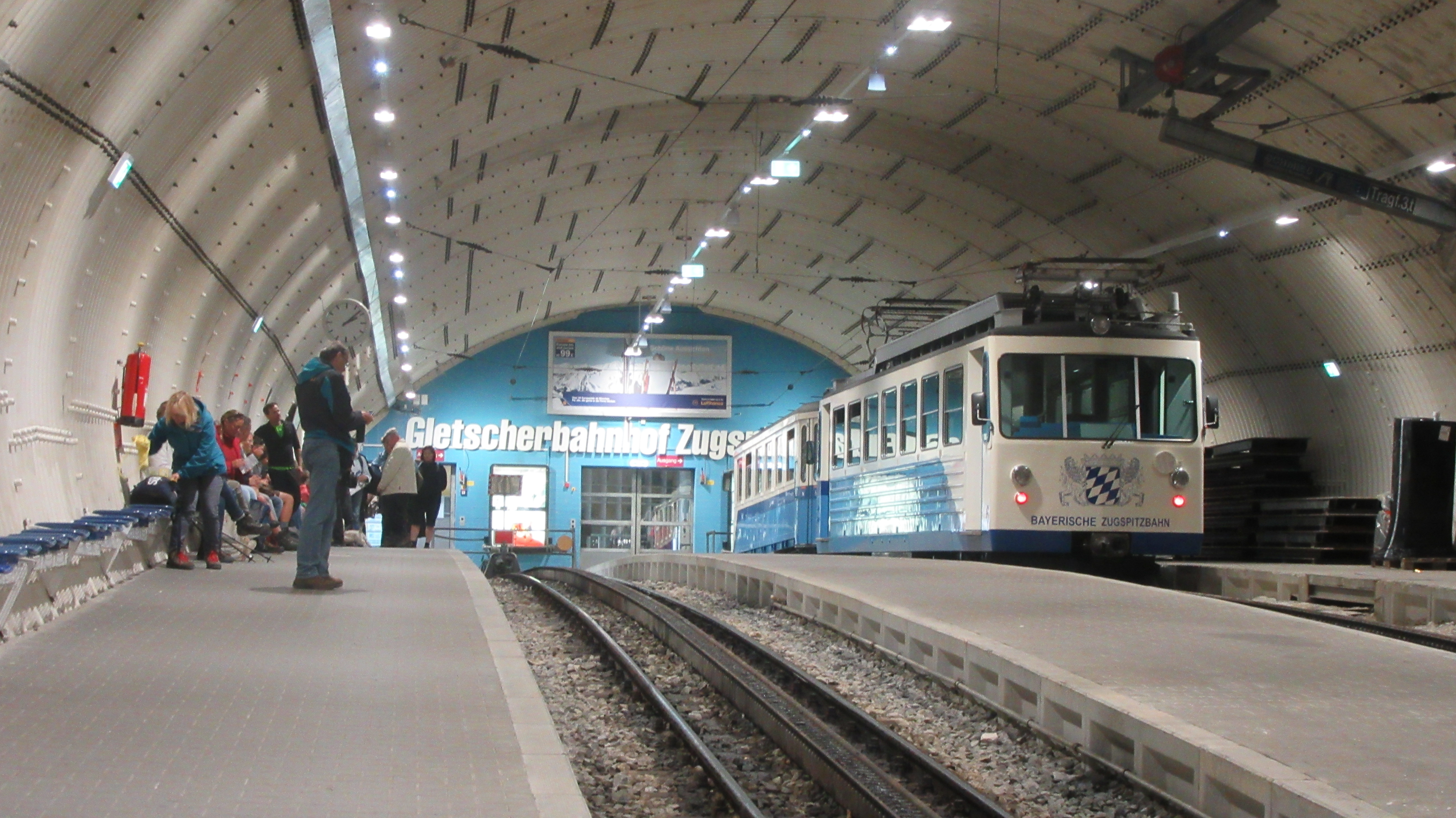
Stația Zugspitzplatt

După ce construcția căii ferate cu cremalieră Jungfraubahn a demarat la Jungfraujoch în 1896 și după inaugurarea căii ferate cu cremalieră Gornergratbahn în Elveția în 1898, au apărut și primele planuri de dezvoltare a transportului către Zugspitze. Prințul regent Luitpold al Bavariei a respins o cerere inițială în 1899, considerând-o inoportună din cauza lipsei traficului („keinerlei Verkehrsbedürftnis”):44. Autorizația de planificare pentru o astfel de cale ferată a fost acordată pentru prima dată în 1914, dar proiectul a eșuat din cauza izbucnirii primului război mondial. În 1925 s-a acordat o nouă concesiune, de asemenea rămasă nefinalizată.
La 1 aprilie 1928, un consorțiu condus de Allgemeine Elektricitäts-Gesellschaft (AEG), cu un capital de cinci milioane de mărci germane, a primit aprobarea pentru construirea unei căi ferate cu ecartament îngust numită „Bayerische Zugspitzbahn”, între Garmisch-Partenkirchen și Zugspitze via Eibsee. Finalizarea lucrărilor a fost planificată pentru 1930, iar lucrările au fost realizate în trei etape. Prima a fost tronsonul central lung de 3,2 kilometri dintre Grainau și Eibsee, care a intrat în funcțiune la 19 februarie 1929. La 19 decembrie 1929 a fost urmat de tronsonul de 7,5 kilometri dintre Garmisch-Partenkirchen și Grainau, inclusiv importanta legatură turistică cu rețeaua feroviară principală a Deutsche Reichsbahn. La 8 iulie 1930 a fost deschisă ultima secțiune de 7,9 kilometri dintre Eibsee și stația de vârf Schneefernerhaus, inclusiv tunelul Zugspitz (Zugspitztunnel), lung de 4.466 metri și cu o înclinație de până la 25%.

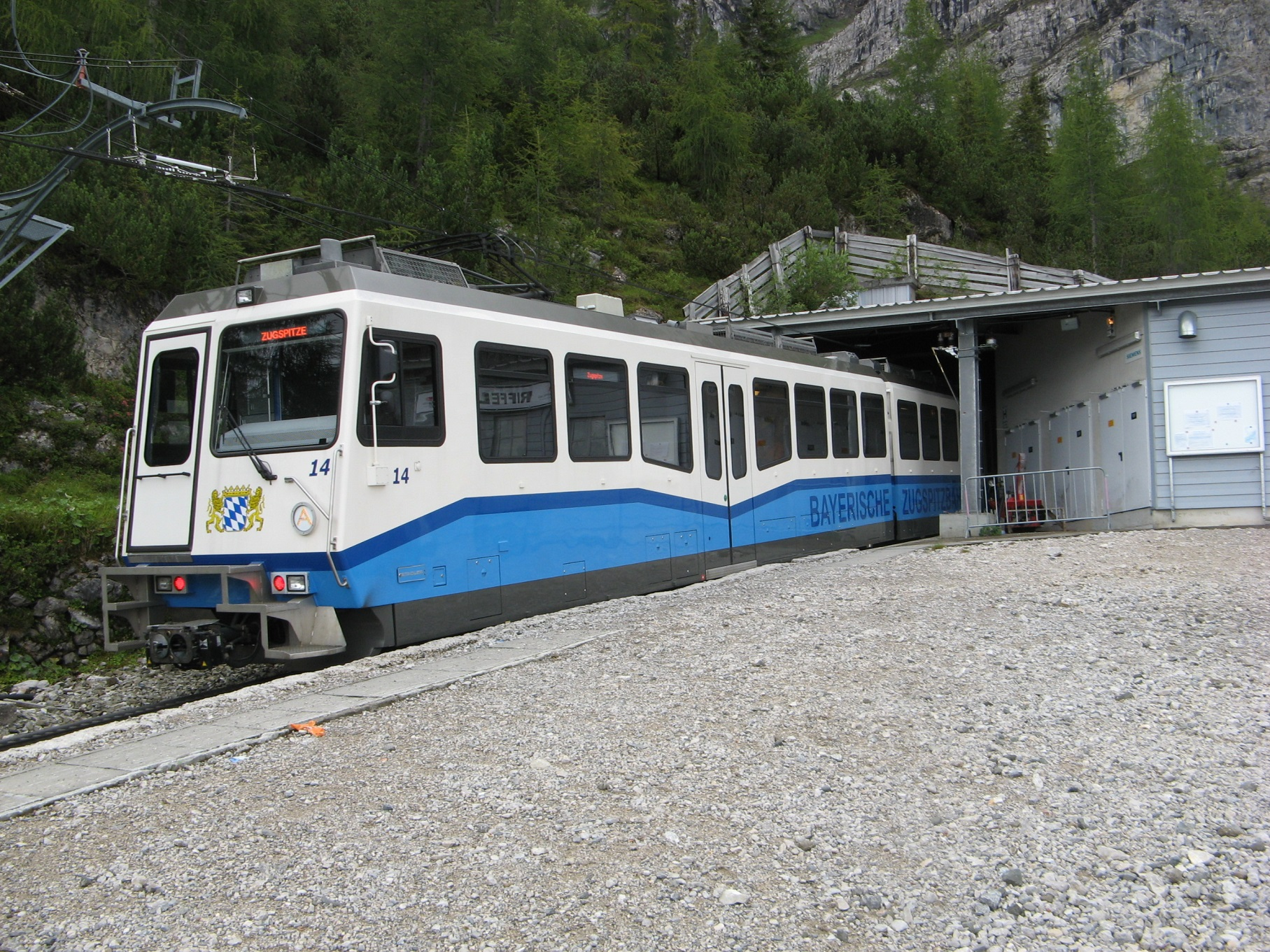
Intrarea în Zugspitztunnel

Pentru a putea face față timpului strâns de construcție, tunelul Zugspitz nu a fost forat doar de jos, ci și de sus și prin intermediul unor foraje executate în peretele de nord. Muncitorii au fost aprovizionați cu materialul necesar prin intermediul a șase telecabine auxiliare prin aceste deschideri artificiale în peretele muntelui. În total, până la 2.500 de muncitori au dizlocat 85.000 de metri cubi de pământ și 160.000 de metri cubi de rocă, folosind aproape 198 tone de explozibili. Zece oameni și-au pierdut viața în timpul lucrărilor de construcție. Pe 8 februarie 1930 a fost realizată străpungerea tunelului către Zugspitzplatt. Inaugurarea traseului a avut loc pe 8 iulie 1930, iar hotelul Schneeferner (Schneefernerhaus) din stația Zugspitzplatt a fost deschis, concomitent cu linia de telecabină spre vârf, pe 20 ianuarie 1931.
Linia de cale ferată ajunge la o altitudine de 2.650 de metri, ceea ce o face calea ferată de cea mai mare altitudine din Germania și a treia din Europa. Este și calea ferată din Europa cu cea mai mare diferență de nivel, 1.945 de metri, jumătatea superioară a traseului fiind subterană. Între Garmisch-Partenkirchen (705 m) și Grainau (751 m) calea ferată este o cale ferată cu ecartament îngust de fricțiune, iar de la Grainau până la stația finală Gletscher-Bahnhof (2.588 m) ca o cale ferată îngustă cu cremalieră. Traseul are o lungime totală de 19 km, din care 4,4 km reprezintă Tunelul Zugspitz. Călătoria durează aproximativ 45 de minute. De la stația terminus, telecabina Zugspitz-Gletscherbahn duce până la vârf:43.
Eibsee-Seilbahn și Seilbahn Zugspitze

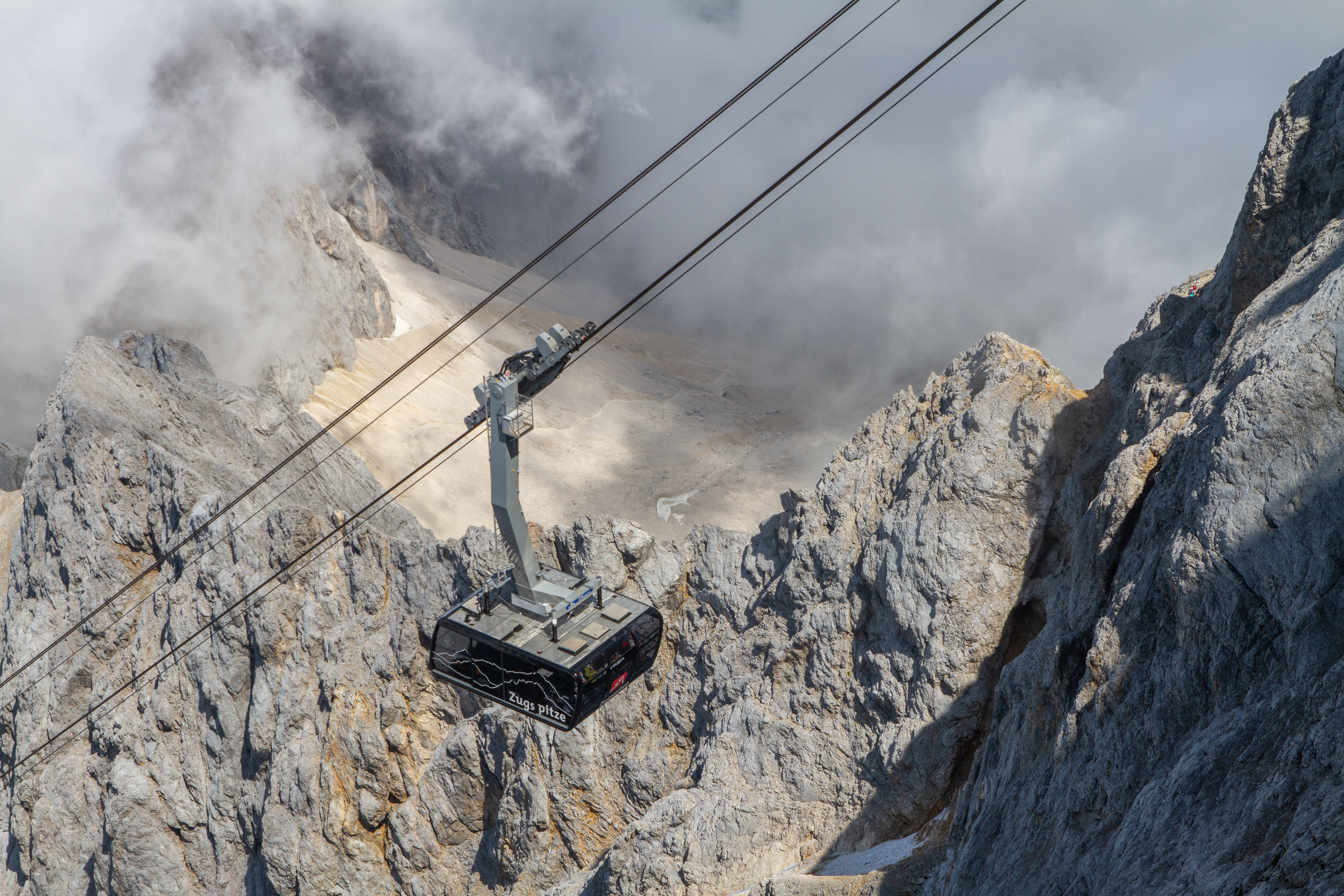

Primele planuri pentru construcția unei telecabine de la Eibsee la Zugspitze au existat încă din 1909, dar, deși se primise aprobarea de planificare, care a fost ulterior extinsă în 1911, proiectul a eșuat inițial din cauza lipsei de finanțare:43. În 1960, Bayerische Zugspitzbahn AG a primit concesiunea pentru telecabina Eibsee (Eibsee-Seilbahn). Până în decembrie 1962, a fost construită o linie de transport pe cablu cu lungimea de 4.450 m între stația Eibsee (973 m) și cea de pe vârf (2.950 m), sprijinită pe doi piloni de 65 și 85 de metri înălțime, cu o diferență de nivel de aproximativ 1.950 de metri și o înclinație de până la 46 de grade. În timpul călătoriei inaugurale din 1 decembrie 1962, un blocaj în sistemul electronic de frânare a oprit cabina cu oaspeții de onoare la mijlocul traseului, ceea ce a dus la anularea deschiderii oficiale. Problemele cu cablurile în timpul furtunilor au făcut ca punerea în funcțiune a instalației să fie amânată până la 15 mai 1963. În 1973, pilonul superior a fost grav deteriorat de o avalanșă:173.
În 2017, vechiul sistem de transport pe cablu a fost înlocuit cu cel de capacitate mai mare (două cabine a 120 de pasageri fiecare) din prezent. Ultima călătorie programată a telecabinei Eibsee-Seilbahn a avut loc pe 2 aprilie 2017. Pe 21 decembrie 2017, a fost deschisă noua telecabină, Seilbahn Zugspitze. Telecabina deține trei recorduri mondiale, cel mai înalt pilon de oțel din lume pentru transport aerian pe cablu, de 127 de metri, cea mai mare diferență de nivel pe o singură secțiune din lume, de 1.945 de metri, precum și cea mai lungă distanță între pilonii de telecabină din lume, de 3.213 de metri.

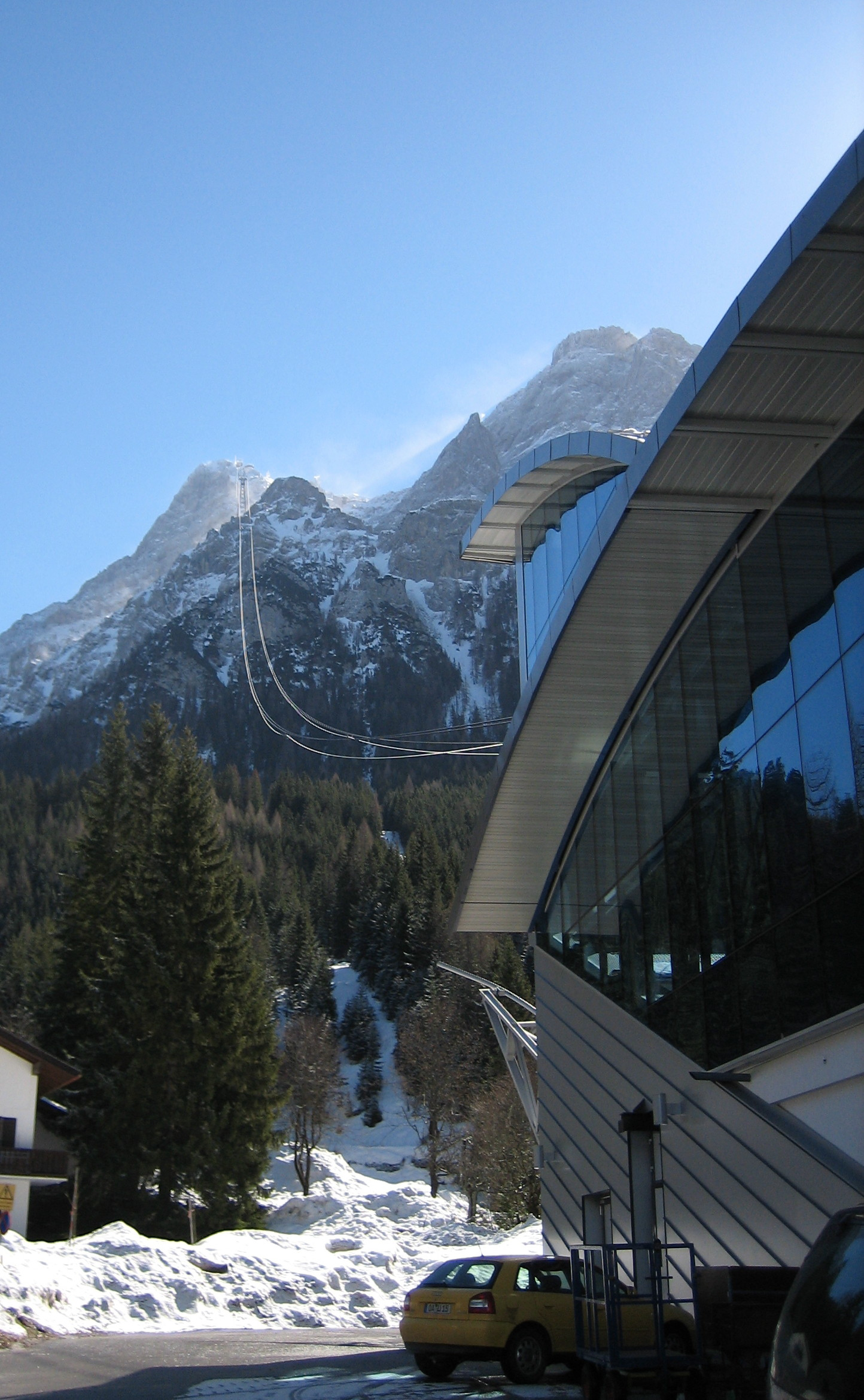
Tiroler Zugspitzbahn, 2006
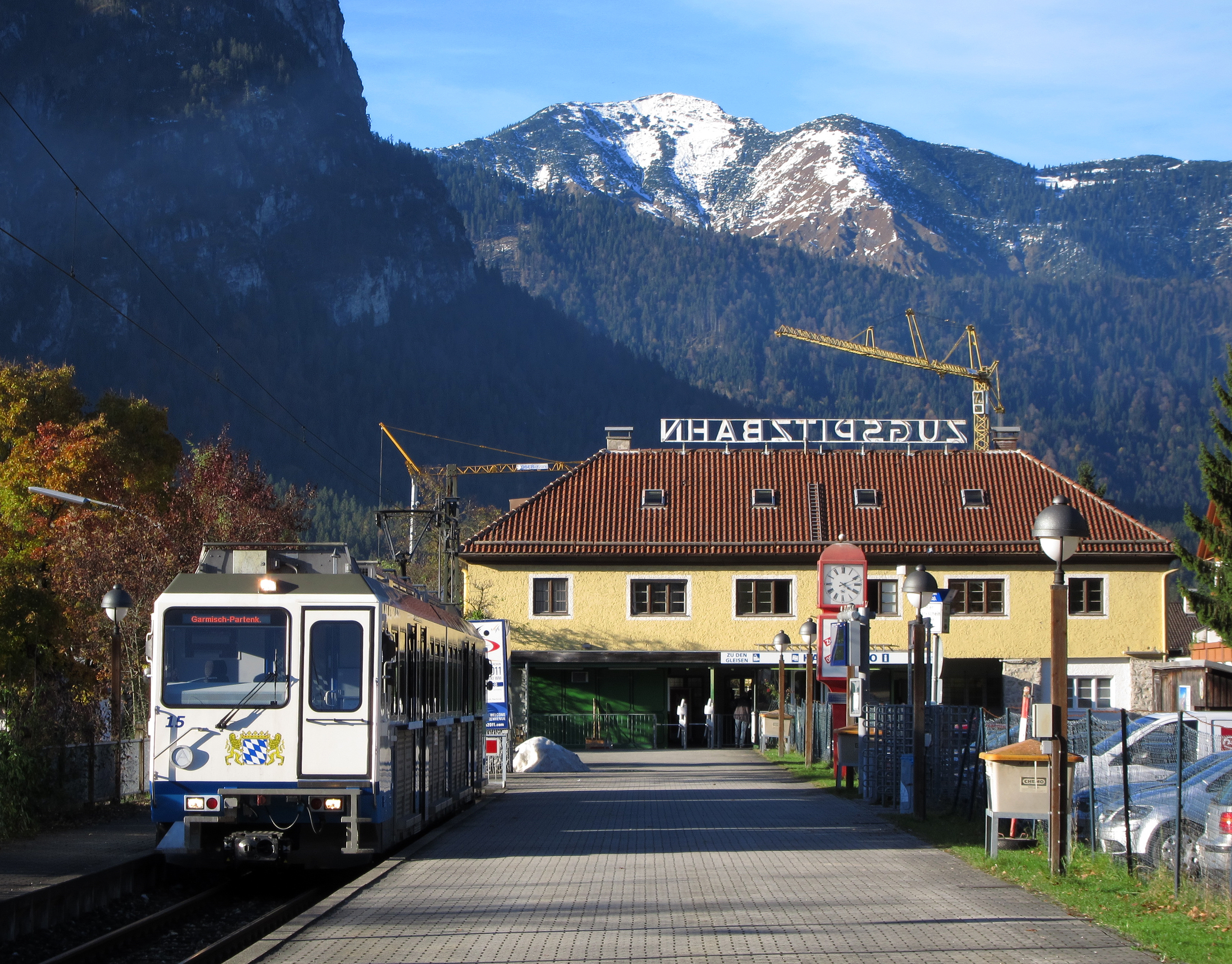
Zugspitzbahn, stația Garmisch, 2010
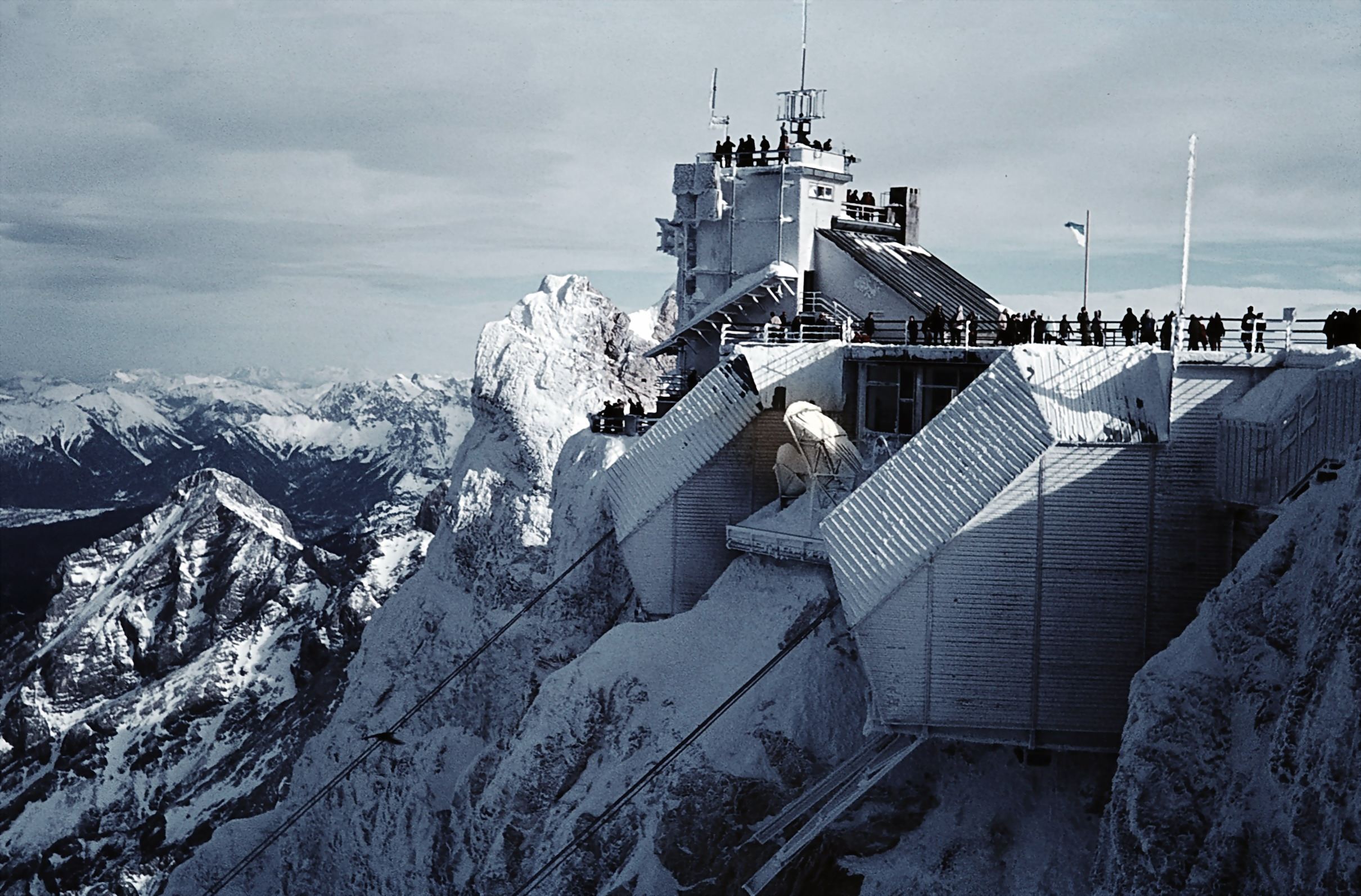
Eibsee-Seilbahn, stația Zugspitze, 1966
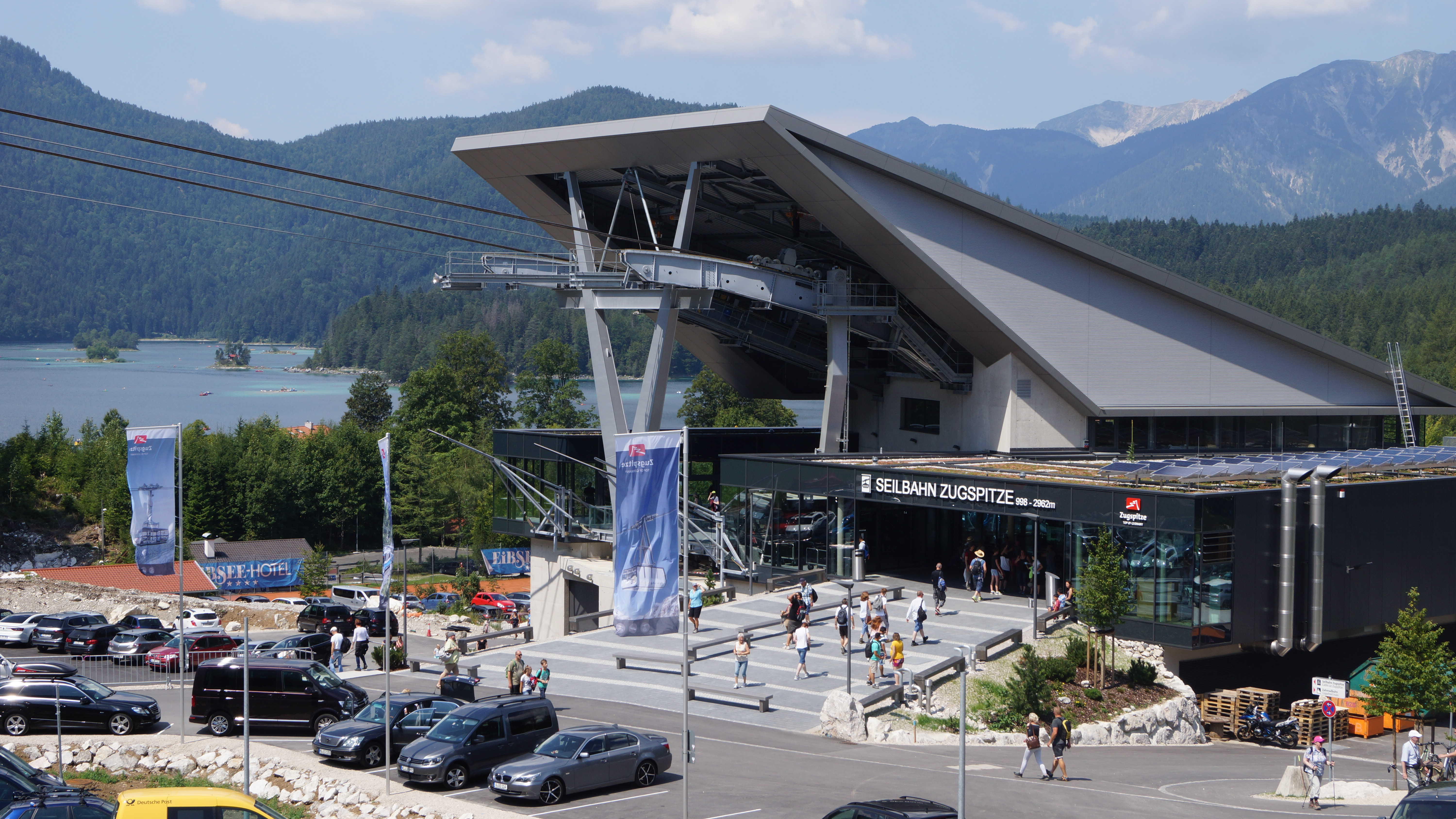
Seilbahn Zugspitze, stația Eibsee, 2018

### Sporturi de iarnă
În 1949 a fost deschis un domeniu schiabil pe Zugspitzplatt, operat în prezent de căile ferate montane bavareze Zugspitzbahn (Bayerische Zugspitzbahn Bergbahn) la o altitudine între 2.000 și 2.720 m. Schiorii pot ajunge până pe vârful Zugspitze cu telecabinele din Ehrwald și Eibsee sau luând trenul cu cremalieră. De la stațiile telecabinelor de pe Zugspitz, o altă telecabină îi duce pe pasionații de sporturi de iarnă la stația Sonnalpin, unde se află singurul restaurant din zonă.
Transportul schiorilor pe Zugspitzplatt se realizează prin intermediul a șase sisteme de transport pe cablu. Există două telescaune și patru teleschiuri, dintre care două (Schneefernerkopf) sunt operate ca sisteme paralele, adică două sisteme de lungime egală care funcționează unul lângă celălalt. Cele șase sisteme au împreună o capacitate de transport de 9.040 de persoane pe oră. Cele două telescaune cu 6 locuri au cea mai mare capacitate, de 2.200 persoane fiecare. În total, sistemele de transport au 10.980 de metri lungime și acoperă o diferență de nivel maximă de 1.725 m. Weißes Tal este telescaunul cu cea mai mare diferență de nivel, 350 m. Domeniul include 13 pârtii de schi Arhivat în 19 februarie 2024, la Wayback Machine. de dificultate medie și redusă, cu o lungime totală de peste 20 de kilometri. Cea mai lungă pârtie este Super G de 2,9 km și o diferență de nivel de 500 m.
Traseul de la Ehrwald prin Gatterl este deosebit de important pentru amatorii de schi-alpinism. Coborârea expusă, spre sud, de pe Schneefernerkopf la Ehrwald, cunoscută sub numele de „Lumea Nouă” (Neue Welt), este considerată un traseu extrem de dificil și periculos, care, pe lângă pante de până la 45 de grade, include și o coborâre în rapel, o coborâre controlată a unui perete de stâncă, prin deplasarea de-a lungul unei corzi de alpinism.

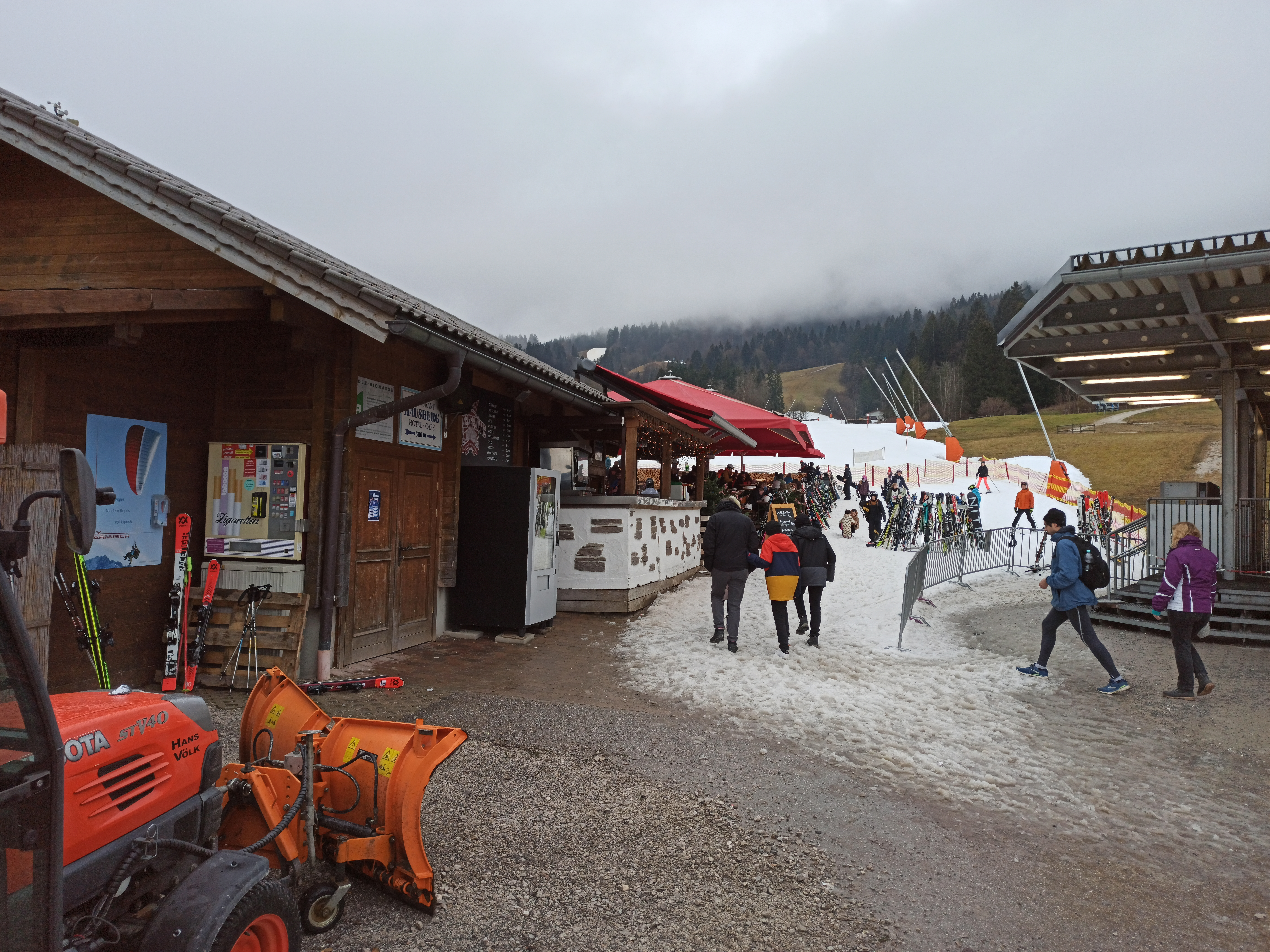
Baza unei pârtii de schi, 2023
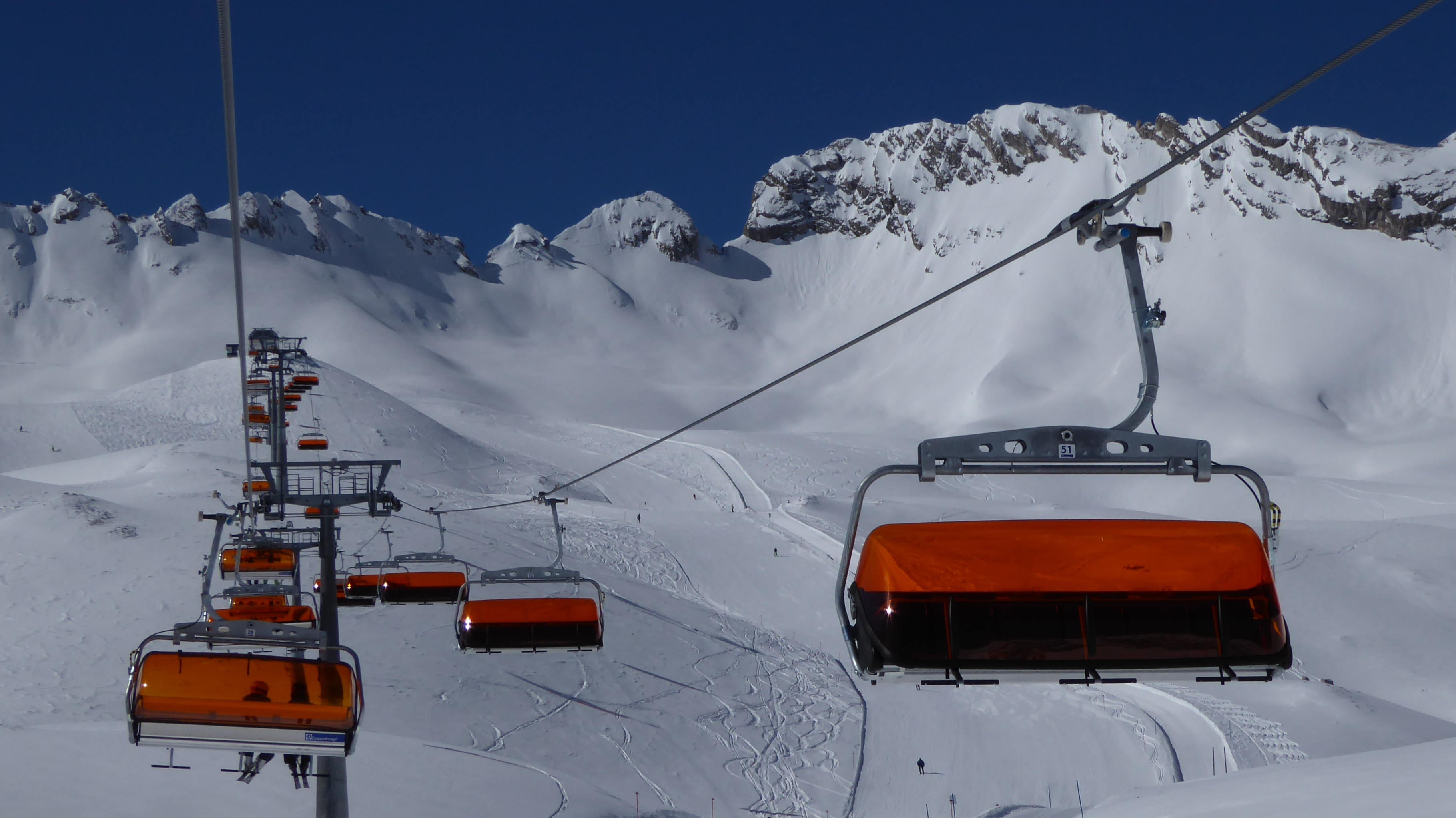
Telescaun, 2016
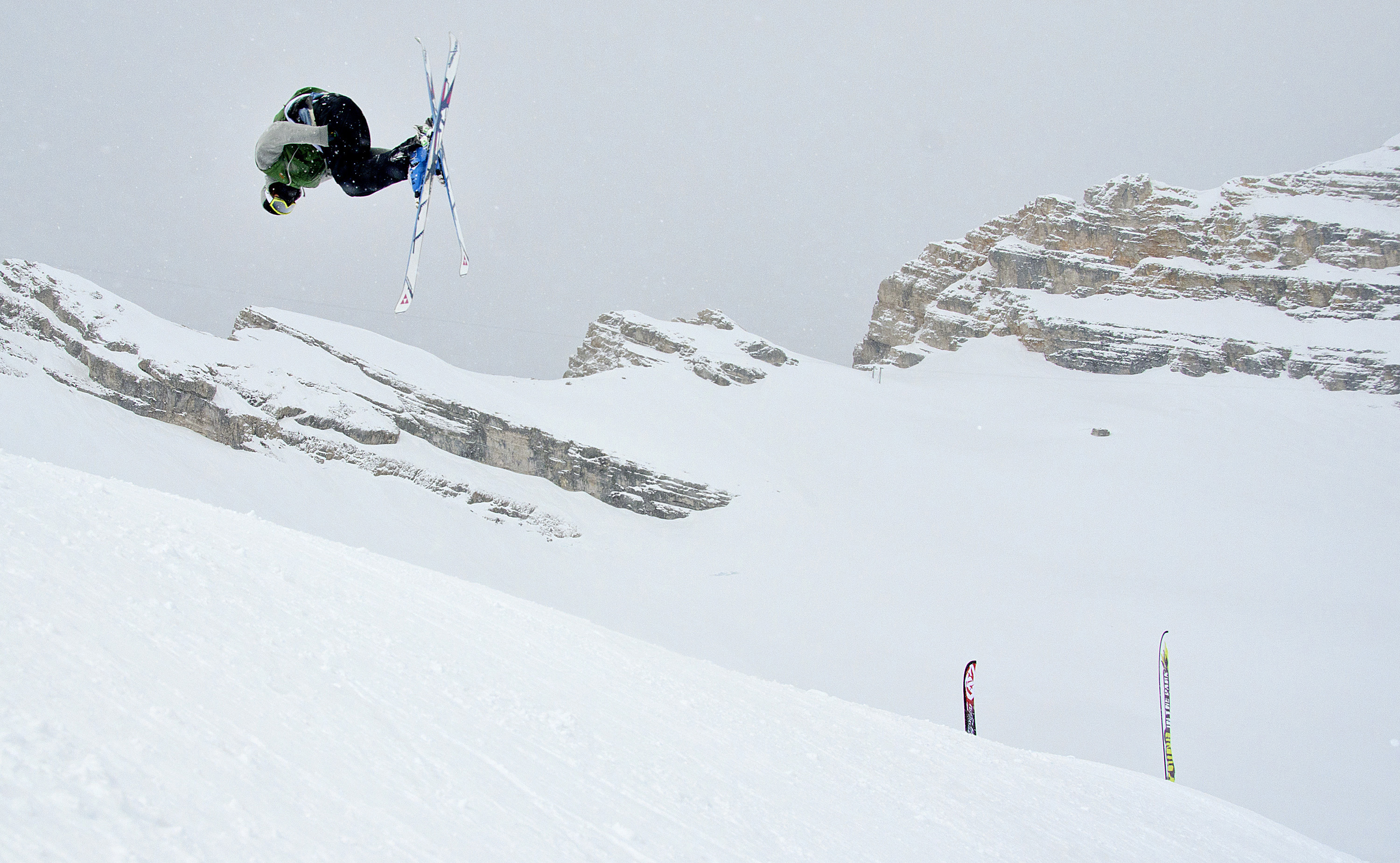
Schior pe platoul Zugspitze, 2012
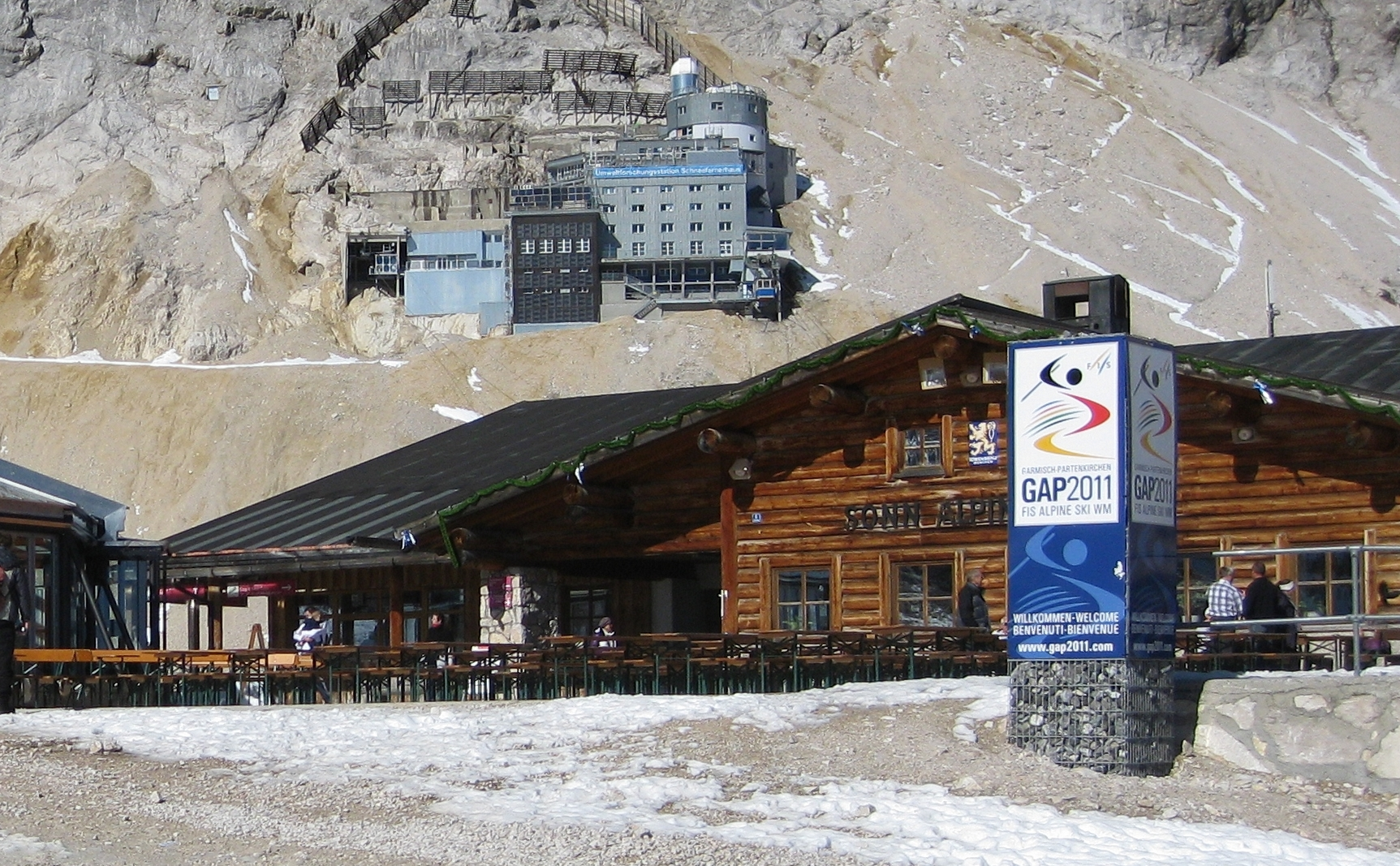
Restaurantul Sonn Alpin, sub Schneefernerhaus, 2010

### Hărți și ghiduri
- „Anlagen & Pisten” [Facilități și piste]. zugspitze.at. Tiroler Zugspitzbahn. Accesat în 18 februarie 2024.
- Pfanzelt, Helmut (1978). Wettersteingebirge e. Führer für Täler, Hütten u. Berge [Wetterstein - ghid pentru văi, cabane și munți] (ed. 2). München: Bergverlag Rudolf Rother. ISBN 3-7633-1113-0.